# Kuba
Kuba (spanisch Cuba [ˈkuβa], amtliche Bezeichnung República de Cuba) ist ein Inselstaat in der Karibik. Er grenzt im Nordwesten an den Golf von Mexiko, im Nordosten an den Atlantischen Ozean und im Süden an das Karibische Meer. Kuba hat etwa 10 Millionen Einwohner, mehrheitlich Christen, und ist damit das nach Einwohnern drittgrößte Land der Karibik (nach Haiti und der Dominikanischen Republik). Hauptstadt des Landes ist Havanna, die zweitgrößte Metropole der Karibik.
Kuba ist eine Einparteiendiktatur. Durch die autoritäre Regierung kommt es regelmäßig zu schwerwiegenden Verletzungen der Menschenrechte. Die Wirtschaft ist schwach und der allgemeine Lebensstandard niedrig. Große Teile der Bevölkerung leben in Armut. Das Embargo seitens der USA erschwert die Situation zusätzlich.

## Landesname

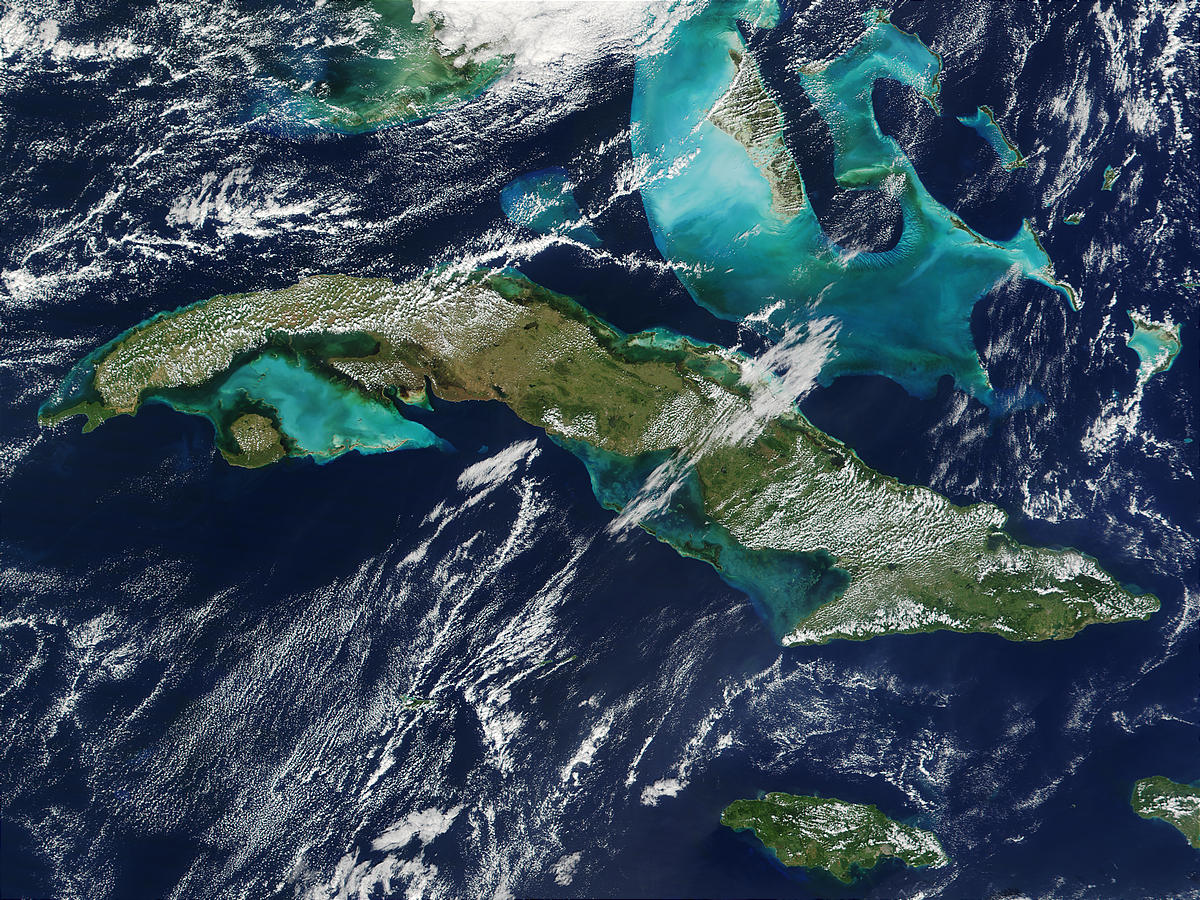
Kuba, Satellitenbild der NASA

Kolumbus nannte die Insel nach seinem Eintreffen zunächst Juana nach dem Prinzen Don Juan. Im Jahr 1515 ordnete dessen Vater Fernando II., König von Spanien, die Umbenennung in Fernandina an, denn nach ihm war bisher nur eine Insel der Bahamas (heute: Long Island) benannt worden.
Der Name „Cuba“ stammt wahrscheinlich aus der Sprache der Kariben oder der Taíno. Die Wörter coa (= Ort) und bana (= große) bedeuten so viel wie „großer Platz“. Kolumbus schrieb, er sei an einem Ort gelandet, den die indigenen Einheimischen Cubao, Cuban oder Cibao nannten. Diese Bezeichnungen bezogen sich offensichtlich auf eine Bergregion in der Nähe des Landungsortes im Osten Kubas.
Der kubanische Schriftsteller und Etymologe José Juan Arrom beschrieb 1964 folgende Wortherkunft: Demnach existiert in der Sprache der Arawak der Begriff kuba-annakan bzw. cubanacán, was so viel wie „Land oder Provinz in der Mitte“ bedeutet. Damit sei quasi als gesichert anzunehmen, dass „Cuba“ so viel wie „Land“ oder „Provinz“ in der Sprache der Einheimischen hieß.
Eine weitere Namensgebungs-Theorie rückt den Ort Cuba im Alentejo in Portugal in den Vordergrund; hier sei Kolumbus als unehelicher Spross der portugiesischen Königsfamilie geboren worden.

## Geographie
Der Archipel gehört zu den Großen Antillen. Es besteht neben der gleichnamigen Hauptinsel Kuba, der größten Insel der Karibik, aus der Isla de la Juventud (früher Isla de Pinos) und rund 4195 kleineren und kleinsten Inseln mit einer Gesamtfläche von 109.884 km².
Die maximale Ausdehnung der Hauptinsel beträgt von West (Cabo San Antonio) nach Ost (Punta Maisí) 1250 Kilometer. Die schmalste Nord-Süd-Ausdehnung beträgt 31 Kilometer. Der Abstand nach Key West (USA) beträgt 154 Kilometer, der Abstand nach Yucatán (Mexiko) 210 Kilometer. Da die Umrisse entfernt an ein Krokodil erinnern, wird Kuba auch gern als der „grüne Kaiman“ (spanisch: caimán verde) bezeichnet.
Die kubanischen Feuchtwälder sind eine Ökoregion tropischer Regenwälder auf Kuba und der Isla de la Juventud.
Der höchste Punkt ist der Pico Turquino (1974 m ü. Meer) in der Sierra Maestra.
Die Hauptstadt Havanna ist mit circa zwei Millionen Einwohnern die größte Stadt Kubas, gefolgt von Santiago de Cuba, Camagüey und Holguín.
Im Südosten der Insel, an der Guantánamo-Bucht, befindet sich die Guantanamo Bay Naval Base, ein Marinestützpunkt der US-Marine. Rechtsgrundlage ist ein Vertrag von 1934, dessen Gültigkeit zwischen Kuba und den USA strittig ist.

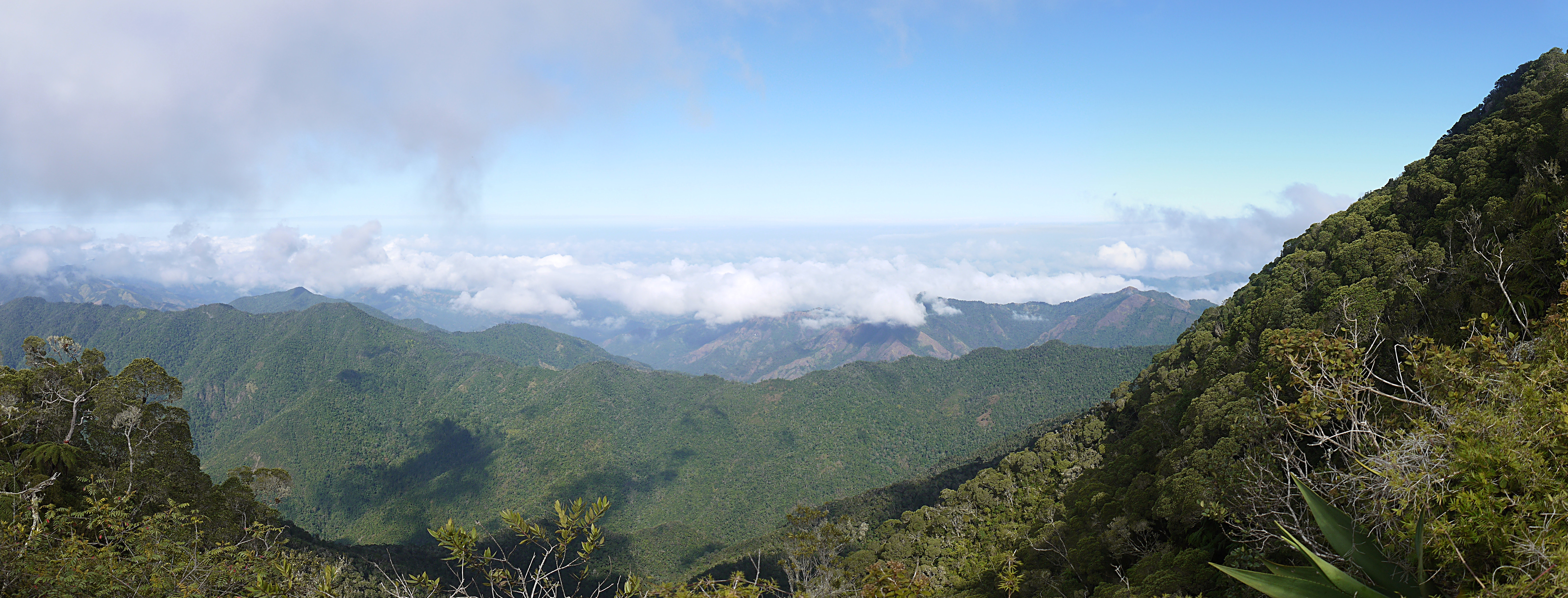
Sierra Maestra

Die Zeitzone Kubas ist UTC−5, während der Sommerzeit UTC−4.

### Klima
Das Klima ist tropisch und wird vom Nordostpassat geprägt. Es gibt eine trockenere Jahreszeit von November bis April und eine regnerische Jahreszeit von Mai bis Oktober.
Kuba liegt im Einzugsgebiet von tropischen Wirbelstürmen, die sich jährlich von Juni bis November über dem Atlantik und in der Karibik bilden. Nicht selten trifft dabei ein schwerer Hurrikan kubanisches Festland und richtet schwere Verwüstungen an, welche das wirtschaftlich schwache Kuba besonders hart treffen. Insbesondere die meist in Leichtbauweise errichteten Privathäuser sind den starken Winden schutzlos ausgeliefert. Jedoch besitzt Kuba einen sehr gut funktionierenden Katastrophenschutz, sodass es, im Gegensatz zu den Nachbarinseln, selten zu einer größeren Anzahl von Todesfällen kommt.
Die Hurrikansaison 2008, mit drei schweren Hurrikanen, die Kuba trafen, – Gustav, Ike und Paloma – war eine der schlimmsten Naturkatastrophen in den letzten 50 Jahren. Es wurden hunderttausende Wohnungen zerstört, die Infrastruktur stark beschädigt und große Teile der Ernten vernichtet. Die Gesamtschäden werden auf um die zehn Milliarden US-Dollar geschätzt, rund zwanzig Prozent des kubanischen Bruttoinlandsproduktes von 2007. Sieben Menschen kamen ums Leben.
Die höchste Temperatur seit Beginn der Wetteraufzeichnungen in Kuba wurde am 11. April 2024 mit 40,1 °C in der Provinz Granma gemessen. Der vorherige Rekord stammt vom 12. April 2020 aus derselben Provinz, wo 39,7 °C registriert wurden.
|                       | Jan  | Feb  | Mär | Apr  | Mai  | Jun  | Jul  | Aug  | Sep  | Okt  | Nov  | Dez  |   |      |
| Mittl. Tagesmax. (°C) | 25,8 | 27   | 28  | 29,6 | 30,6 | 31,1 | 32   | 32,2 | 31   | 29,4 | 27,6 | 26,7 | ⌀ | 29,3 |
| Mittl. Tagesmin. (°C) | 19,8 | 20,3 | 21  | 22,4 | 23,8 | 25,1 | 25,7 | 25,9 | 25,4 | 24,5 | 22,4 | 21,3 | ⌀ | 23,1 |
|                       |      |      |     |      |      |      |      |      |      |      |      |      |   |      |
| Niederschlag (mm)     | 41   | 35   | 26  | 35   | 85   | 123  | 70   | 93   | 130  | 100  | 47   | 36   | Σ | 821  |
|                       |      |      |     |      |      |      |      |      |      |      |      |      |   |      |
| Sonnenstunden (h/d)   | 6,6  | 7,7  | 8,8 | 9,8  | 10,4 | 10,7 | 10,9 | 10,4 | 9,6  | 8,3  | 7,1  | 6,9  | ⌀ | 8,9  |
|                       |      |      |     |      |      |      |      |      |      |      |      |      |   |      |
| Regentage (d)         | 5    | 4    | 4   | 5    | 8    | 12   | 11   | 12   | 15   | 13   | 7    | 6    | Σ | 102  |

| 19,8 |

| 20,3 |

| 21 |

| 22,4 |

| 23,8 |

| 25,1 |

| 25,7 |

| 25,9 |

| 25,4 |

| 24,5 |

| 22,4 |

| 21,3 |

| 19,8 |

| 20,3 |

| 21 |

| 22,4 |

| 23,8 |

| 25,1 |

| 25,7 |

| 25,9 |

| 25,4 |

| 24,5 |

| 22,4 |

| 21,3 |

### Verwaltungsgliederung
Kuba ist seit der Verwaltungsreform von 1976 und ihrer im Januar 2011 in Kraft getretenen Novellierung in 15 Provinzen und das Sonderverwaltungsgebiet Isla de la Juventud unterteilt:
1. Isla de la Juventud
2. Pinar del Río
3. Artemisa
4. La Habana
5. Mayabeque
6. Matanzas
7. Cienfuegos
8. Villa Clara
9. Sancti Spíritus
10. Ciego de Ávila
11. Camagüey
12. Las Tunas
13. Granma
14. Holguín
15. Santiago de Cuba
16. Guantánamo

Diese Provinzen sind, mit Ausnahme des Municipio especial Isla de la Juventud, wiederum in insgesamt 168 Municipios untergliedert, die in etwa einem Landkreis in Deutschland entsprechen. Meist sind sie nach der Stadt benannt, in der sich der Verwaltungssitz des Municipio befindet.
Vor der Reform der Verwaltungsgliederung von 1976 gab es in Kuba sechs Provinzen: Pinar del Río, Havanna und Matanzas im Westen sowie Las Villas, Camagüey und Oriente in Zentral- und Ostkuba. Die danach entstandene Provinz La Habana wurde 2011 in die neuen Provinzen Artemisa und Mayabeque aufgespalten. Die Neueinteilung der Provinzen war Teil einer Verwaltungsreform, welche auch eine klarere Arbeitsteilung der Poder Popular und eine Erweiterung der Kompetenzen der einzelnen Provinzen vorsieht. Außerdem sollte durch die Schaffung neuer regionaler Zentren das Zugehörigkeitsgefühl der dort lebenden Kubaner gestärkt und die Qualität der staatlichen Dienste effizienter gestaltet werden.

### Städte

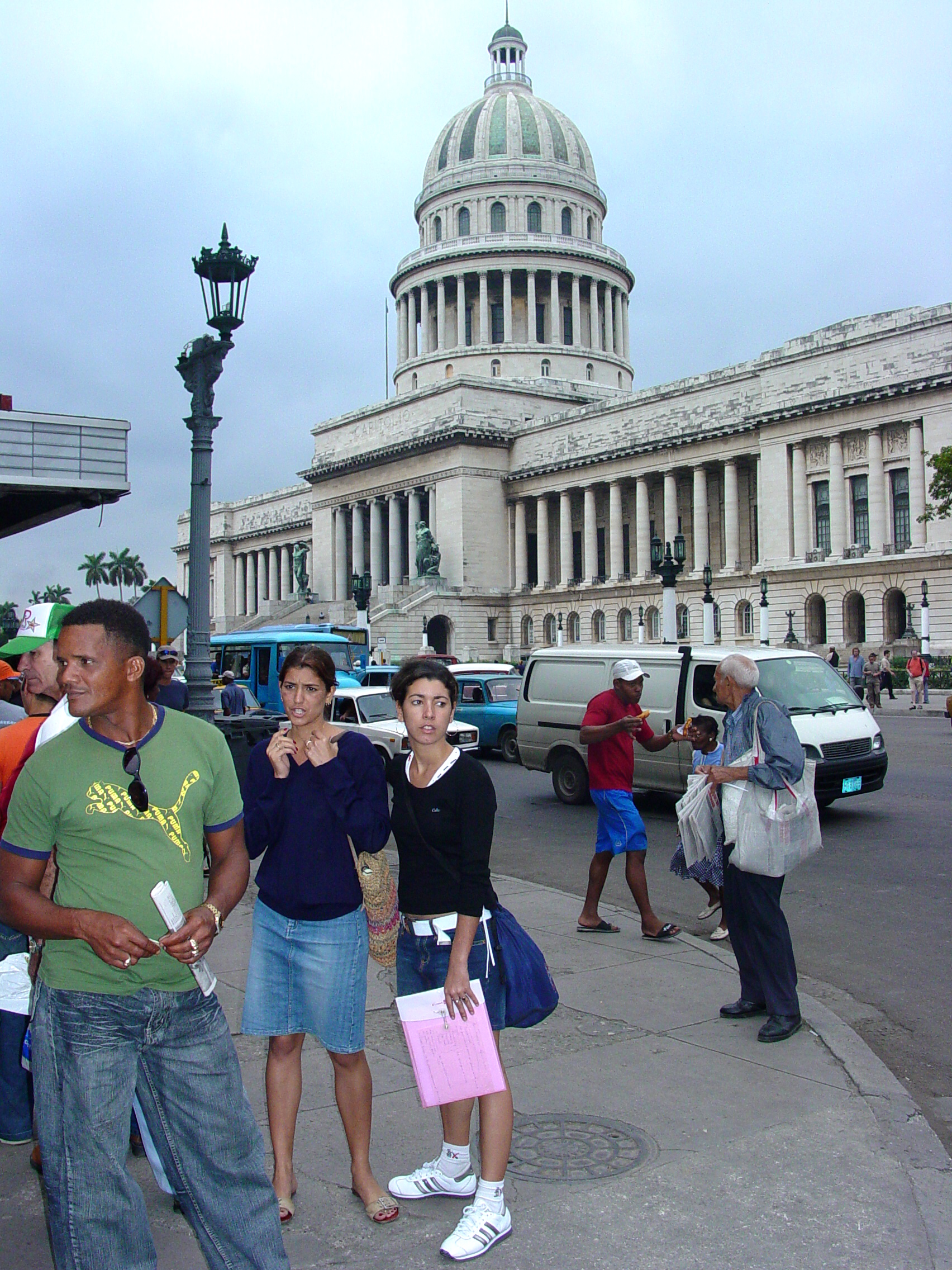
Havanna – Centro Habana

Der mit Abstand größte Ballungsraum in Kuba und der ganzen Karibik ist Havanna mit einer Einwohnerzahl von 2.581.619 (Stand 1. Januar 2005). Damit konzentriert sich ein Viertel der Bevölkerung des Landes in der Hauptstadtregion.
Im Jahr 2023 lebten 78 Prozent der Einwohner Kubas in Städten. Die zehn größten Städte Kubas sind:
| Rang | Stadt            | Volkszählung 1981 | Volkszählung 1991 | Zensus 2012 | Berechnung 2016 | Provinz          |
| ---- | ---------------- | ----------------- | ----------------- | ----------- | --------------- | ---------------- |
| 1    | Havanna          | 1.924.886         | 2.143.406         | 2.106.146   | 2.130.081       | La Habana        |
| 2    | Santiago de Cuba | 362.400           | 443.149           | 431.272     | 433.099         | Santiago de Cuba |
| 3    | Camagüey         | 245.200           | 288.760           | 300.958     | 306.183         | Camagüey         |
| 4    | Holguín          | 190.200           | 241.060           | 287.881     | 294.002         | Holguín          |
| 5    | Guantánamo       | 178.100           | 217.484           | 217.135     | 216.609         | Guantánamo       |
| 6    | Santa Clara      | 175.100           | 206.996           | 211.925     | 216.056         | Villa Clara      |
| 7    | Las Tunas        | 87.500            | 129.483           | 162.957     | 168.645         | Las Tunas        |
| 8    | Bayamo           | 109.200           | 141.222           | 157.027     | 158.978         | Granma           |
| 9    | Cienfuegos       | 107.400           | 139.200           | 147.110     | 150.404         | Cienfuegos       |
| 10   | Pinar del Río    | 104.600           |                   | 140.230     | 142.967         | Pinar del Río    |

## Bevölkerung

Bevölkerungsentwicklung in Millionen

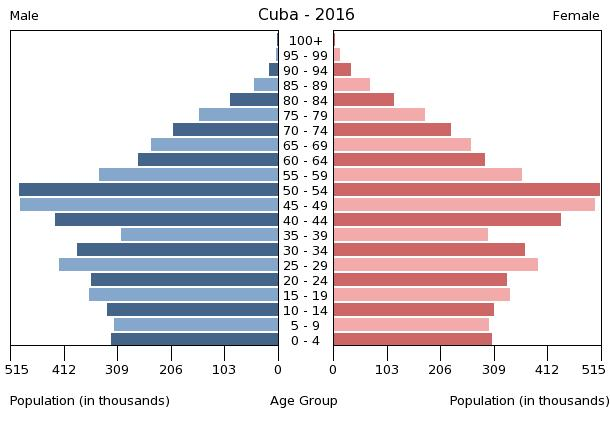
Bevölkerungspyramide Kubas 2016

### Demografie
Kuba hatte zum Ende des Jahres 2023 rund 10 Millionen Einwohner, davon über zwei Millionen in der Hauptstadt Havanna. In den Jahren 2021 bis 2023 sank die Bevölkerung um gut eine Million. Davon sind lediglich 120 Tausend auf die Differenz zwischen der Zahl der Geburten und der der Gestorbenen (Geburtenziffer: 8,9 pro 1000 Einwohner vs. Sterbeziffer: 14,7 pro 1000 Einwohner) zurückzuführen. Der Großteil ist der Emigration aufgrund der aktuell herrschenden Wirtschaftskrise verschuldet.
Die Anzahl der Geburten pro Frau lag 2022 statistisch bei 1,4, die der Region Lateinamerika und die Karibik betrug 1,8. Der Median des Alters der Bevölkerung lag im Jahr 2021 bei 41,2 Jahren. Im Jahr 2023 waren 15,6 Prozent der Bevölkerung unter 15 Jahre, während der Anteil der über 64-Jährigen 16,1 Prozent der Bevölkerung betrug. Kuba war Anfang der 2010er Jahre das erste Land Lateinamerikas, in dem sich der Prozess der Alterung der Bevölkerung beschleunigte.

### Bevölkerungsstruktur, Staatsbürgerschaft und Migration
Durch ein spanisches Gesetz, das Ley de Memoria Histórica (Gesetz des Historischen Gedenkens), von dem Kinder und Enkel von Flüchtlingen des Spanischen Bürgerkrieges profitieren, haben 150.000 bis 200.000 Kubaner das Anrecht auf die spanische Staatsbürgerschaft.

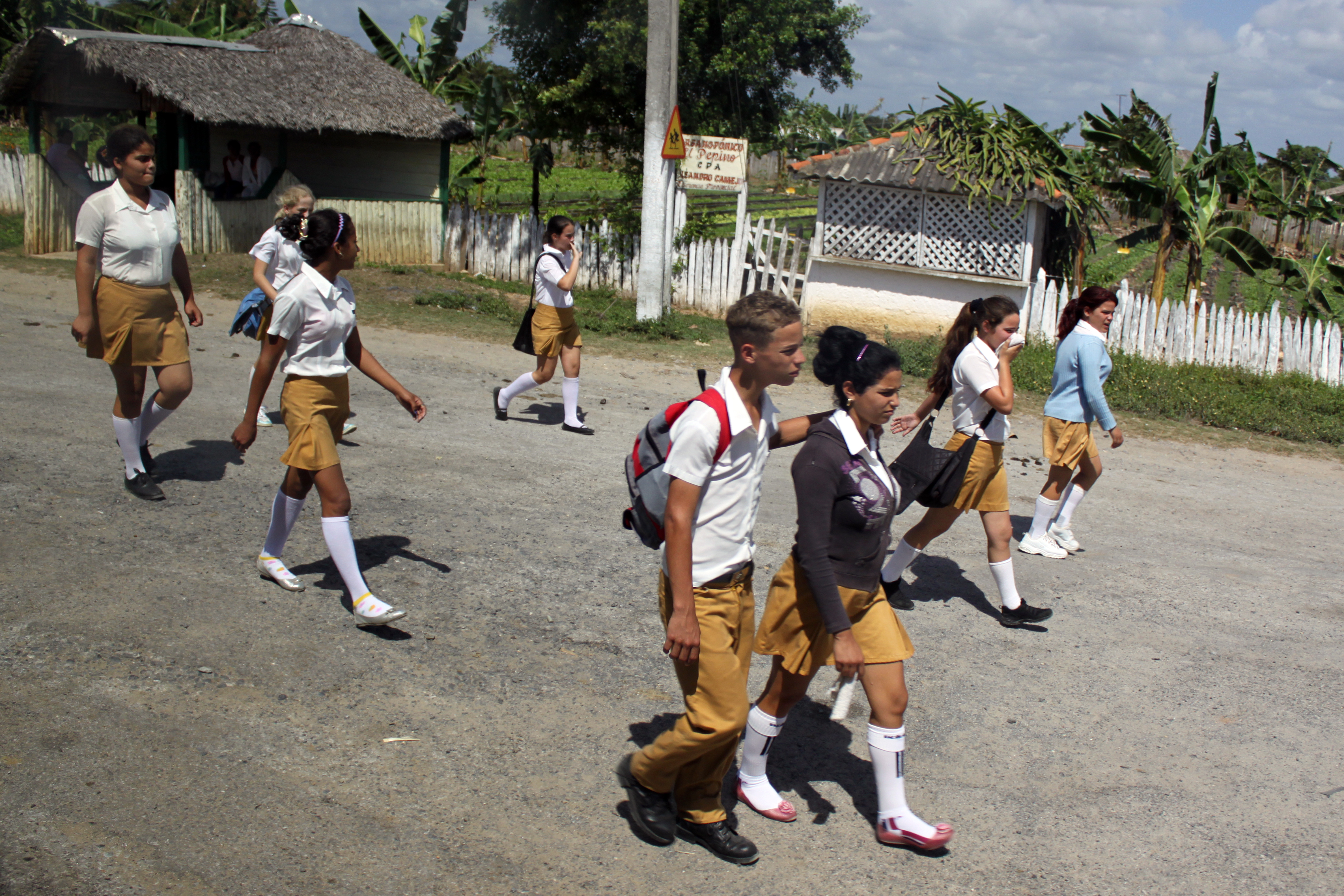
Straßenszene, Jugendliche in der (staatlich finanzierten) Schuluniform höherer Schüler (ockergelb), Provinz Pinar del Río

Im Jahre 2017 waren 0,1 % der Bevölkerung Migranten. Kuba hat damit einen der niedrigsten Ausländeranteile der Welt.
Die kubanische Bevölkerung teilt sich laut Eigenangaben der beim Zensus 2012 befragten Personen wie folgt auf:
- 64,1 Prozent Weiße
- 9,3 Prozent Schwarze
- 26,6 Prozent Mulatten und Mestizen.

Auffällig sind dabei die großen regionalen Unterschiede: Während sich in den westlichen Provinzen durchschnittlich 70–80 Prozent als Weiße bezeichnen, sind es in den östlichen Provinzen des Landes deutlich weniger. In Santiago de Cuba bezeichnen sich beispielsweise nur 25,6 Prozent der Einwohner als Weiße, 60 Prozent als Mulatte oder Mestize und 14,4 Prozent als Schwarze. In Havanna ergibt sich ein differenziertes Bild: Dort bezeichnen sich 58,4 Prozent als Weiße, 26,6 als gemischt und 15,2 Prozent als Schwarze.
Mit der Wandlung Kubas zum Quasi-Monopolanbieter für Zucker und der damit benötigten Menge an Arbeitskräften kam eine große Zahl afrikanischer Sklaven auf die Insel, allein sechs bis achthunderttausend im 19. Jahrhundert. Zwischen 1890 und 1930 migrierte allein eine Million Einwanderer nach Kuba, vorwiegend aus Spanien, so dass Kuba um 1930 drei Millionen Einwohner zählte.
Das präkolumbische Volk der Taíno, das die Insel vor der Ankunft der Spanier besiedelte, ist ausgestorben.

### Sprache
In Kuba wird Spanisch gesprochen. Jedoch weist die dort gesprochene Variante einige Besonderheiten zur in Spanien gesprochenen Hochsprache und auch zu den im übrigen Hispanoamerika gesprochenen spanischen Dialekten auf. Ein Großteil dieser Varietäten findet sich jedoch auch in anderen spanischsprachigen Ländern der Karibik, insbesondere in der Dominikanischen Republik, Puerto Rico und karibischen Küstengebieten von Kolumbien und Venezuela. Minderheitensprachen, wie beispielsweise indianische Sprachen, existieren praktisch nicht.
Die grammatikalische Besonderheit, welche die Sprache mit dem übrigen Lateinamerika gemeinsam hat, ist die Nutzung von ustedes (sie) in der 3. Person Plural anstatt von vosotros (ihr – 2. Person Plural).
Die Aussprache ist ähnlich den übrigen spanischsprachigen Ländern in der Karibik und hat ihre historischen Wurzeln wohl hauptsächlich in den Regionen Spaniens, aus denen die erste größere Einwanderungswelle stammte, nämlich den Kanaren und aus Südspanien, und zeichnet sich unter anderem durch den sogenannten Seseo aus. So werden die im Hochspanisch unterschiedlichen Laute /θ/ (engl. th) und /s/ immer wie /s/ ausgesprochen. Das Verschlucken einiger Konsonanten, wie des /s/ am Silben- und Wortende sowie des /d/ und /b/ zwischen Vokalen ist ebenfalls typisch. Auch wird (vor allem von Ostkubanern) häufig statt /r/ am Silbenende /l/ ausgesprochen: puerta (Tür) gerät dann zu puelta und por favor (bitte) zu pol favol.

### Religion

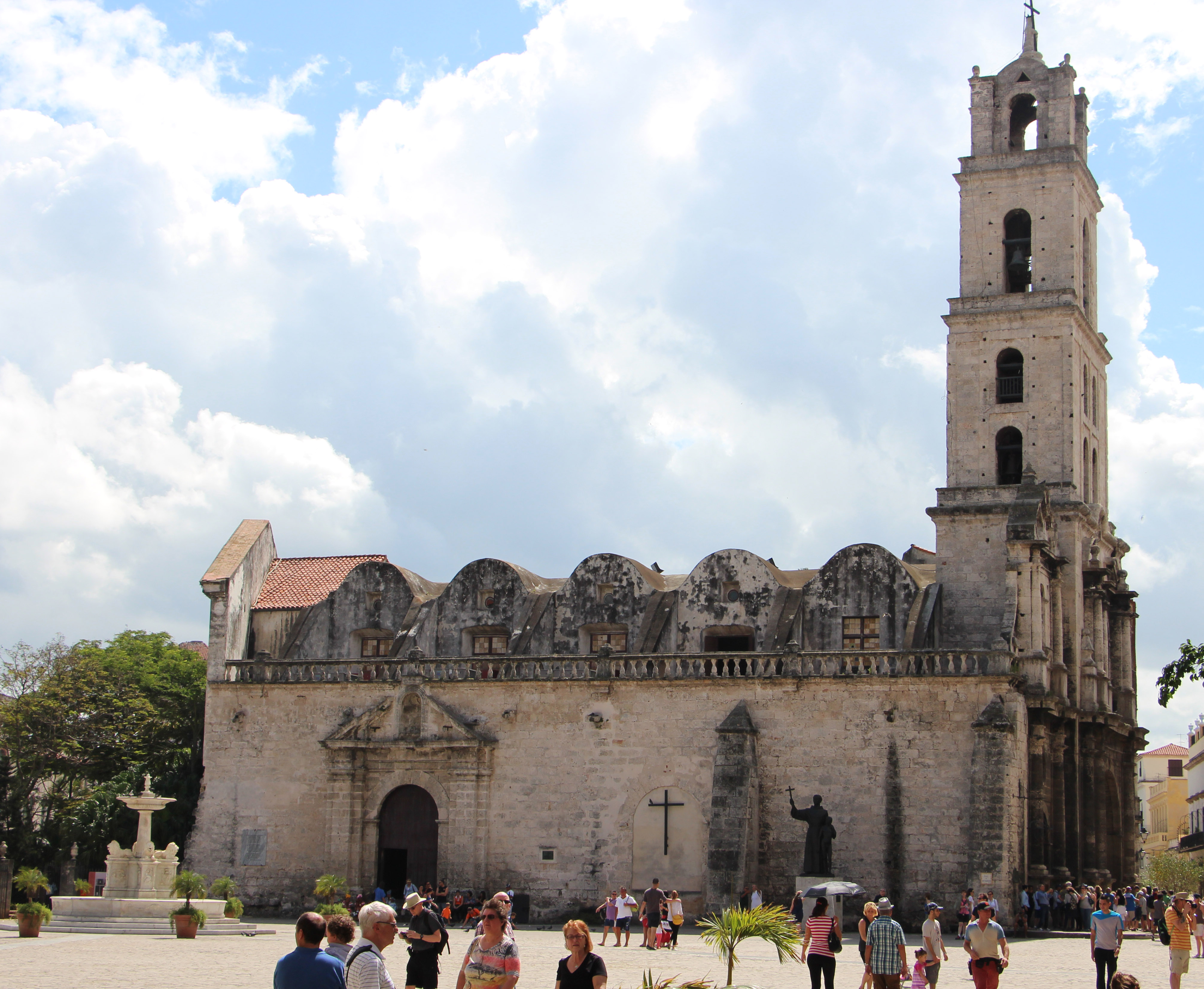
Basilica Menor de San Francisco de Asis

1992 wurde Kuba durch Verfassungsänderung von einem atheistischen Staat zu einem säkularen, wodurch Gläubigen die Mitgliedschaft in der Kommunistischen Partei (PCC) ermöglicht wurde.
Als Kubas Hauptreligionen gelten der Katholizismus und die Santería, eine Mischreligion (Synkretismus). Sie basiert auf der traditionellen Religion der westafrikanischen Yoruba und ist stark mit christlichen Elementen vermischt. Als unpolitische und unorganisierte Form der Religionsausübung erhält die Santería seit einigen Jahren eine staatliche Förderung. Schätzungen zufolge sind etwa 35 Prozent der Kubaner katholisch getauft, darunter auch viele Santería-Anhänger. Nach Angaben des Vatikans seien 60 Prozent der Bevölkerung Katholiken. Schutzpatronin Kubas ist die Virgen de la Caridad del Cobre (Barmherzige Jungfrau von El Cobre), die in der Santería auch für die Göttin der Flüsse und der Liebe Ochún steht.
Neben der katholischen Kirche sind in den letzten Jahren zahlreiche kubanisch-protestantische Gemeinden entstanden, auch mehr als 96.000 Zeugen Jehovas werden inzwischen gezählt. Das Judentum in Kuba ist eine Religionsminderheit, die im Jahr 2020 etwa 500 Mitglieder zählte.

## Geschichte

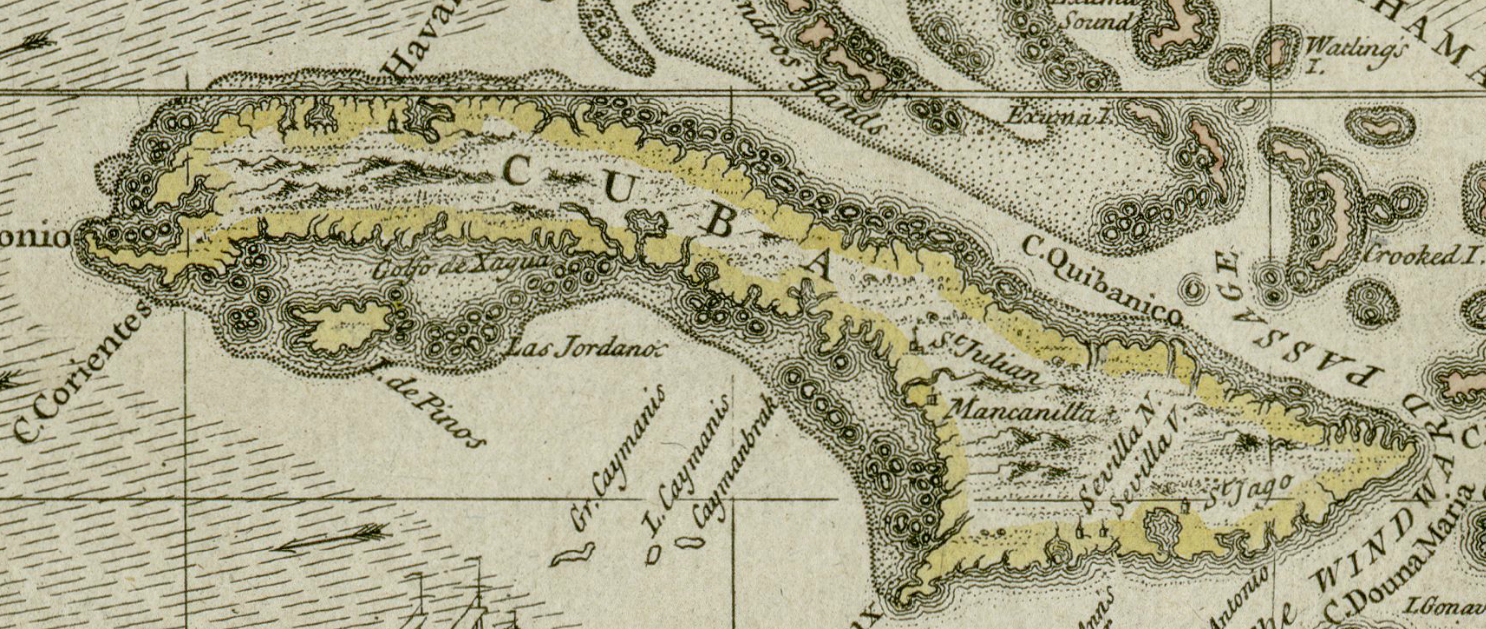
Britische Karte ab 1680

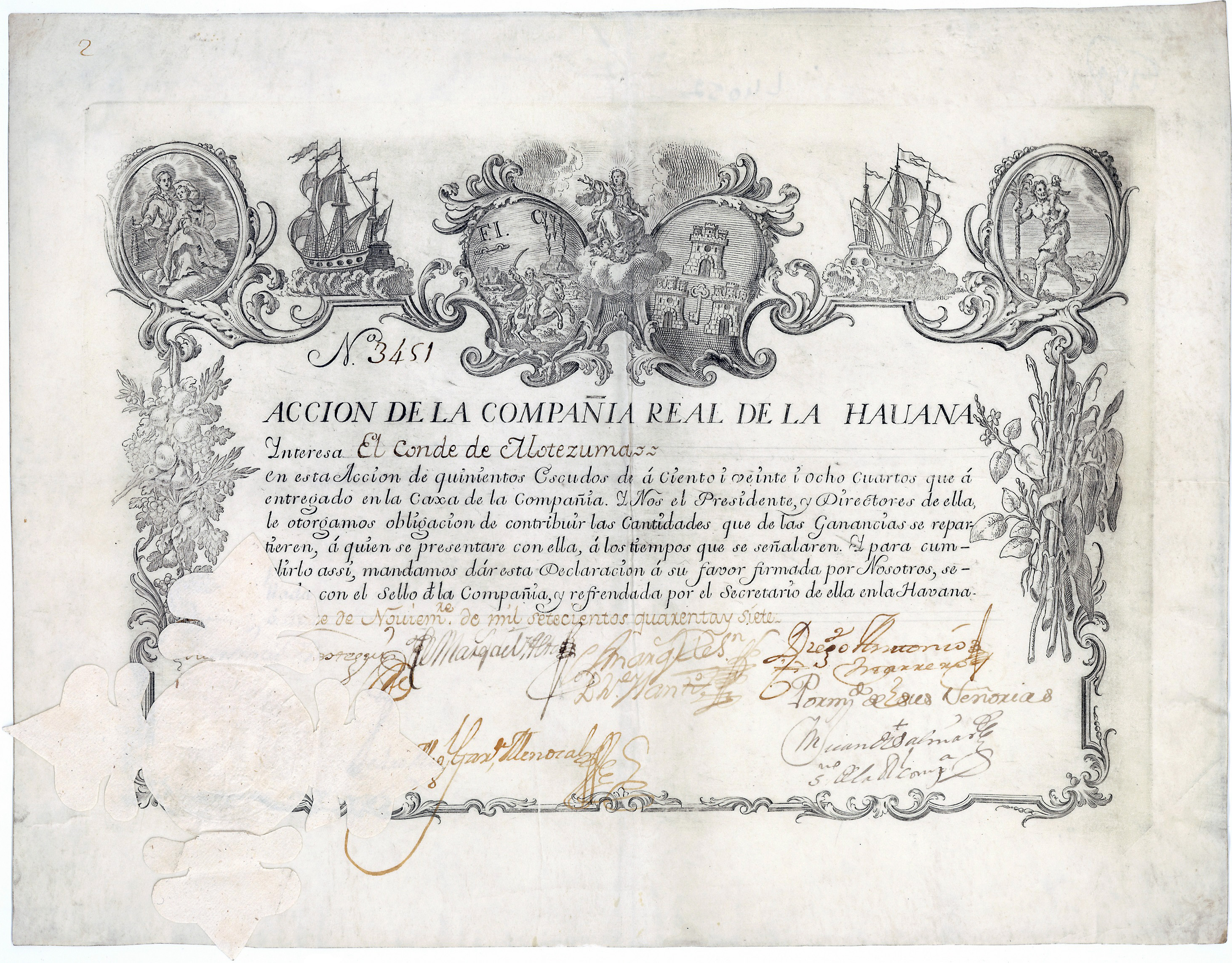
Aktie der Real Compañía de La Havana aus dem Jahr 1747, Kupferstich auf Pergament. Die 1740 in Havanna gegründete Königliche Handelskompanie hatte ein Monopol für Textilien, Porzellan, Getreide und Mehlprodukte für den Export nach Kuba. Ins Mutterland wurden Zucker, Tabak und Lederhäute importiert. In den ersten 20 Jahren wurden von der Kompanie über 5.000 Sklaven importiert.

### Spanische Kolonialzeit

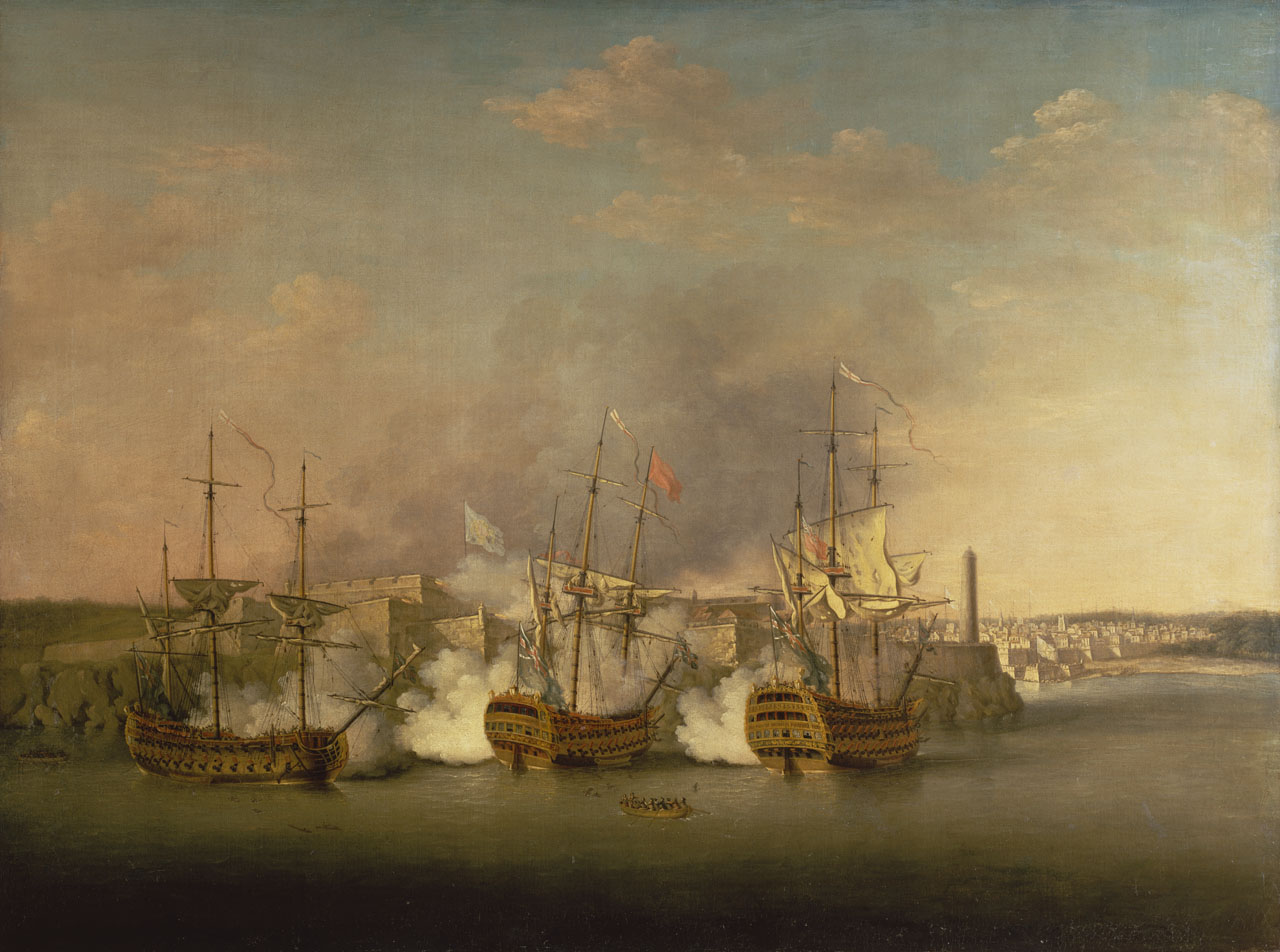
Die britische Flotte vor Havanna, 1762

Kuba und die dort lebenden Arawak gerieten in der ersten Hälfte des 16. Jahrhunderts unter spanische Kontrolle. Innerhalb weniger Jahrzehnte wurden die indigenen Völker durch Gewalt und Krankheit praktisch ausgerottet. Zur Durchführung des sehr arbeitsintensiven Zuckerrohranbaus setzten die spanischen Pflanzer im 17. und 18. Jahrhundert zehntausende Sklaven ein, die vorwiegend aus Westafrika verschleppt worden waren.
Im 19. Jahrhundert kamen rund sechs- bis achthunderttausend afrikanische Sklaven nach Kuba.

### Unabhängigkeitskampf
Die Kämpfe der Kolonie um Unabhängigkeit begannen 1868 und dauerten mit Unterbrechungen bis zum Abzug der Spanier im Jahr 1898 an, als die USA intervenierten (Spanisch-Amerikanischer Krieg).
Im Zehnjährigen Krieg (1868–1878) und im Kleinen Krieg (1878–1879) um die Unabhängigkeit waren die Kubaner noch gescheitert. Am 10. Dezember 1898 erklärte Spanien im Friedensvertrag von Paris den Verzicht auf Kuba und die Philippinen. Zuvor kämpften der kubanische Nationalheld José Martí und die Oberbefehlshaber Máximo Gómez und Antonio Maceo im Unabhängigkeitskrieg seit 1895 mit einer sehr kleinen Armee gegenüber 200.000 Spaniern.

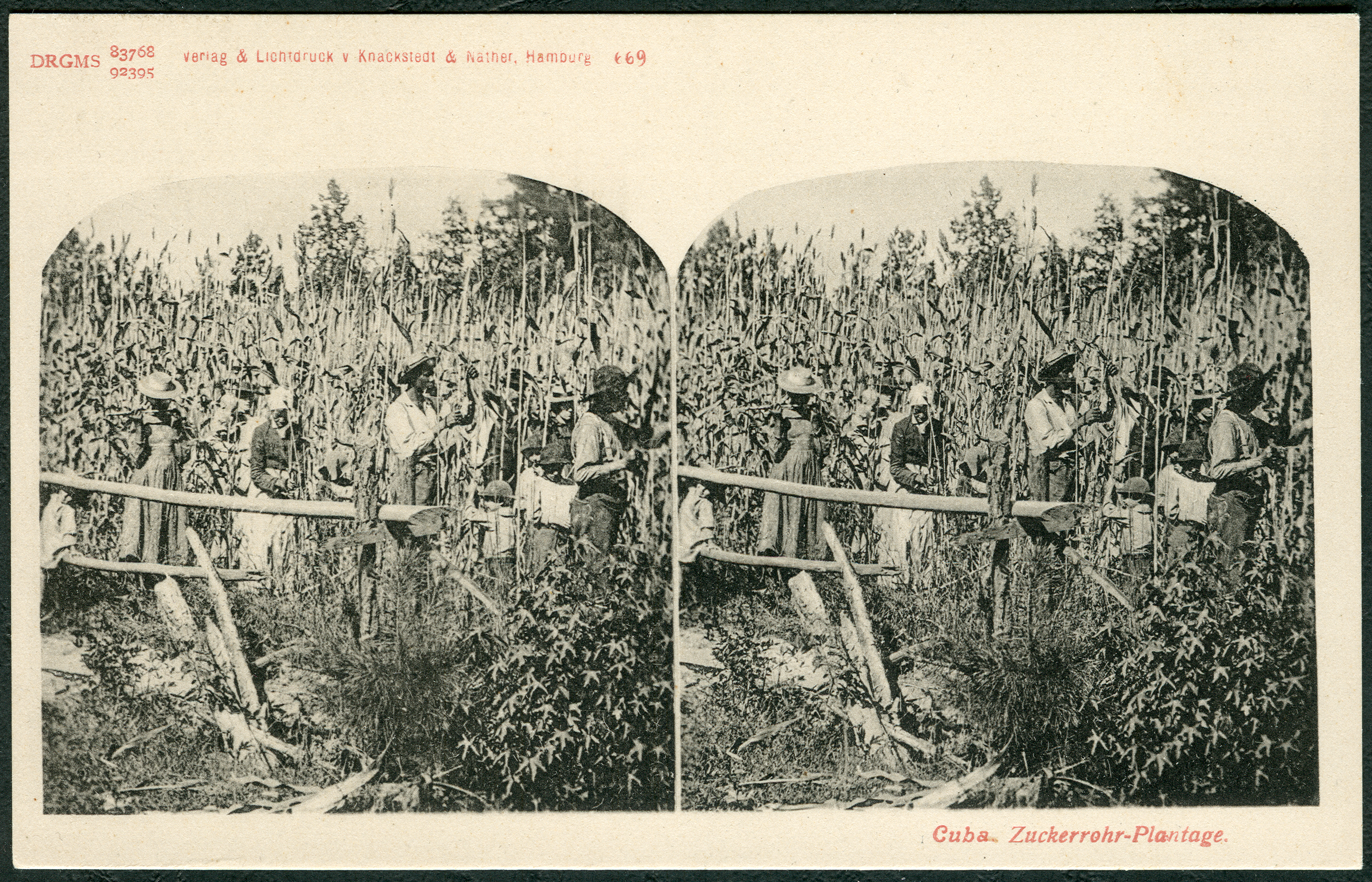
Männer, Frauen und Kinder als Sklaven bei der Zwangsarbeit in den Zuckerrohr-Plantagen, um 1900 (Lichtdruck-Stereoskopie von Knackstedt & Näther)

### Intervention der USA und Souveränität
Die Verfassung von 1901, die 1928 in wesentlichen Teilen reformiert wurde, etablierte das allgemeine Männerwahlrecht.
Nach dem Ende des Spanisch-Amerikanischen Krieges besetzten die USA die Insel, bis sie schließlich 1902 die formale Unabhängigkeit erlangte.
Die Souveränität war bis 1934 jedoch durch das Platt Amendment eingeschränkt, das den USA bei Beeinträchtigung US-amerikanischer Interessen ein jederzeitiges Interventionsrecht in Kuba gab.
Wie auch in anderen Ländern kam in Kuba das Frauenwahlrecht mit einer Revolution: Die Entmachtung des Diktators Gerardo Machado führte dazu, dass Kuba das vierte lateinamerikanische Land mit Frauenwahlrecht wurde. Nach der Erlangung der formalen Unabhängigkeit sah bereits die (provisorische) Ley Constitucional vom 2. Januar 1934 das allgemeine Männerwahlrecht vor. Am 3. Februar 1934 wurde das Frauenwahlrecht in die vorläufige Verfassung aufgenommen. Aber erst mit der Annahme der Verfassung von 1940 wurde das Frauenwahlrecht wirksam; die übrigen provisorischen Verfassungstexte änderten am Frauenwahlrecht nichts.
Ein Überrest der US-amerikanischen Sonderrechte aus dem Platt Amendment ist der gegen den erklärten kubanischen Willen noch heute von den USA aufrechterhaltene Marinestützpunkt Bahía de Guantánamo (Guantánamo Bay), dessen Militärgefängnis infolge der Terroranschläge am 11. September 2001 internationale Bekanntheit erlangte.

### Revolution 1959

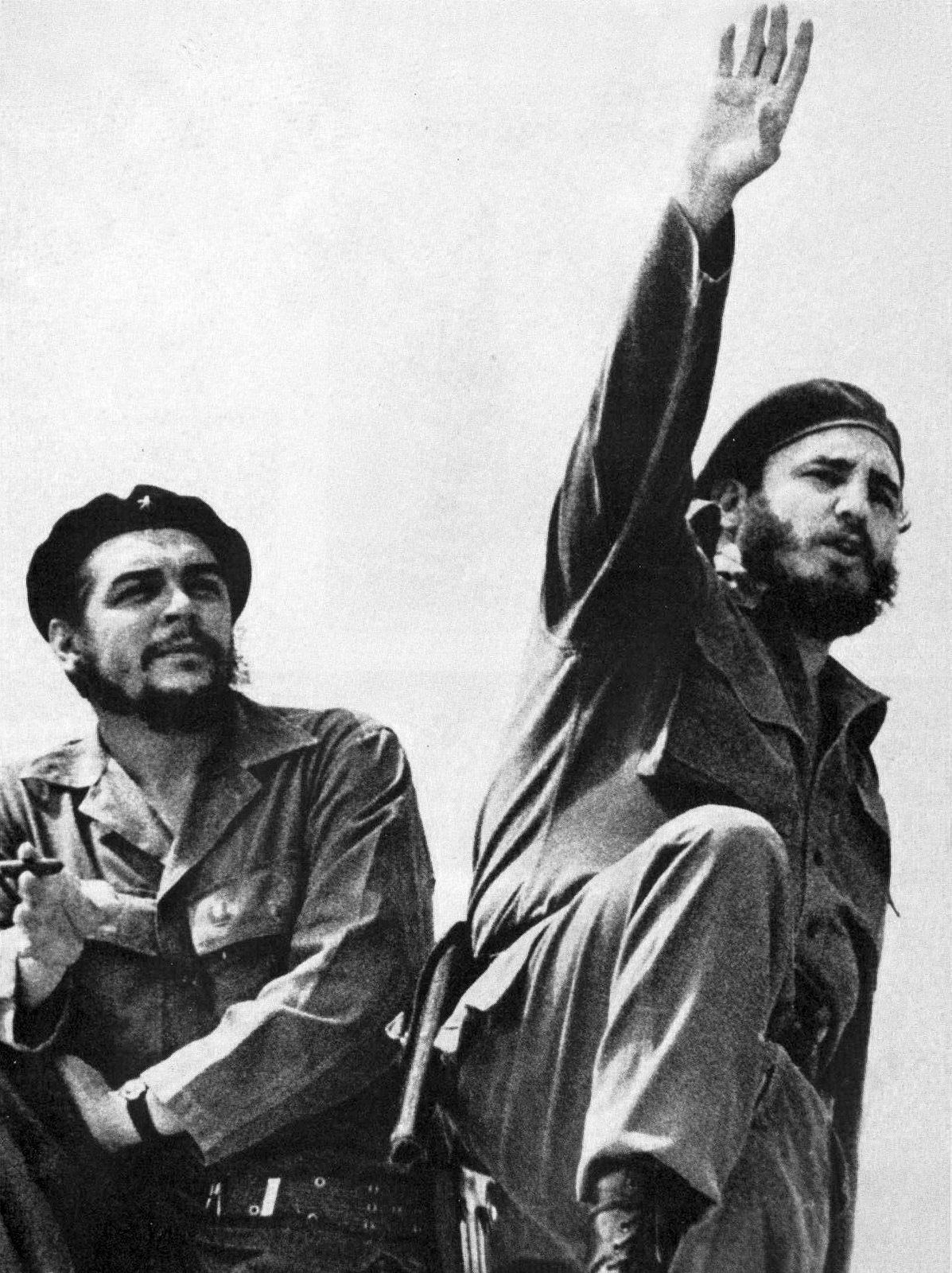
Che Guevara und Fidel Castro in Havanna, 1961

Anfang 1959 stürzten die kubanischen Revolutionäre unter der Führung von Fidel und Raúl Castro, Camilo Cienfuegos und des Argentiniers Ernesto Guevara, genannt Che, den kubanischen Diktator Fulgencio Batista und errichteten ab 1961 (Deklaration von Havanna) einen sozialistischen Staat. Die damit verbundenen Enteignungen von US-Firmen und US-Bürgern führten zu einem dauerhaften Embargo der USA und weiterer westlicher Staaten gegen Kuba. Kuba suchte und fand Unterstützung bei den sozialistischen Staaten Osteuropas, insbesondere der damaligen Sowjetunion.
Aufgrund der strategischen Lage Kubas eskalierte 1962 der Konflikt zwischen den USA und der UdSSR in der sogenannten Kubakrise. Noch heute leidet Kuba unter wirtschaftlichen Sanktionen und ist als eines von wenigen Ländern nicht Mitglied in supranationalen Bündnissen.
In mehreren Flüchtlingswellen verließen tausende Kubaner ihre Heimat, von denen sich ein Großteil in Florida, insbesondere in Miami (siehe Little Havana), ansiedelte.

### „Sonderperiode“
Mit dem Ende der kommunistischen Diktaturen in Osteuropa nach den Revolutionen im Jahr 1989 verlor Kuba seine wichtigsten Handelspartner und Geldgeber (Sowjetunion und übrige RGW-Staaten) und erlebte zu Beginn der 1990er-Jahre eine schwere Wirtschaftskrise, die 1993 ihren Höhepunkt erreichte. Hatte Kuba zuvor fast seine gesamte Zuckerernte in die sozialistischen Staaten Osteuropas verkauft und im Gegenzug zwei Drittel seiner Nahrungsmittel, fast das gesamte Öl und 80 Prozent seiner Maschinen und Ersatzteile von dort bezogen, so waren auf einmal 85 Prozent seines Außenhandels weggebrochen. Die Industrie und das Transportwesen kamen wegen Ölmangels zum Erliegen und infolge drastischer Nahrungsmittelrationierungen kam es erstmals seit vielen Jahren zu Unterernährung auf der Insel. 1992 beschloss die Regierung, als Ersatz für den verlorengegangenen Außenhandel die Tourismusindustrie zu entwickeln.
Unter der Führung von Carlos Lage wurde die Wirtschaft dezentralisiert und privatwirtschaftliche Tätigkeit und Devisenhandel in einigen bestimmten Segmenten des Wirtschaftslebens zugelassen. Joint-Venture-Geschäfte im Tourismussektor, die Zusammenarbeit mit neuen Außenwirtschaftspartnern (unter anderem Spanien, Italien, Kanada, Brasilien, Volksrepublik China, Venezuela), die Entdeckung von neuen Erdölvorkommen und die Vermarktung der bedeutenden Nickelvorkommen trugen zur Stabilisierung der kubanischen Wirtschaft bei. Allerdings entstanden auch soziale Disparitäten.
Nachdem durch die notwendig gewordene Wiedereingliederung Kubas in den karibischen Wirtschaftsraum ein gewisser wirtschaftlicher Aufschwung zu verzeichnen war, führten die Hurrikans von 2008, die sich zeitlich mit dem Höhepunkt der globalen Wirtschaftskrise überschnitten, zu einer erneuten Verschärfung der Krise. Die kubanische Bevölkerung spricht von ihr seitdem als der segunda crisis de los 90 (zweiten Krise der 90er). 2006 angekündigte Wirtschaftsreformen wurden fünf Jahre später von der kubanischen Nationalversammlung als neue „Leitlinien der Wirtschafts- und Sozialpolitik“ (lineamientos de la política económica y social) gebilligt. 2012 war die Versorgungskrise aus den Jahren um 2008 überwunden. Die Atmosphäre ist laut dem Spiegel-Korrespondenten Jens Glüsing „offener und entspannter“, der wirtschaftliche Aufschwung sei überall zu spüren. Die inflationsbereinigten Gehälter erreichten 2011 jedoch weiterhin lediglich 51 % des Wertes von 1989.
Im Mai 2013 bestätigte der FAO-Generaldirektor José Graziano da Silva in einem Gespräch mit Raúl Castro, dass Kuba das 1996 beim Weltgipfel der FAO in Rom definierte Ziel der Halbierung der Zahl der unterernährten Personen vorzeitig erreicht habe. Kuba befindet sich unter den 16 Ländern, die weltweit bei der Bekämpfung des Hungers die größten Fortschritte vorzuweisen hätten. Die Öffnung der zentralistischen Staatswirtschaft erfolgte jedoch so zurückhaltend, dass keine belebenden Effekte auftraten und sich das Land 2017 gar in einer Rezession befand. Die neue Verfassung, welche Ende Februar 2019 angenommen wurde, erlaubte Privateigentum und in begrenztem Maße auch ausländische Investitionen.

### Post-Fidel-Castro-Ära
Ende Juli 2006 übertrug der bis dahin langjährige Staatsführer Fidel Castro krankheitsbedingt die Präsidentschaft, zunächst vorübergehend, an seinen Bruder Raúl. Im Februar 2008 fand die endgültige Machtübergabe statt. Raúl galt, im Gegensatz zu seinem Bruder, als wenig charismatisch, dafür umso pragmatischer. Auf dem darauffolgenden Parteitag wurden zahlreiche Wirtschaftsreformen auf den Weg gebracht, welche besonders Erleichterungen für die Privatwirtschaft bringen sollte. Deren Umsetzung erfolgte jedoch nur halbherzig, so dass die großen Effekte ausblieben. Gleichzeitig schwächelte in den 2010er Jahren die venezolanische Wirtschaft zusehends, was zu Ausfällen bei den subventionierten Öllieferungen aus dem Bruderstaat führte. 2014 wurden, unter der Präsidentschaft von Barack Obama, nach monatelangen Geheimverhandlungen diplomatische Beziehungen mit den USA aufgenommen. Zahlreiche Embargobestimmungen wurden gelockert. Obamas Nachfolger im Amt, Donald Trump, nahm diese Lockerungen größtenteils wieder zurück und verschärfte die Embargobestimmungen an anderen Stellen weiter. Außerdem wurden in vielen lateinamerikanischen Staaten befreundete linke Regierungen abgewählt. Eines der devisenbringenden Geschäftsmodelle, der Export von Gesundheitspersonal in Entwicklungsländer, geriet ins Stocken. Dies alles zusammengenommen führte zu zunehmenden wirtschaftlichen Schwierigkeiten. 2018 wurde die neue kubanische Verfassung in einem Referendum angenommen, die unter anderen das Recht auf Privateigentum erlaubte. Gleichzeitig nahm die Reformfreudigkeit unter Präsident Miguel Díaz-Canel weiter ab, der im April 2018 Raúl Castro im Präsidentenamt ablöste, zuvor wurde die Begrenzung auf zwei Amtszeiten bei höheren Ämtern beschlossen.
Ab Anfang 2020 kam die weltweite COVID-19-Pandemie auf, die auch Kuba schwer zu schaffen machte. Nachdem im März dieses Jahres bei den ersten Touristen die Corona-Erkrankung diagnostiziert wurde, schloss man für mehrere Monate die Grenzen. Erst ab November 2020 wurden wieder touristische und Familienbesuchs-Reisen zugelassen. Mit dem Jahreswechsel 2020/2021 wurde die lang erwartete Währungsreform durchgeführt, wodurch der Peso convertible (CUC) abgeschafft und der Peso Cubano als alleiniges Barzahlungsmittel galt. Dies ging mit einer Lohn- und Preisreform einher. Zuvor wurden im Oktober 2020 jedoch, als Ersatz für die vormaligen CUC-Läden, ein neuer Ladentyp geschaffen, in denen man nur, bargeldlos, in frei konvertierbaren Devisen einkaufen konnte. Entsprechend wurde die neue Pseudowährung Moneda Libremente Convertible (MLC – frei konvertierbare Währung) genannt und hat den Nennwert eines US-Dollars. Entsprechende Bankkonten lassen sich nur mit ausländischen Devisen-Währungen aufladen. Da viele Grundbedarfswaren fast nur noch in diesen MLC-Läden verfügbar waren, aber man seine kubanischen Pesos, die man als Lohn erhält, offiziell nicht in Devisen tauschen konnte, entwickelte sich ein blühender Schwarzmarkt für solche Tauschgeschäfte, wo deutlich mehr als das Doppelte des offiziellen Tauschkurses geboten wurde. Im Juli 2021 kam es dann zu einem der größten Proteste in der jüngeren kubanischen Geschichte. Beginnend in Havannas Vorort San Antonio de los Baños begannen am 11. Juli 2021 landesweite Proteste gegen die Regierung und Lebensbedingungen in Kuba. Infolgedessen wurden fast 1400 Menschen bei den Protesten festgenommen. Diesbezüglich wurden im Jahr darauf 381 Urteile wegen „Aufruhr, Sabotage, gewaltsamer Diebstahl, Körperverletzung, Missachtung (der Autorität) und öffentlicher Unruhe“ gesprochen. 36 Demonstranten erhielten Haftstrafen von bis zu 25 Jahren. Auch später kam es zu weiteren Protesten gegen die anhaltende Wirtschaftskrise.
Im Oktober 2022 wurde ein neues Familienrecht in einem Referendum angenommen, das die Zulassung von Leihmutterschaften, Zulassung zu Samenspenden und die Ehe für Personen desselben Geschlechtes erlaubte.
Die jüngste Geschichte ist von einem neuen Exodus von Hunderttausenden Kubanern geprägt. In den Jahren 2022 bis 2024 emigrierten mehr als 850.000 Kubaner in die USA. Darunter sind überdurchschnittlich viele jüngere Kubaner, was den Prozess der Überalterung Kubas beschleunigt. Die Flucht aus dem Heimatland wird unter anderem durch die Visafreiheit Nicaraguas ermöglicht (November 2021). Infolge der Wirtschaftskrise fielen 2023 und 2024 die Aufmärsche und die staatlichen Feierlichkeiten zum Ersten Mai aus, ein Bruch mit einem Ritual, der zu Zeiten der Castro-Brüder undenkbar gewesen wäre.

## Politik
Kuba gilt in der Politikwissenschaft als bürokratisch-autoritärer Staat. Gewaltenteilung existiert hier nicht. Gemäß der marxistisch-leninistischen Ideologie der herrschenden Kommunistischen Partei Kubas handelt es sich um deren positiv besetzte Ausprägung einer Diktatur des Proletariats. Da der Bevölkerung keine Auswahlmöglichkeiten über eventuelle politische Alternativen zur Verfügung stehen, kann über die Zustimmungsrate nur spekuliert werden.

### Politisches System

#### Legislative und Regierung

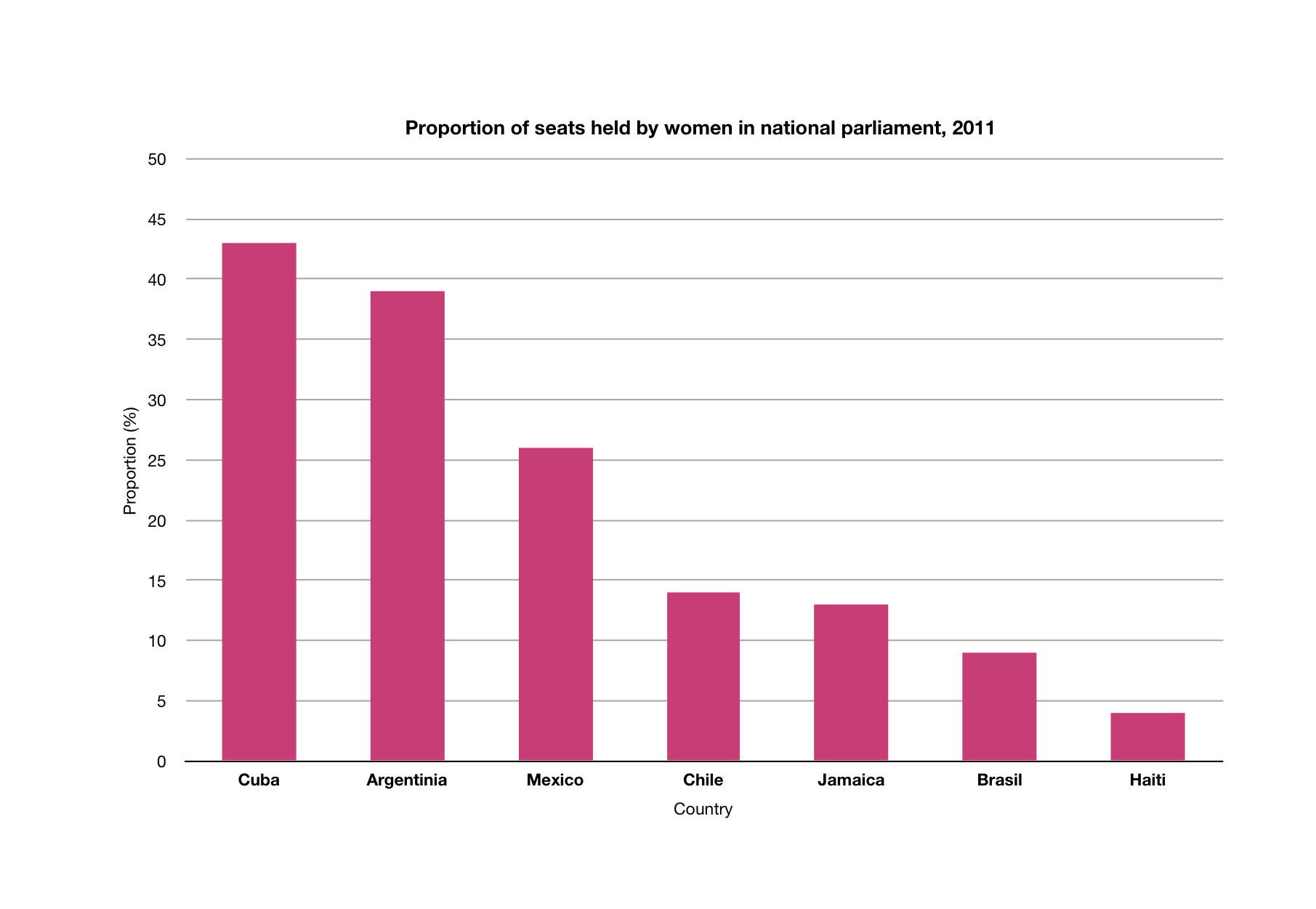
Frauenanteil im kubanischen Parlament im Vergleich zu anderen Ländern Lateinamerikas und der Karibik (2011)

Formal ranghöchstes und gesetzgebendes Organ ist das Parlament (Asamblea Nacional del Poder Popular), welches den Staatsrat (Consejo de Estado) und den Ministerrat wählt. Tatsächlich ist das nur zweimal im Jahr zusammentretende Parlament relativ einflusslos und hat vor allem die Aufgabe, Entscheidungen abzusegnen und die Regierung formal zu entlasten. Seit Einführung des Parlaments 1976 gab es bis auf eine Ausnahme in keiner der vielen Abstimmungen von Seiten der rund 600 Abgeordneten eine einzige Gegenstimme zu einem von der politischen Führung vorgelegten Entwurf, auch wenn der neue Präsident Raúl Castro die im kubanischen politischen System übliche Einstimmigkeit in einer programmatischen Rede 2008 als „für gewöhnlich fiktiv“ kritisierte, was er seitdem bei mehreren Gelegenheiten wiederholt hat. Im Dezember 2013 stimmte die LGBT-Aktivistin und Präsidententochter Mariela Castro gegen den Regierungsentwurf eines neuen Arbeitsgesetzbuchs, weil sie darin die Rechte von HIV-Infizierten und Transgendern nicht ausreichend gewürdigt sah.
Die eigentliche politische Entscheidungsmacht liegt ausschließlich im Staats- und Ministerrat. Dadurch, dass in diesen Gremien in der Regel dieselben Personen sitzen, die zugleich auch noch die höchsten Posten in der einzig zugelassenen kommunistischen Partei bekleiden, beschränkt sich die Machtausübung auf wenige Personen. Ihre Legitimationsquelle bezieht die kubanische Regierung vor allem aus einem aus Jahrhunderten von Fremdbestimmung herrührenden Nationalismus und der Feindschaft gegenüber den USA, welche dieses Gefühl durch ihre Embargo- und Einmischungspolitik weiter verstärken. Der Versuch der USA, oppositionelle Gruppen aufzubauen, setzt kritische Stimmen sofort des Verdachts der Konterrevolution und des Landesverrats aus und legitimiert somit deren repressive Verfolgung.
Wahlen finden unter Kontrolle der Regierung statt: Der Staatsrat setzt für deren Organisation, Ablauf und Auswertung die Nationale Wahlkommission ein, die wiederum die Wahlkommissionen der Provinzen besetzt – eine Kontrollkette, die sich bis zu den für die einzelnen Wahlbezirke verantwortlichen Kommissionen fortsetzt. Jeder Kubaner ab einem Alter von 16 Jahren darf wählen (aktives Wahlrecht) und gewählt werden (passives Wahlrecht). Für Abgeordnete der Nationalversammlung gilt das Mindestalter von 18 Jahren. Auf der untersten Ebene der Munizipialparlamente stehen zwischen zwei und acht Kandidaten pro Parlamentssitz zur Auswahl. Die Wahl zwischen den Kandidaten findet in vom örtlichen CDR organisierten Einwohnerversammlungen offen per Handzeichen statt. Für die Wahl der Provinzparlamente und der obersten Nationalversammlung gibt es pro Parlamentssitz genau einen Kandidaten. Dabei werden jeweils 50 Prozent von der jeweils untergeordneten Volksversammlung bestimmt, die restlichen 50 Prozent direkt vom Volk gewählt.
Die Abgeordneten werden von einem Ausschuss der PCC bzw. der Massenorganisationen ausgewählt. Sie dürfen keinen Wahlkampf betreiben und müssen sich gemäß der Verfassung dem sozialistischen System verpflichten. Den Wählern werden nur wenige Grunddaten der Kandidaten zur Kenntnis gegeben: Name, Alter, Beruf, formales Bildungsniveau. Der Frauenanteil im kubanischen Parlament ist mit 55,7 % im Jahr 2024 auf Rang 2 im internationalen Vergleich nach Ruanda. Im Politbüro, dem höchsten Entscheidungsgremium der Kommunistischen Partei, das die politischen Leitlinien des Staates vorgibt, sind unter den 14 gewählten Mitgliedern beim VIII. Parteitag 2021 jedoch nur 3 Frauen vertreten, was einem prozentualen Anteil von 21,2 entspricht. Ungefähr fünf Prozent der Stimmen werden regelmäßig als weiß (gegen alle Kandidaten) markiert.
Über fast 50 Jahre vereinigte Revolutionsführer Fidel Castro die zentralen politischen Ämter in seiner Person. Er war zuletzt Staatspräsident, Vorsitzender des Staats- und des Ministerrates, Generalsekretär des Zentralkomitees der Kommunistischen Partei Kubas und auch Oberbefehlshaber der Streitkräfte. Die Posten des Staatsratspräsidenten, des Oberbefehlshabers der Streitkräfte und des KP-Generalsekretärs übergab er am 1. August 2006 wegen einer lebensbedrohlichen Darmerkrankung an seinen Bruder Raúl Castro.

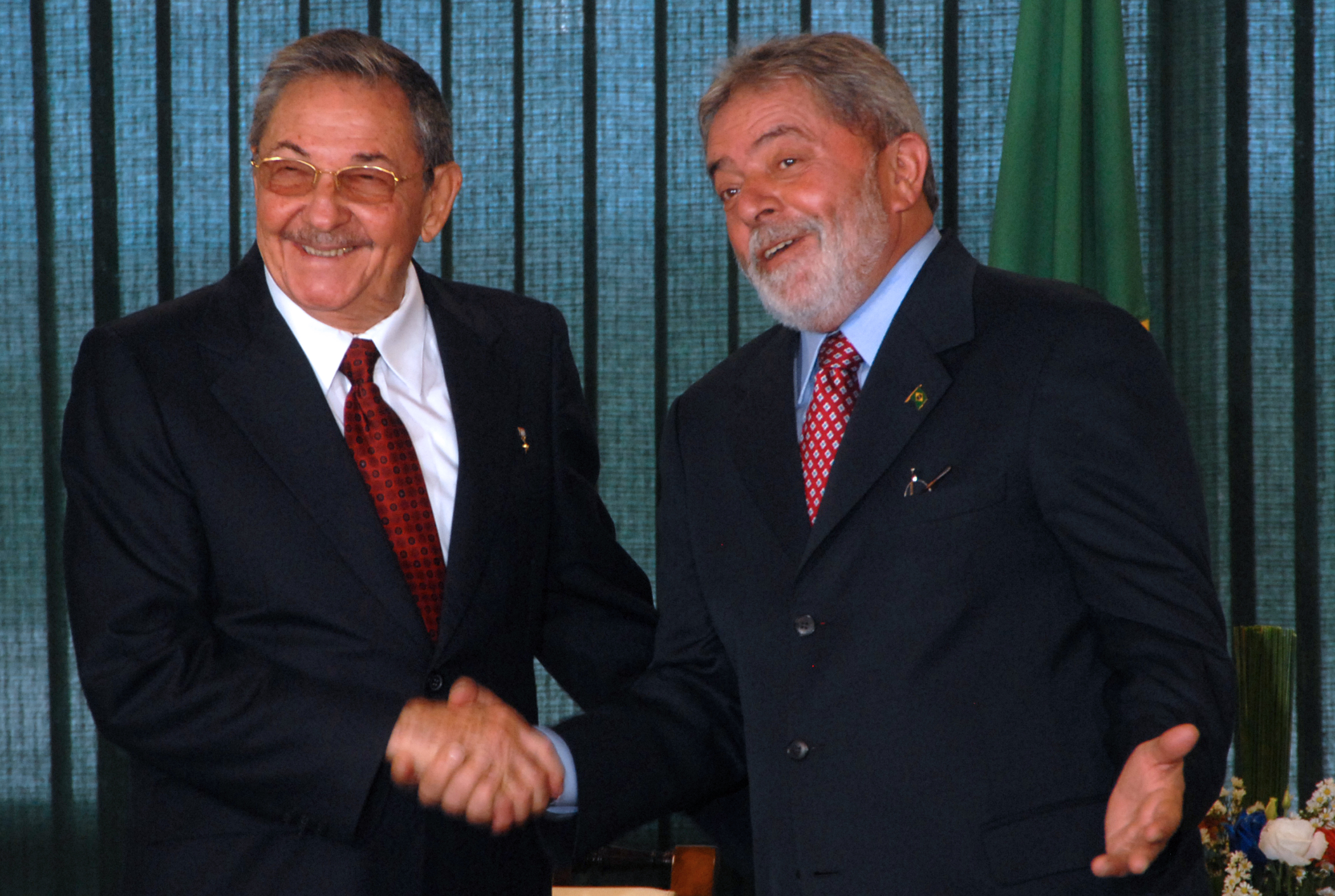
Raúl Castro und Brasiliens Staatschef Lula da Silva (2008)

Am 24. Februar 2008 wurde Raúl Castro vom Parlament zum Staats- und Ministerpräsidenten gewählt und vertritt seitdem eine Linie der politischen Kontinuität bei gleichzeitiger Konzentration auf Maßnahmen zur Behebung der extrem kritischen wirtschaftlichen Lage. Im April 2011 übernahm Raúl Castro auch das Amt des KP-Generalsekretärs. Neben dem Personalwechsel sehen manche Beobachter auch eine Änderung des Systems von einem „charismatischen Sozialismus“ unter Fidel hin zu einem „bürokratischen Sozialismus“ unter Raúl Castro, der weniger auf die Mobilisierung der Bevölkerung setzt und mehr administrative Effizienz und wirtschaftliche Reformen verspricht. Im Jahr 2013 war für das Frühjahr 2018 ein Wechsel des Staats- und Regierungschefs angekündigt worden; Raúl Castro würde demnach nur das (mächtige) Präsidium der KP verbleiben. Nach seiner Teilgenesung und seinem erklärten Verzicht auf eine Rückkehr in die Führungsverantwortung trat Fidel Castro seit Juli 2010 bis zu seinem Tod im November 2016 gelegentlich wieder in der Öffentlichkeit auf.
Eine mit der Verfassung von 2019 eingeführten Altersbegrenzung für Präsidentschaftskandidaten wurde im Juli 2025 wieder abgeschafft.

#### Judikative

##### Gerichtswesen
Bei einfachen Zivil- und Strafverfahren auf den unteren Ebenen stellen Laien-, sonst Berufsrichter die Mehrheit. Alle Richter werden von der Volksvertretung ihrer jeweiligen Ebene gewählt. Gerichte und Anwaltschaft sind nicht unabhängig. Das kubanische Rechtssystem entspricht nicht westlichen Standards, insbesondere in politischen Verfahren, gewährleistet aber eine funktionierende Gerichtsbarkeit. Das höchste Gericht ist das „Oberste Volksgericht“, dessen Präsident vom Staatsratsvorsitzenden nominiert und von der Nationalversammlung gewählt wird. Seit 1998 ist Rubén Remigio Ferro Präsident des Obersten Volksgerichts, nachdem er seit 1997 als dessen Vizepräsident und zuvor als Kader im Zentralkomitee der Kommunistischen Partei und in von ihr abhängigen Massenorganisationen tätig war.
Die Rechtsanwälte, die direkten Rechtsbeistand für Privatpersonen leisten, d. h. nicht in Behörden oder Unternehmen angestellt sind, sind in Kuba in Anwaltskollektiven (spanisch Bufetes Colectivos, ‚kollektive Anwaltskanzleien‘) organisiert. Diese entstanden zu Beginn der sozialistischen Herrschaft auf Betreiben von mit den egalitären Zielen der Revolution sympathisierenden Anwälten, um einen öffentlichen Zugang zu Rechtsdienstleistungen zu gewährleisten. Durch ein Gesetz von 1973 wurden diese Kollektive institutionalisiert, wodurch Anwälten, die nicht auf diese Weise organisiert sind, nur noch in Ausnahmefällen eine Vertretung von Privatpersonen möglich ist. Diese Kollektive besitzen eine gewisse organisatorische Unabhängigkeit, Einnahmen und Ausgaben werden jedoch zentral über die Organización Nacional de Bufetes Colectivos abgewickelt, welche auch gewisse administrative Vorgaben macht. Diese wird von gewählten Vertretern der Kollektive geleitet, untersteht jedoch der Aufsicht des Justizministeriums. Erklärtes Ziel der Kollektive ist, mit ihrer Tätigkeit zur sozialistischen Entwicklung beizutragen, was in Konflikt mit dem Auftrag, die Interessen der Klienten zu vertreten, stehen kann. Einem 1998 erschienenen Fachaufsatz zufolge ist allerdings kein Fall bekannt, in dem ein Ausschluss aus dem System der Kollektive aus ideologischen Gründen erfolgt sei.
Die Todesstrafe existiert nur noch formal, sie wurde zuletzt 2003 für die bewaffnete Entführung einer Personenfähre ausgesprochen und vollstreckt. Ende Dezember 2010 wurde die letzte zur Vollstreckung anstehende Todesstrafe von Kubas Oberstem Gerichtshof in eine Haftstrafe umgewandelt. Des Weiteren darf die Todesstrafe nicht an unter 20-Jährigen vollzogen werden sowie an Frauen, die zum Tatzeitpunkt oder zum Zeitpunkt des Strafvollzugs schwanger sind.

##### Haftbedingungen
Die Situation in den kubanischen Gefängnissen gilt als unbefriedigend. Insbesondere politische Gefangene berichten regelmäßig von unzumutbaren Haftbedingungen. Nach Berichten ehemaliger Gefängnisinsassen sind primitivste Lebensbedingungen, verweigerte medizinische Versorgung, Isolationshaft, Misshandlungen und teilweise Folter an der Tagesordnung. Die Regierung verweigert internationalen Menschenrechtsgruppen und einheimischen unabhängigen Organisationen Zugang zu den Gefängnissen. Zwar behauptet die kubanische Regierung, dass Kuba – abgesehen vom US-Gefangenenlager Guantanamo – frei von Folter sei, unabhängige Beobachter wie Amnesty International, das Internationale Rote Kreuz oder den UN-Sonderberichterstatter über Folter lässt man aber seit Jahren nicht ins Land, um die Situation in den Gefängnissen zu inspizieren.
Im Mai 2012 machte die kubanische Regierung über einen Artikel der Tageszeitung Granma erstmals Angaben über die Gesamtzahl der Häftlinge: 57.337. Dies bedeutet einen extrem hohen Anteil von Gefangenen in Relation zur Gesamtbevölkerung (510 pro 100.000), der nach weltweiten Vergleichsstudien nur von sechs Staaten übertroffen wird, darunter die USA und Russland. Mögliche Gründe für die hohe Zahl der Gefangenen gab die Regierung nicht an, stattdessen lobte der Zeitungsartikel das kubanische Strafvollzugssystem als vorbildlich: So bilde die Resozialisierung ein zentrales Element des Systems. Die Regierung betreibt hierzu Programme, die es den Gefängnisinsassen ermöglichen sich fortzubilden, Sport zu betreiben und sich kulturell zu betätigen. Nach Regierungsangaben nehmen im Jahr 2012 mit etwa 27.000 Gefängnisinsassen knapp die Hälfte aller Gefangenen des Landes diese Bildungsprogramme in Anspruch, 24.000 besuchen spezialisierte Kurse. Nach diesen Angaben verrichten auch 23.000 Insassen soziale Arbeit auf freiwilliger Basis. Auch Konzerte finden in den Gefängnissen statt. Nach 49 Jahren des Verbots genehmigte die kubanische Regierung der katholischen Kirche 2008 erstmals die Abhaltung von Weihnachtsgottesdiensten in mehreren Gefängnissen. Jugendliche zwischen 16 und 18, die straffällig werden, werden nur in speziellen Jugendgefängnissen untergebracht, in denen ihnen Bildung zusteht um ihre soziale Reintegration zu fördern. Seit 2007 investiert die kubanische Regierung verstärkt in die Gefängnisinfrastruktur, mit dem Ziel, die Haftbedingungen bis 2017 zu verbessern.

#### Kommunistische Partei Kubas (PCC)
Gemäß der Verfassung ist die führende Rolle im Staate der Kommunistischen Partei Kubas (Partido Comunista de Cuba) zugewiesen, welche sie gemeinsam mit den Massenorganisationen ausübt. Sie versteht sich als Avantgarde der kubanischen Nation. Andere Parteien sind nicht zugelassen.
Der PCC hat über 600.000 Mitglieder. Die Parteizugehörigkeit fördert den beruflichen und gesellschaftlichen Aufstieg. Für höhere Positionen in Wirtschaft, Militär und Staat ist eine Mitgliedschaft in der Partei Voraussetzung.
Am 28./29. Januar 2012 tagte die I. Nationale Parteikonferenz der PCC in Havanna. Grundlage der Konferenz war ein Entwurf vom Oktober 2011, der in über 65.000 Treffen der Parteimitglieder diskutiert worden war. Dabei wurden 78 von 96 Punkten modifiziert und fünf neue in das Dokument aufgenommen. Inhaltlich ging es bei der Konferenz, die sich als Fortsetzung der Politik des VI. Parteitages verstand, um die zukünftige Rolle der PCC in der kubanischen Gesellschaft sowie um ihren internen Arbeitsstil. Die mehr als 800 Delegierten bekräftigten das Festhalten am Einparteiensystem, beschlossen aber gleichzeitig eine Ausweitung der internen Demokratie. Es wurde entschieden, dass die Diskriminierung aufgrund von Geschlecht, Hautfarbe oder religiöser Anschauung bekämpft werden soll. Außerdem werden hohe Regierungsposten auf eine Amtszeit von zweimal fünf Jahren beschränkt. Raúl Castro schloss sich hierbei ausdrücklich mit ein. Zudem werden Partei- und Regierungsämter stärker getrennt werden. Die Partei soll die politische, nicht die juristische Führung des Landes sein. Die Medien sollen mit mehr Informationen versorgt werden und die Verbindung zur Jugend gestärkt werden. In den nächsten Jahren sollen 20 % der ZK-Mitglieder jungen Nachwuchskräften Platz machen. Auch wurde der Korruption der Kampf angekündigt, die ein viel größerer Feind für die Revolution sei als die Sabotageakte der USA.

#### Versammlungen der Volksmacht

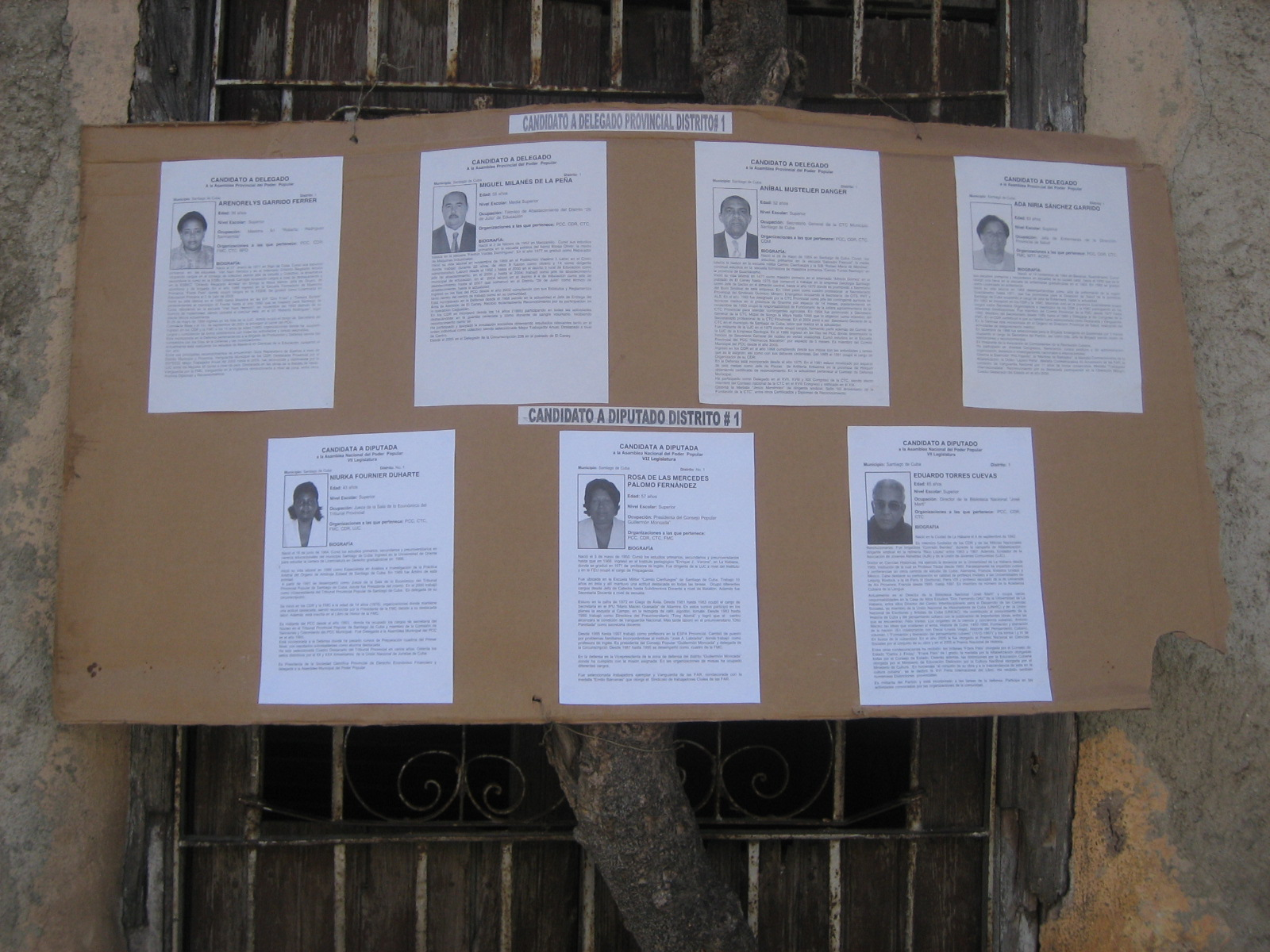
Kandidaten für die Wahlen für das nationale und das Provinzparlament 2008 (aufgenommen in Santiago de Cuba im Dezember 2007)

Das parlamentarische System in Kuba besteht aus den sogenannten Versammlungen der Volksmacht (Asamblea del Poder Popular). Sie sind in drei Ebenen aufgeteilt: die Nationalversammlung (Asamblea Nacional del Poder Popular), den Volksversammlungen auf Provinzebene sowie auf der Ebene der Municipios (Landkreise). Die Wahlen dazu bezeichnet die kubanische Regierung als „frei, geheim und gleich“. Kubanische Bürger dürfen ab einem Alter von 16 Jahren wählen und ab 18 Jahre gewählt werden.
Auf den beiden oberen Ebenen werden die Kandidaten für das jeweilige Parlament durch eine Wahlkommission, gebildet aus Vertretern der sechs Massenorganisationen, ausgewählt. Diese stehen gemäß Verfassung unter direkter Kontrolle der Kommunistischen Partei (PCC), der die Führungsrolle der Gesellschaft zukommt. Die Wahl selbst sollte nach Willen der kubanischen Regierung per Einheitsstimme für alle Kandidaten (voto unido) – auf ein Parlamentssitz kommt genau ein Kandidat – stattfinden. Eine weiße Wahl (voto en blanco), also die Wahl keiner der auf dem Stimmzettel stehenden Kandidaten, ebenso wie Streichungen oder Anmerkungen werden als ungültig gewertet.
Auf kommunaler (munizipialer) Ebene erfolgt die Kandidatenwahl in Bürgerversammlungen, die durch die Komitees zur Verteidigung der Revolution (CDR) organisiert werden. Jeder Bürger hat dort das Recht, Kandidaten vorzuschlagen. Abgestimmt über diese Kandidaten wird in offener, nicht geheimer Wahl. Nur wer mindestens 50 % der Stimmen in so einer Bürgerversammlung erhält, wird als Kandidat bei der Wahl zur Versammlung der Volksmacht zugelassen. Oppositionelle Kandidaten sind praktisch chancenlos.
Die Legislaturperiode beträgt fünf Jahre auf nationaler und Provinzebene sowie zweieinhalb Jahre auf kommunaler Ebene. Die gewählten Volksvertreter müssen ihren Wählern regelmäßig Rede und Antwort stehen; das Mandat kann ihnen jederzeit wieder entzogen werden. Die Wähler können den Kommunalparlamenten jederzeit Vorschläge oder Probleme ihrer Gegend unterbreiten. Laut Angaben des kubanischen Parlaments wurden in der Wahlperiode 2010–12 insgesamt 209.000 dieser Eingaben eingereicht, für mehr als 60 % konnten Lösungen gefunden werden.
Wahlwerbung ist nur den staatlichen Medien erlaubt, nicht jedoch dem einzelnen Kandidaten. Von ihm werden nur Passfoto und Kurzlebenslauf bekannt gegeben, nicht jedoch seine politischen Positionen oder seine Pläne in der Politik. Laut kubanischer Regierung soll dies sicherstellen, dass nicht der Kandidat mit dem meisten Geld gewinnt, sondern die gesamte Bevölkerung entsprechend ihrem Anteil sich in den Parlamenten repräsentiert sieht. Dennoch sind vor allem in höheren Volksvertretungen „Arbeiter, Bauern, Schwarze und niedrige Dienstleistungsberufe“ eher unterrepräsentiert. Und obwohl nur fünf Prozent der kubanischen Bevölkerung Parteimitglieder sind, liegt deren Anteil bei den Abgeordneten der Asamblea Nacional bei fast einhundert Prozent. Tatsächlich dient das Wahlsystem dazu, die Herrschaft der Revolutionselite um die Castro-Brüder zu sichern.
Die UN-Menschenrechtskommission bewertete die Wahlen in Kuba als undemokratisch, da die Ergebnisse praktisch vorher feststehen.

#### Opposition

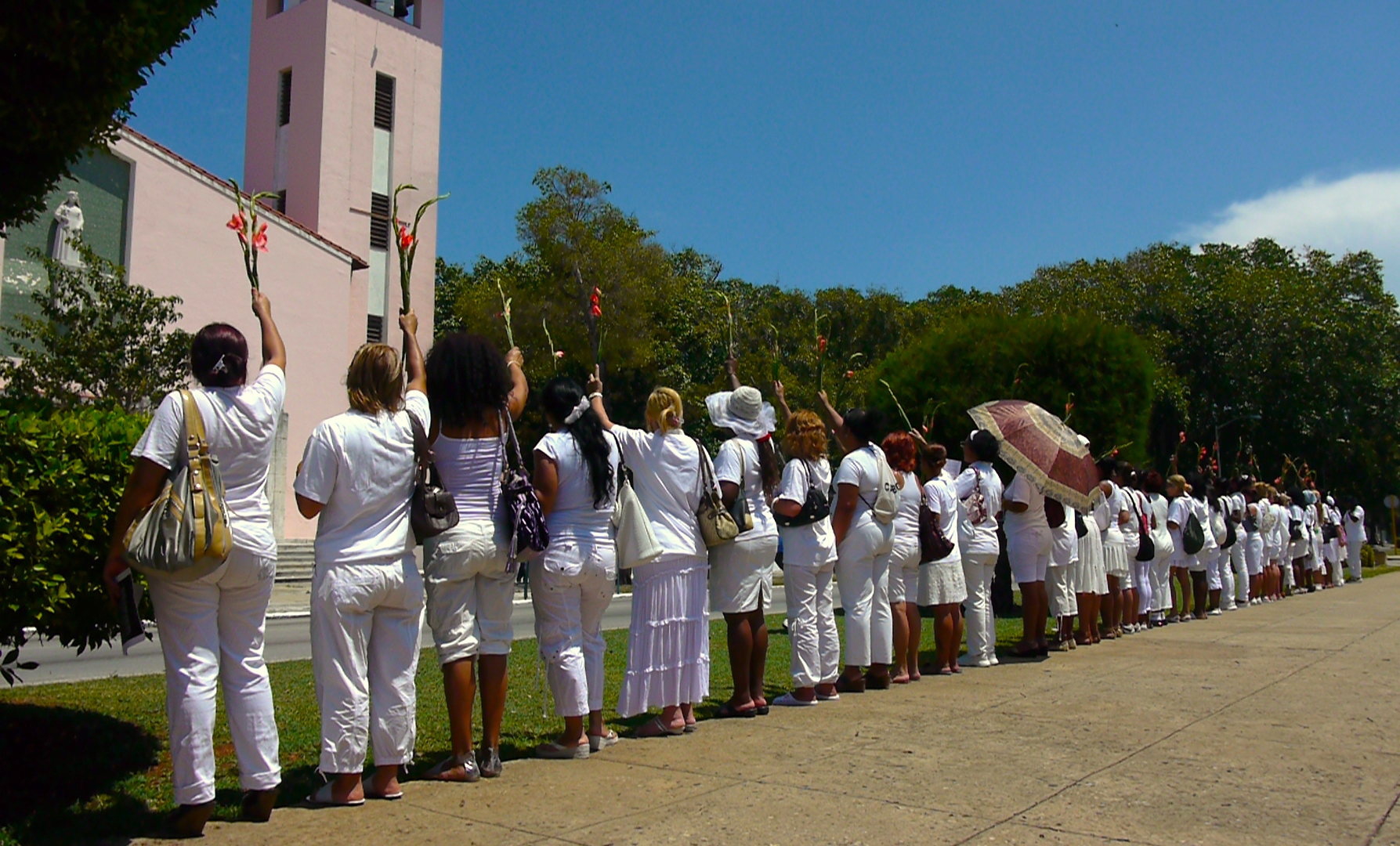
Oppositionsgruppe Damen in Weiß (2012)

Eine der Regierung und der Kommunistischen Partei gegenüberstehende, organisierte Opposition ist im politischen System Kubas nicht vorgesehen, nicht regierungskonforme Parteien oder Organisationen der Zivilgesellschaft sind illegal.
Die innerkubanische Opposition versucht grundsätzlich, eine Transformation auf Kuba zu erreichen, dabei bestehen jedoch teilweise große ideologische und strategische Meinungsverschiedenheiten unter konkurrierenden Gruppierungen. Zudem besitzt die Regierung wirksame Instrumente der Kontrolle und Repression (siehe Abschnitt Menschenrechtssituation).
Zu den prominentesten Vertretern der Opposition gehören gegenwärtig die Menschenrechtsgruppe „Damen in Weiß“, die Organisation Unión Patriótica de Cuba (UNPACU, zu deren Führungsmitgliedern die ehemaligen politischen Gefangenen Guillermo Fariñas und José Daniel Ferrer gehören) und die vor allem im Ausland beachtete Journalistin und Bloggerin Yoani Sánchez. Eine große Zahl von Regierungsgegnern ist im Exil aktiv, das durch die von der Regierung nicht mehr behinderte Auswanderung kubanischer Oppositioneller weiter Zulauf erhält. Politische Äußerungen oder Aktionen von Kubanern im Ausland sind jedoch auf der Insel kaum wahrzunehmen.
Als einzige kubanische Institution hat sich die Katholische Kirche Kubas während der Präsidentschaft Raúl Castros in wenigen Einzelfällen als Vermittlerin zwischen Regierung und Opposition eingesetzt. Das wichtigste Beispiel hierfür war die Entlassung Dutzender politischer Gefangener, die 2010 in großer Mehrheit gemeinsam mit ihren Familien ins Exil nach Spanien ausgeflogen wurden. Die Kirche bietet innerhalb der eigenen Gebäude, Veröffentlichungen und Veranstaltungen einen eingeschränkten Freiraum für politische Meinungsäußerungen, die von der Regierungsposition abweichen können. Diese Äußerungen reichen von geduldeten Demonstrationen der „Damen in Weiß“ auf Kirchengelände über eigene Hirtenbriefe der Bischofskonferenz bis zur Ausrichtung gesellschaftswissenschaftlicher Kolloquien.

#### Massenorganisationen
Gewerkschaften unter Führung der Zentralgewerkschaft Central de Trabajadores de Cuba, Komitees zur Verteidigung der Revolution (Comités de Defensa de la Revolución, CDR), der Frauenverband und Jugendverbände, wie die Pionierorganisation José Martí, die Jungen Kommunisten und die Föderation der Hochschulstudenten, bilden Massenorganisationen, welche fast jeden Kubaner in das staatliche System einbinden und zugleich sein Sozialverhalten kontrollieren („Augen und Ohren der Revolution“). Die Massenorganisationen sind wie die PCC hierarchisch aufgebaut.
Die Regierung erreicht mithilfe der Massenorganisationen eine starke Mobilisierung der Bevölkerung. Bei wochenlangen Demonstrationskampagnen bringt sie beinahe jeden erwachsenen Kubaner mindestens einmal auf die Straße (Rekord: sieben Millionen Teilnehmer). Für das Verfassungsreferendum 1976 zur Festschreibung des Sozialismus haben die CDR die Unterschriften von fast 93 Prozent der Bevölkerung gesammelt.
Arbeitnehmerorganisationen außerhalb des staatlichen Gewerkschaftsbundes sind verboten.

### Politische Indizes
| Name des Index                     | Indexwert    | Weltweiter Rang | Interpretationshilfe | Jahr |
| ---------------------------------- | ------------ | --------------- | --- | ---- |
| Fragile States Index               | 59,1 von 120 | 112 von 179     | Stabilität des Landes: stabil 0 = sehr nachhaltig / 120 = sehr alarmierend Rang: 1 = fragilstes Land / 179 = stabilstes Land | 2024 |
| Demokratieindex                    | 2,58 von 10  | 135 von 167     | Autoritäres Regime 0 = autoritäres Regime / 10 = vollständige Demokratie                                                     | 2024 |
| Freedom in the World Index         | 10 von 100   | —               | Freiheitsstatus: unfrei 0 = unfrei / 100 = frei                                                                              | 2024 |
| Rangliste der Pressefreiheit       | 26 von 100   | 165 von 180     | Sehr ernste Lage für die Pressefreiheit 100 = gute Lage / 0 = sehr ernste Lage                                               | 2025 |
| Korruptionswahrnehmungsindex (CPI) | 41 von 100   | 82 von 181      | 0 = sehr korrupt / 100 = sehr sauber                                                                                         | 2024 |

### Innenpolitik

#### Menschenrechtssituation

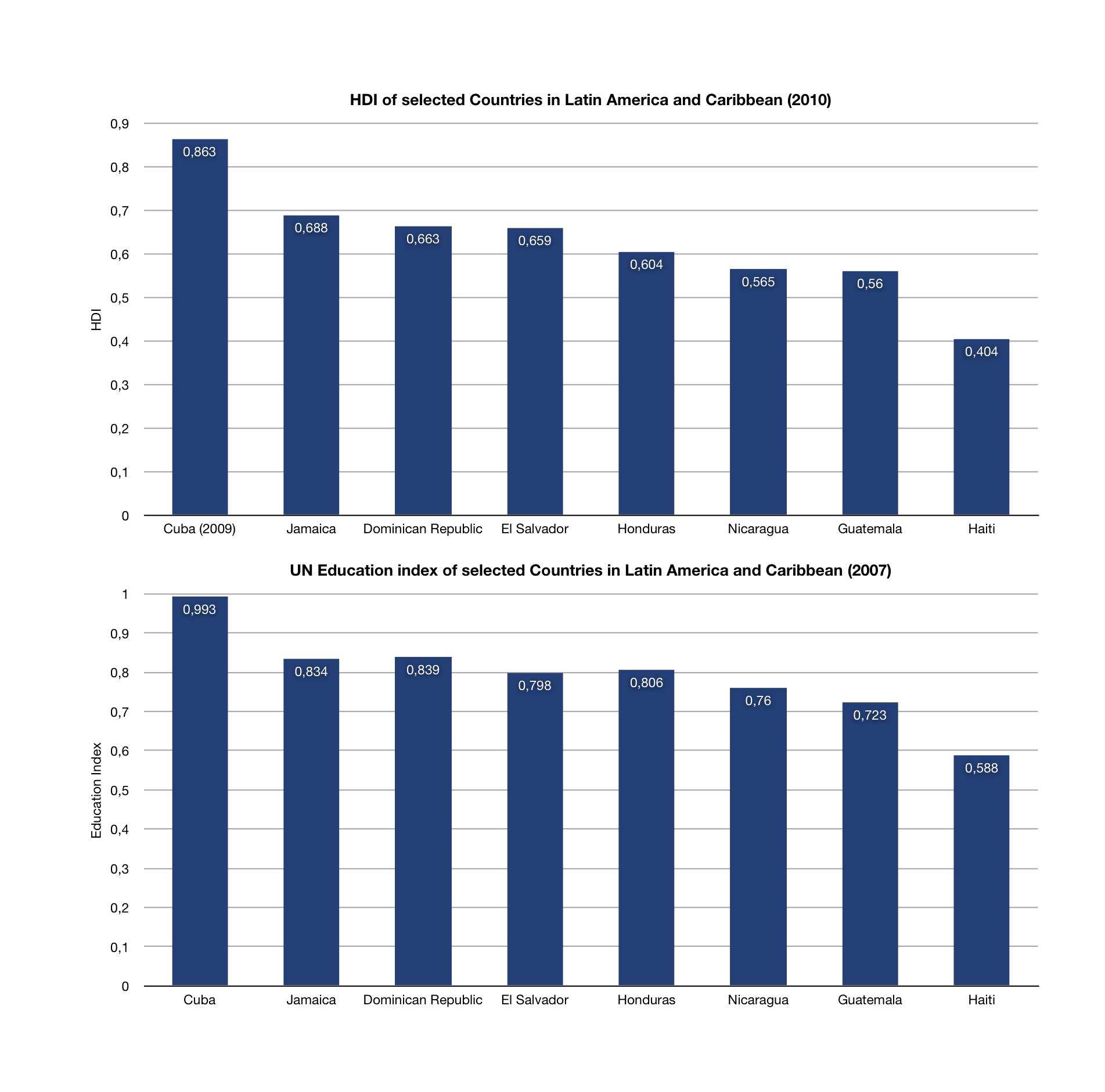
Der Index der menschlichen Entwicklung (HDI) und der UN-Bildungsindex Kubas im Vergleich zu den Nachbarländern

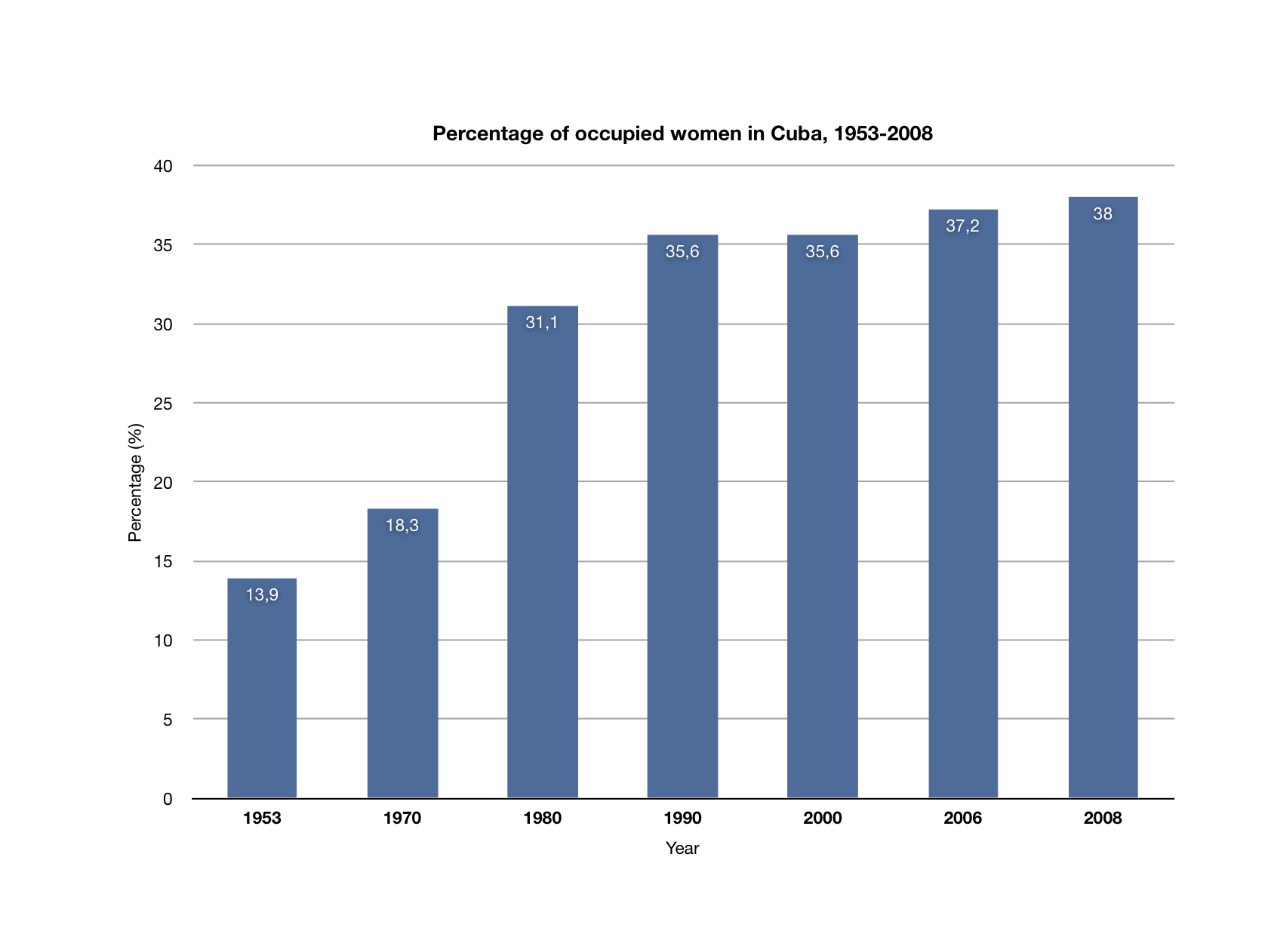
Anteil der erwerbstätigen Frauen in Kuba, 1953–2008.

Viele bürgerliche und politische Rechte, insbesondere die auf freie Meinungsäußerung, Presse-, Vereinigungs-, Versammlungs- und Bewegungsfreiheit, werden massiv beschnitten. Es gibt keine unabhängige Gerichtsbarkeit. Menschenrechtsvereinigungen sind nicht zugelassen. Die kubanische Verfassung garantiert viele Grundrechte, etwa die Kunstfreiheit, die Meinungsfreiheit und die Religionsfreiheit, nur mit der Einschränkung, dass ihre Ausübung nicht gegen die Revolution oder die sozialistischen Ziele gerichtet sein darf. Kuba war und ist das einzige sozialistische Land, in dem die Freimaurerei nicht verboten ist. Es gibt hier etwa 30.000 Freimaurer.
HIV-Infizierte und Homosexuelle wurden in Kuba lange Zeit diskriminiert und HIV-Infizierte unter Haft gewalttätigen Repressalien ausgesetzt. Zwar habe sich die Situation in den letzten Jahren stark verbessert, dennoch beklagen Betroffene weiterhin Übergriffe der Polizei gegen sexuelle Minderheiten.
Internationale Menschenrechtsorganisationen wie Human Rights Watch und Amnesty International dokumentieren insbesondere die politisch motivierte Verhaftung und Verurteilung von Regierungskritikern. Von 75 politischen Dissidenten, die nach ihrer Inhaftierung 2003 zu 28 Jahren Haft verurteilt wurden, saßen 2008 noch 55 in den Gefängnissen, unter schlechter medizinischer Versorgung und unter Misshandlungen leidend. Mitte 2010 erreichte die Katholische Kirche in Kuba unter Verhandlungsführung von Kardinal Jaime Ortega die Zusage der kubanischen Regierung, alle bis dahin verbliebenen 52, von Amnesty International als gewaltfreie politische Gefangene geführten Häftlinge freizulassen. Bis Ende 2010 kamen 41 politische Gefangene frei. Bis auf einen wurden alle zusammen mit den engsten Familienangehörigen nach Spanien ausgewiesen, welches sich zur Aufnahme der Dissidenten bereit erklärte. Ende März 2011 wurden die restlichen Gefangenen der im Rahmen des Schwarzen Frühlings 2003 festgenommenen Gruppe der 75 freigelassen. Zwei von ihnen wurde gestattet, in Kuba zu bleiben.
Am 24. Dezember 2011 kündigte Präsident Raúl Castro eine Amnestie an, die rund 3000, vor allem nicht politische Gefangene betreffen sollte. Seitdem setzt die kubanische Regierung verstärkt auf Kurzfestnahmen von Regierungsgegnern. Fünf von Amnesty International als gewaltfreie Gewissensgefangene anerkannte politische Gefangene wurden im Januar 2015 entlassen, drei davon auf Bewährung. Ein politischer Gefangener saß zu dieser Zeit noch seine einjährige Haftstrafe wegen „öffentlicher Störung“ ab. Die Repressionen gegen Oppositionelle gingen jedoch weiter.
Unabhängige Journalisten und Menschenrechtsaktivisten werden regelmäßig belästigt, eingeschüchtert und vorübergehend festgenommen. Es wird von Misshandlungen durch Fußtritte und Schläge berichtet. Die Haftbedingungen sind hart und führen zum Teil zu körperlichen Problemen bei den Häftlingen. Oppositionelle werden darüber hinaus regelmäßig sogenannten Actos de Repudio ausgesetzt. Dabei zieht ein organisierter Mob vor dem Haus des Oppositionellen auf und beschimpft ihn und seine Familie stundenlang und lautstark als „Würmer“ (spanisch: gusanos) und Verräter. Teilweise geht dies bis zur straffreien Zerstörung von Eigentum der Betroffenen.
Der institutionelle Rassismus des früheren Kubas wurde nach dem Sieg der Revolution abgeschafft. Jedoch wurden rassistische Denkweisen und latente Benachteiligung des schwarzen Bevölkerungsteils seitdem nicht überwunden. In prestigeträchtigen Führungspositionen oder in Berufen, welche Deviseneinkommen versprechen, beispielsweise im Tourismus, sind Weiße überproportional vertreten. Auch bei der Zulassung für privates Kleingewerbe oder bei Geldüberweisungen von emigrierten Verwandten im Ausland sind Schwarze indirekt benachteiligt. Die sozialistische Führung zögert, dieses Problem anzugehen, da dieses einen Kernaspekt ihrer revolutionären Legitimität berührt. Infolgedessen veröffentlicht das nationale Statistikamt (ONE) Kubas nur wenig Daten über die zunehmende sozioökonomische Kluft. Eine wissenschaftliche Umfrage belegt jedoch die strukturelle Benachteiligung der afro-kubanischen Bevölkerung. Noch in den 2020er Jahren waren Schwarze größeren Repressionen bis hin zu einer deutlich höheren Wahrscheinlichkeit der Verurteilung zu einer längeren Gefängnisstrafe ausgesetzt.
Seit Ende 2007 wird vereinzelt öffentliche Kritik an den Zuständen geduldet. So hatte Raúl Castro, damals noch Interimsstaatschef, dazu aufgerufen, über die zukünftige Entwicklung des Landes zu diskutieren, die Kubanerin Yoani Sánchez berichtet in einem Blog aus Kuba öffentlich über die Alltagsprobleme der Kubaner. Dennoch habe sich die Menschenrechtssituation gemäß Amnesty International in einer Stellungnahme vom August 2013, in der sie fünf neue Kubaner als gewaltlose Gewissensgefangene benannte, unter Raúl Castro nicht signifikant verbessert. Die namentlich bekannten politischen Gefangenen stellten nur „die Spitze des Eisberges“ alltäglicher staatlicher Repressionen dar. Die einzige positive Ausnahme sei das im Januar 2013 in Kraft getretene Migrationsgesetz, welches nun auch Regierungskritikern das Reisen ins Ausland erlaube.
Die sozialen Menschenrechte sind in Kuba teilweise gut umgesetzt. So gilt zum Beispiel das Recht auf Bildung für die Region als vorbildlich, ebenso die Gesundheitsversorgung. Der allgemeine Lebensstandard ist hingegen, gemessen nach dem Standard industrialisierter Länder, auf niedrigem Niveau. Dies betrifft vor allem die Wohnsituation und die Versorgung mit Gütern des täglichen Bedarfs. Daran trage laut Amnesty allerdings auch das US-Embargo gegen Kuba eine Mitschuld. Der internationale Programmkoordinator des Bevölkerungsfonds der UNO (UNFPA) in Kuba, Jesús Robles, hat im Juli 2011 die Arbeit der kubanischen Regierung bei der Förderung und dem Schutz von Frauen, Jugendlichen und Kindern hervorgehoben. Der Staat garantiert Müttern einen Mutterschaftsurlaub mit Lohnausgleich und dem Recht zur anschließenden Rückkehr in den Beruf. Eltern von Neugeborenen bekommen für das erste Jahr pro Monat einen voll bezahlten Tag freigestellt, um die Gesundheit des Kindes in der Kinderklinik zu überprüfen.
Eines der obersten Ziele der Revolution war die Gleichberechtigung von Mann und Frau. Im Jahr 1953 gingen 13,9 % der Frauen einer Arbeit nach, im Jahr 1980 waren es 31,1 %, im Jahr 2008 bereits 38 % (siehe Diagramm). Der Frauenanteil bei technischen Berufen beträgt 65,7 %, der Anteil an weiblichen Führungskräften 39,1 %. 65 % der Hochschulabsolventen sind weiblich. Dennoch gibt es auch hier einen Unterschied zwischen offiziellem Regierungsdiskurs und gelebter Praxis. Die meisten Frauen sind der belastenden Doppelrolle zwischen Beruf und Haushalt ausgesetzt. Je höher die Führungsebene in der Arbeitswelt oder innerhalb der Regierung, desto niedriger wird der Frauenanteil. Im 15-köpfigen Politbüro war 2012 nur eine einzige Frau vertreten. Unter den einflussreichsten Personen Kubas befindet sich vermutlich keine einzige Frau. Frauenrechtlerinnen beklagen noch heute vorherrschende „Entscheidungsinstanzen, in denen noch immer patriarchale und machistische Muster vorherrschten.“ Diese und andere Probleme werden zwar regelmäßig auf Konferenzen und Tagungen der Massenorganisationen, beispielsweise des Frauenverbandes FMC, angesprochen und diskutiert, jedoch sind die Möglichkeiten, tatsächliche tiefgreifende Veränderungen herbeizuführen, eng begrenzt. Im Zweifel hat insbesondere auf Funktionärsebene die Staats- bzw. Parteiräson Vorrang vor der Interessenvertretung.
Am 21. Juni 2010 wurde Kuba in das Vizepräsidium des Menschenrechtsrates der Vereinten Nationen gewählt. Der Botschafter Havannas bei der UNO, Rodolfo Reyes Rodríguez wurde für das Amt bestimmt.
Im Januar 2013 trat eine international beachtete Reisegesetznovelle in Kraft, die bisher von hohen bürokratischen Hürden behinderte Auslandsreisen von Kubanern grundsätzlich stark vereinfachte. Die Maßnahme war lange erwartet worden, seit die Regierung im Mai 2011 bekannt gegeben hatte, die bisherigen restriktiven Bestimmungen zu überprüfen. Mit der Reform wurde die für Kubaner bisher für jede einzelne Auslandsreise notwendige und mit hohen Kosten verbundene Ausreisegenehmigung abgeschafft, für die zudem jeweils eine Einladung aus dem Ausland erforderlich war. Außerdem wurde erstmals auch Minderjährigen die Möglichkeit zu Auslandsreisen eingeräumt, der zulässige Höchstaufenthalt im Ausland auf 24 Monate erweitert und zahlreichen aus Kuba geflohenen Kubanern die bisher verbotene Heimreise nach Ablauf gewisser Fristen grundsätzlich gestattet. Auch mehrere bisher an der Ausreise gehinderte Oppositionelle konnten das Land ab Februar 2013 für zeitweise Auslandsaufenthalte verlassen, während allerdings anderen die Ausstellung eines Reisepasses auch weiterhin aus politischen Gründen verweigert wurde. Ein grundsätzliches Recht auf Ausreise besteht weiterhin nicht. Das Gesetz gab den Behörden die ausdrückliche Möglichkeit, die Ausreise aus nicht näher definiertem „öffentlichen Interesse“ zu versagen. Ein Reisepass ist für weite Teile der Bevölkerung unerschwinglich: Er kostet 100 CUC, rund fünf durchschnittliche Monatsgehälter, und muss alle zwei Jahre zum gleichen Preis verlängert werden.

#### Emigration
Eine legale Ausreise aus Kuba, egal ob zu touristischen Zwecken oder zur Auswanderung, war nur nach einem aufwendigen Genehmigungsverfahren möglich, das jedoch mit einer Mitte Januar 2013 in Kraft getretenen Novellierung des Migrationsgesetzes für die meisten Kubaner stark vereinfacht und verbilligt wurde. Das kubanische Strafgesetzbuch sieht Haftstrafen von ein bis drei Jahren oder Geldstrafen bei ungenehmigten Ausreisen oder Ausreiseversuchen vor. Bevorzugtes Auswanderungsziel sind die USA.
Insgesamt sind in den Jahren nach dem Sieg der Revolution hunderttausende Kubaner in die USA geflohen. Dies waren in der ersten Welle bis ca. 1962 zu einem hohen Teil Familien der Oberschicht und oberen Mittelschicht Kubas. Danach folgen aber auch viele Angehörige der Mittelschicht und der Arbeiterklasse.

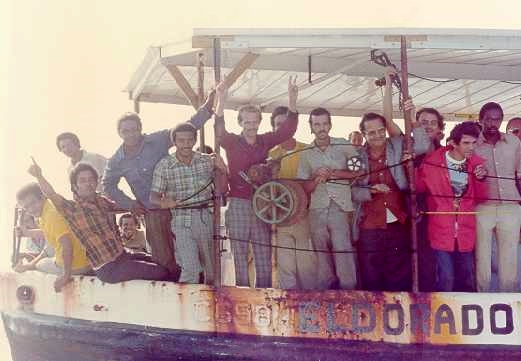
Ein überfülltes Boot mit kubanischen Flüchtlingen während der Mariel-Bootskrise 1980

Zu einer großen Emigrationswelle kam es 1980, als über US-amerikanische Sender die Nachricht verbreitet wurde, dass die peruanische Botschaft in Havanna Visa für die Ausreise nach Peru ausstelle, mit denen eine Weiterreise in die USA möglich sei. In Anbetracht des Ansturms von zehntausenden Ausreisewilligen, die zum Teil seit langem über Pässe verfügten, forderte der peruanische Botschafter Polizeischutz an. Als eine Gruppe diesen Polizeischutz durchbrach, in der Botschaft politisches Asyl beantragte und von den Peruanern nicht ausgeliefert wurde, hob die kubanische Regierung die Abriegelung der peruanischen Botschaft auf. Die unhaltbaren Zustände auf dem Botschaftsgelände wurden am 17. April dadurch beendet, dass Fidel Castro in einer Rede die Möglichkeit eröffnete, auch ohne Visum mit dem Schiff vom Hafen Mariel aus in die USA auszureisen. Die Schiffe wurden bis zur 12-Meilen-Zone vor die US-amerikanische Küste eskortiert. Bis zum 31. Oktober 1980 verließen ca. 125.000 Kubaner das Land. In einer Rede anlässlich des 1. Mai 1980 bezeichnete Fidel Castro, unterstützt durch entsprechende Sprechchöre des Publikums, die Botschaftsflüchtlinge als arbeitsscheuen Abschaum. Juan Carlos Zaldívar verarbeitete die damaligen Ereignisse im Dokumentarfilm 90 Miles.
Um diese Einwanderungswelle zu beenden, schloss die US-Regierung unter dem Präsidenten Carter mit der kubanischen Regierung ein Abkommen, das die legale Einreise über festgelegte Quoten regeln sollte, aber von der nachfolgenden Reagan-Regierung nicht mehr eingehalten wurde.
Zu einer erneuten großen Auswanderungswelle kam es im August 1994. Am 5. August kam es aufgrund der schwierigen Versorgungssituation während der Spezialperiode, die im Sommer des Jahres 1994 ihren Höhepunkt erreichte, in Havanna zu den als Maleconazo bekannt gewordenen Unruhen. Zwar deeskalierte die Situation wieder relativ rasch, unter anderem weil der immer noch hochgeachtete und charismatische Regierungschef Fidel Castro persönlich erschien, um die Situation zu beruhigen, jedoch wies Castro am 7. August die Aufhebung der Küstenüberwachung an und löste damit erneut eine große Massenflucht aus Kuba aus, die auch als Balsero-(Flößer-)Krise bekannt ist und während der wohl mehr als 33.000 Kubaner in die USA flüchteten.
Die Vereinigten Staaten unter der Regierung von Bill Clinton handelten daraufhin mit Kuba ein Migrationsabkommen aus. Die USA erklärten sich bereit, jedes Jahr 20.000 Visa auszustellen, die eine legale Einwanderung ermöglichen. Im Gegenzug verpflichteten sich die USA, alle illegalen Flüchtlinge, die sie auf See aufgreifen, unverzüglich wieder nach Kuba abzuschieben (wet feet, dry feet policy). Die tatsächliche Zahl der ausgestellten Visa lag jedoch meist deutlich darunter. 2007 waren es 15.000.
Seit Ende 2021 verließen wieder massenhaft Kubaner das Land, vor allem in Richtung USA. Es ist inzwischen die größte Auswanderungswelle in der Geschichte des Landes. Bis Ende Juli 2022 registrierten die US-Grenzbehörden bereits rund 160.000 Kubaner und jeden Monat kämen 30.000 bis 35.000 hinzu. Hauptgrund sind die schlechte Versorgungslage und die Perspektivlosigkeit, vor allem für junge Leute auf der Insel. Die Fluchtroute führte überwiegend über Nicaragua, welches per legalem Linienflug erreicht wird. Danach geht es mithilfe von Schleppern in Richtung US-Grenze mit Mexiko. Im November 2021 hatten die Regierung Kubas und Nicaragua Visumfreiheit für Kubaner, die nach Nicaragua einreisen, vereinbart. Schon damals wurde vermutet, dass das mit der Absicht geschah, wiederholt Migration als Ventil nach innen und als Druckmittel gegen die USA einzusetzen. Ab 2023 gab es über das sogenannte humanitäre Parole-Programm auch eine kontingentierte Möglichkeit einer legalen Migration über einen in den USA lebenden Bürgen. Über diesen Weg kamen bis Ende August 2024 rund 111.000 Kubaner. Der neue US-Präsident Donald Trump beendete das Programm gleich zu Beginn seiner zweiten Amtszeit. Selbst die offizielle Presse kam nicht daran vorbei anzuerkennen, dass es einer der meist geäußerten Wünsche kubanischer Jugendlichen ist, auszuwandern.
Seit 1962 durften kubanische Auswanderer den größten Teil ihres Besitzes weder verkaufen noch ins Ausland mitnehmen, auch bei Überschreitung der genehmigten Dauer eines vorübergehenden Auslandsaufenthaltes wurde zurückgelassenes Eigentum verstaatlicht. Diese Bestimmungen erloschen mit Inkrafttreten des novellierten Migrationsgesetzes Mitte Januar 2013.
Mit der sich an die Corona-Pandemie anschließenden schweren Wirtschaftskrise erreichte die Emigration einen neuen Höhepunkt. Allein zwischen 2021 und 2023 wanderten offiziellen Zahlen zufolge mehr als eine Million Menschen aus, was einen Bevölkerungsrückgang von über 10 Prozent bedeutet. 80 Prozent davon waren Leute im produktiven Alter zwischen 15 und 59 Jahren. Rund 850.000 Kubaner haben sich laut US-Behörden zwischen Oktober 2021 und September 2024 in den USA niedergelassen. Es wird erwartet, dass sich der Trend in der nächsten Zeit fortsetzt.

### Außenpolitik

#### Verhältnis zu den USA

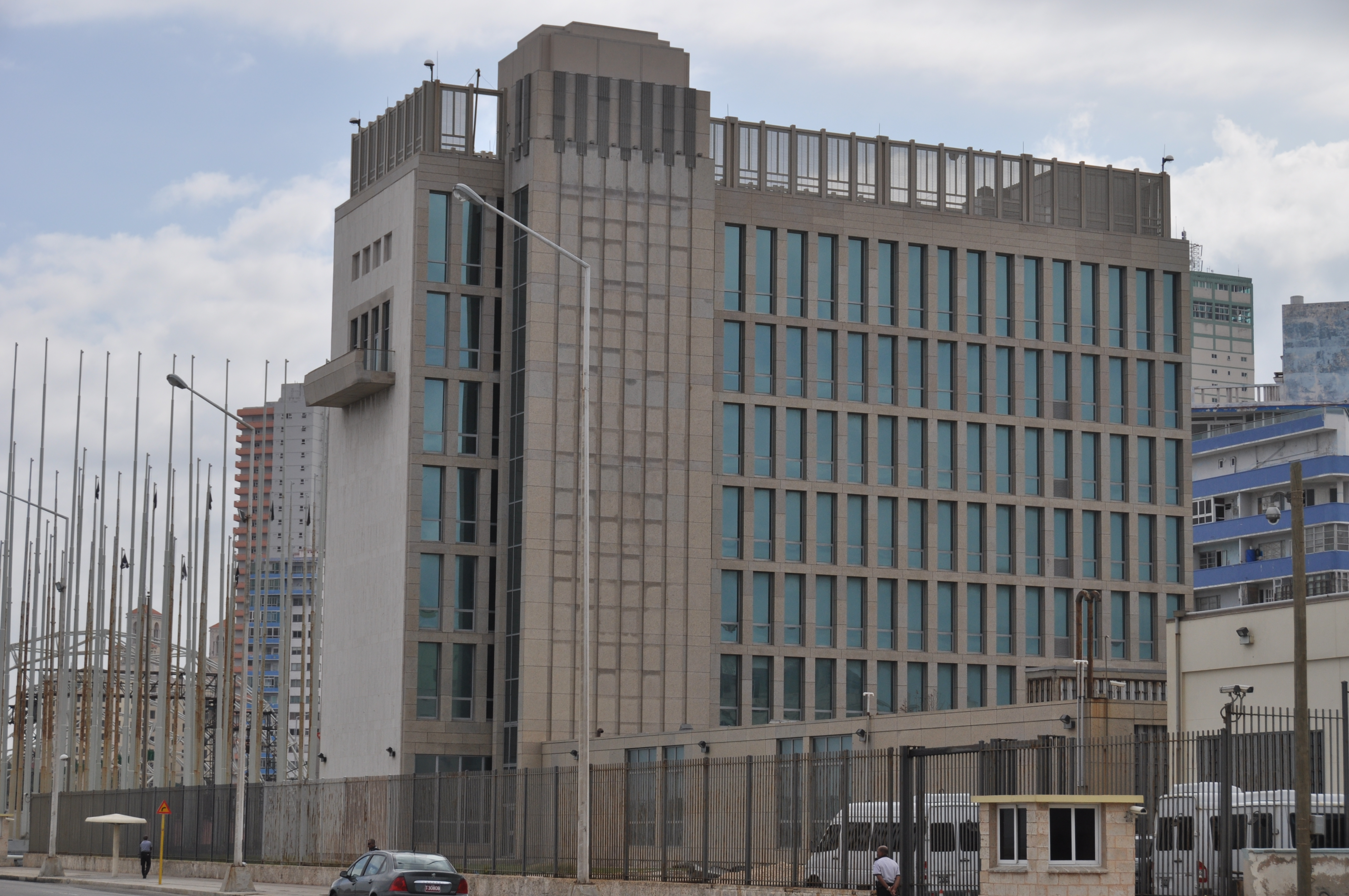
Sitz US-Botschaft und zeitweilige Interessenvertretung der USA in Kuba

Die USA unterstützten gegen Ende der 1950er Jahre eine Gruppe von Exil-Kubanern, welche die neue Regierung militärisch beseitigen wollte, und im April 1961 die erfolglose Invasion in der Schweinebucht durchführten. In Folge wurde seitens der USA eine umfassende Wirtschafts-, Handels- und Finanzblockade gegen Kuba durchgesetzt, die als Reaktion auf Enteignung von US-Bürgern in Kuba dargestellt wurde. Mit dem 1992 erlassenen Torricelli Act wurde eine Verschärfung der Sanktionen vorgenommen, gefolgt von dem 1996 in Kraft getretenen Helms-Burton Act.
Das Embargo wird von den Vereinten Nationen verurteilt. Die UN-Generalversammlung verabschiedet seit 1992 jährlich eine Resolution, welche die Aufhebung aller Sanktionen gegen Kuba fordert – zuletzt im November 2023: 187 Stimmen dafür, zwei Gegenstimmen (USA und Israel), eine Enthaltung (Ukraine).
Im Jahr 2000 wurde von US-Seite das Embargo hinsichtlich des Verbots des Nahrungsmittel- und Medikamentenexport durch den Trade Sanctions Reform and Export Enhancement Act (Gesetz zur Reform der Handelssanktionen und Exportverbesserungen) stark gelockert. Viele andere Handelsbeschränkungen blieben jedoch bestehen. Die bisher für Kuba durch die Blockade entstandenen Schäden werden von Kubas Regierung mit ca. 89 Mrd. US-Dollar angegeben. Von kubanischen Oppositionellen und anderen Kritikern der kubanischen Regierung wird die Wirkung des US-Handelsembargos jedoch stark bezweifelt. Es diene im Gegenteil nur als Vorwand, um die „völkerrechtswidrigen Verhältnisse“ zu rechtfertigen, deren Hauptursache in der „kollektiven Produktionsweise“ liege. Der Historiker Michael Zeuske geht davon aus, dass die kubanische Regierung, trotz der massiven wirtschaftlichen Schäden, nicht an einer Aufhebung des Embargos interessiert sei, sonst würde es wohl schon längst nicht mehr existieren. Tatsächlich sichere es durch eine Polarisierung des Nationalbewusstseins der kubanischen Bevölkerung bis heute das Überleben der Castro-Regierung. Auch Raúl Castro lehnt eine einseitige Schuldzuweisung der wirtschaftlichen Schwierigkeiten Kubas an die „Blockade“ ab. Vielmehr seien strukturelle Probleme der staatlichen Zentralwirtschaft dafür verantwortlich, wie er zum Beispiel im Dezember 2010 in einer Rede vor der Nationalversammlung anmerkte.
Trotz des Embargos sind die USA inzwischen ein wichtiger Handelspartner Kubas, bei den Importen liegen sie inzwischen an sechster Stelle. Der kubanische Staat importiert jährlich Nahrungs- und Futtermittel im Wert einer halben Milliarde Dollar aus den USA. Durch Geldsendungen exilkubanischer Gemeinden in den USA an ihre Familienangehörigen fließen der kubanischen Volkswirtschaft jährlich ca. eine Milliarde US-Dollar zu, was in etwa den Einnahmen der kubanischen Tourismusindustrie entspricht. Frühere, zuletzt von Präsident George W. Bush abgesenkte Obergrenzen für Geldsendungen von US-Bürgern an direkte Familienangehörige in Kuba wurden 2009 von Präsident Obama aufgehoben.

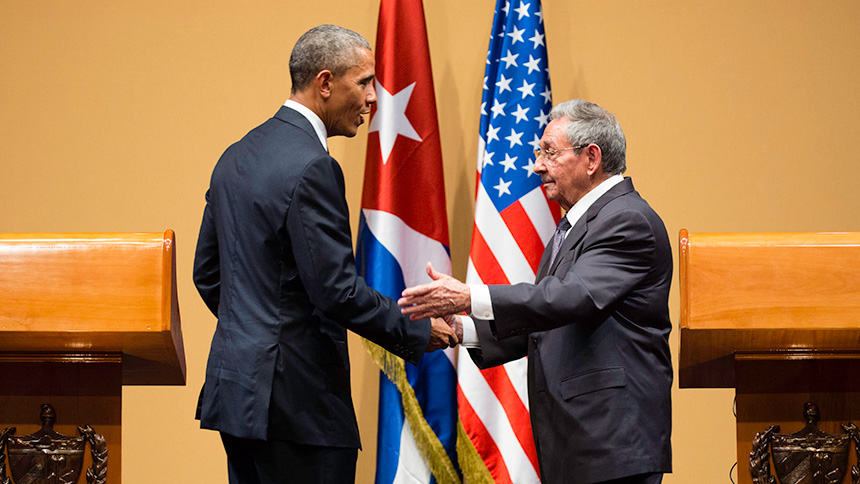
Raúl Castro und Barack Obama, März 2016

Die US-Regierung unterstützt Teile der Opposition in Kuba. Im Jahr 2006 waren 15 Millionen US-Dollar im Haushalt zur Unterstützung von kubanischen Oppositionsgruppen und exilkubanischen Organisationen in Miami vorgesehen (Quelle: USAID Kuba-Programm), die zum Teil unmittelbar von der US-amerikanischen Interessenvertretung in Havanna an die Zielorganisationen ausgezahlt werden oder über die Exilorganisationen in Miami verteilt werden. Im Jahr 2014 wurde bekannt, dass die USA zwischen 2010 und 2012 mittels des Mikroblogging-Dienstes ZunZuneo versuchten, ein von der kubanischen Regierung nicht kontrolliertes Kommunikationsnetzwerk aufzubauen, das langfristig auch als Werkzeug zur Koordination regierungsfeindlicher Aktionen geplant war.
Im Dezember 2014 wurde eine neue Phase der bilateralen Beziehungen eingeleitet. Man vereinbarte einen Gefangenenaustausch unter anderem zwischen dem USAID-Mitarbeiter Alan Gross und den drei noch verbliebenen Miami Five. Des Weiteren wurde eine Neuaufnahme der diplomatischen Beziehungen angekündigt.
Ende Mai 2015 gab man bekannt, dass die USA in Havanna in Kürze eine Botschaft eröffnen werden. Kuba wird von der Liste der Terrorismus unterstützenden Staaten gestrichen, auf der es bislang stand. Damit entfallen zahlreiche Sanktionen gegen das Land. Am 20. Juli 2015 nahmen beide Länder wieder offizielle diplomatische Beziehungen auf. Die Botschaft der Vereinigten Staaten in Havanna wurde am 14. August 2015 offiziell wieder eröffnet. Seit dem 17. September hat Kuba mit dem bisherigen Leiter der kubanischen Interessenvertretung wieder offiziell einen Botschafter in den USA.

#### Bündnispartner und Mitgliedschaft in internationalen Organisationen

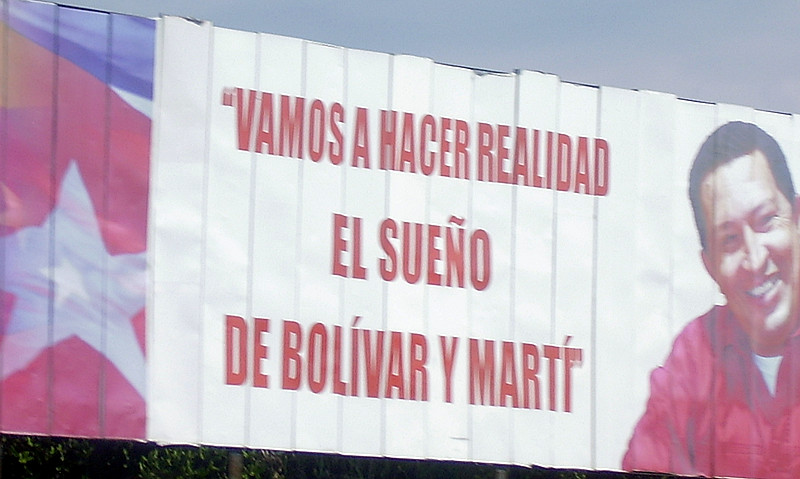
Ein Plakat nahe Havanna demonstrierte die engen Beziehungen zu Hugo Chávez (2004)

Kuba steht in einem engen Bündnis mit dem vom verstorbenen Präsidenten Hugo Chávez geprägten Venezuela. Das Land liefert Öl unter Weltmarktpreisen an Kuba. Dafür schickt Kuba medizinisches Personal und Helfer für die Alphabetisierung nach Venezuela. 2006 wurden während der Operation Milagro tausende Venezolaner in Kuba operiert. Ein gemeinsames Projekt ist auch die Bolivarianische Alternative für Amerika (ALBA). Gute Beziehungen verbinden Kuba auch mit dem in der Vergangenheit von Evo Morales regierten Bolivien und mit der Volksrepublik China. Am 29. April 2006 unterzeichneten die Präsidenten der Staaten Kuba, Venezuela und Bolivien den Handelsvertrag der Völker. Im Dezember 2008 trat Kuba der Rio-Gruppe bei. Kuba ist auch Mitglied der CELAC. Ebenfalls pflegt Kuba freundschaftliche Beziehungen mit Vietnam und Nordkorea, mit letzterem insbesondere auch auf militärischem Gebiet. Unter der Präsidentschaft von Wladimir Putin wurden die einst zu Sowjetzeiten extrem engen Beziehungen zu Russland wiederbelebt.
Kuba ist Mitglied der Bewegung der Blockfreien Staaten.

#### Kubanische Auslandsengagements
Von Anfang an waren die kubanischen Revolutionäre internationalistisch und global ausgerichtet und wollten die Revolution auf möglichst viele andere Länder ausbreiten. Obwohl Kuba noch selbst ein Entwicklungsland war, engagierte sich die Regierung in afrikanischen, lateinamerikanischen und asiatischen Ländern auf militärischem, medizinischem und pädagogischem Gebiet. Ab Mitte der 1960er-Jahre rückte Afrika ins Zentrum der außenpolitischen Aktivitäten, wo afrikanische Revolutionäre wie Patrice Lumumba, Amílcar Cabral und Agostinho Neto (siehe auch Kubanischer Militäreinsatz in Angola) die Kubaner um Unterstützung für ihre Bewegungen baten. So unterstützten sie diplomatisch und mit militärischen Mitteln auch z. B. die südafrikanischen Befreiungstruppen beim Sturz des Apartheidregimes. Zu den bedeutendsten, wenn auch trotz hohem kubanischen Blutzoll nicht immer bekanntesten solidarischen Engagements des Landes in Afrika zählen die in Guinea-Bissau (ab 1966) und Angola (ab 1975), die die Grundlagen für die bis heute guten guinea-bissauisch-kubanischen und angolanisch-kubanischen Beziehungen geblieben sind.
Trotz eigener wirtschaftlicher Probleme unterstützt Kuba andere Entwicklungsnationen insbesondere im medizinischen Bereich. Im Rahmen der Operación Milagro („Wunder“) werden Augenoperationen für Menschen aus Entwicklungsländern auf Kuba durchgeführt. Bis Mai 2009 wurden 24.000 ukrainische Kinder, Opfer des Atomunfalls in Tschernobyl, in Kuba kostenlos behandelt. Die Kosten dafür wurden auf etwa 350 Millionen US-Dollar allein für die Medikamente geschätzt.

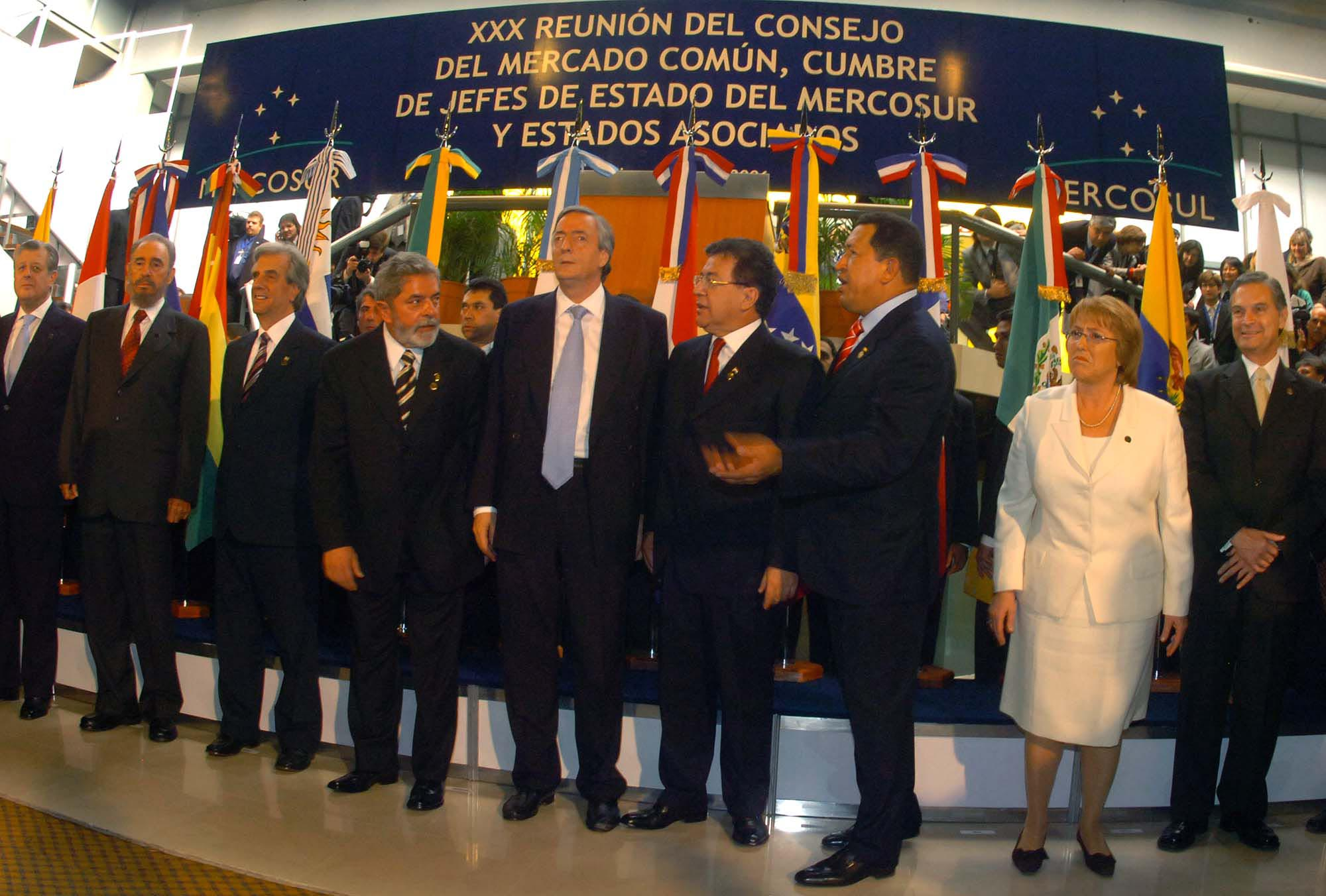
Mercosur 2006

Im Auslandseinsatz waren bzw. sind kubanische Ärzte und Krankenschwestern in der Regel für zwei Jahre (unter Umständen auch per Jahresvertrag) tätig, vor allem in anderen lateinamerikanischen Ländern, u. a. in Haiti, Venezuela, Bolivien, Zentralamerika und seit 2013 – im Rahmen des Programmes „Mais Médicos“ (mehr Ärzte) zur Versorgung ländlicher Regionen – in Brasilien. Dazu kommen Einsätze zur Katastrophenhilfe, u. a. nach den Erdbeben 2005 in Kaschmir und 2008 in Pakistan. Nach der Erdbebenkatastrophe von 2010 und zur Bekämpfung der Cholera-Epidemie wurden rund 1200 kubanische Mediziner und Helfer nach Haiti entsandt.
Im Oktober 2014 schickte Kuba 165 Ärzte und Krankenpfleger nach Sierra Leone, um die Ebola-Seuche zu bekämpfen. Jedoch wird die Qualität der kubanischen Massenausbildung an Medizinern international zunehmend infrage gestellt.
Kubanische Auslandsengagements stellen eine wichtige Quelle für Deviseneinnahmen dar. Die jährlichen Einnahmen wurden 2015 auf rund 4,6 Milliarden US-Dollar geschätzt. Normalerweise verlangt Kuba für einen im Ausland tätigen Arzt vom Gastgeberland rund 2500 Dollar pro Monat; Brasilien zahlt rund 4000 Dollar monatlich. Die Löhne der kubanischen Beschäftigten werden unmittelbar an die kubanische Regierung überwiesen, die bis zu 93 % der Zahlungen einbehält, so eine Studie der Ärzteorganisation „Solidaridad Sin Fronteras“ (Solidarität ohne Grenzen). In Brasilien verbleiben den kubanischen Ärzten und Pflegern gut 10 % ihres Lohnes. Infolgedessen „desertieren“ mehr und mehr kubanische Mediziner in Brasilien und vor allem aus Venezuela, wo mehr als 10.000 von ihnen eingesetzt sind (Stand 2015). Hunderte, wenn nicht mehr als 1000 von ihnen sind aus dem Dienst in Venezuela nach Kolumbien geflüchtet. Auch die während der COVID-19-Pandemie in etwa 60 Länder entsandten Ärzte arbeiten unter sklavenähnlichen Bedingungen, da nur ein winziger Teil des von den Gastgebern bezahlten Geldes in ihre Taschen fließt. Die UN bewerten die Einsätze deshalb potenziell als „moderne Sklaverei“. Kuba entgegnete, den Ärzten würden die Ausgaben in den Gastländern und ein zusätzliches Gehalt in Kuba gezahlt. Außerdem fließe das übrige Geld in die Gesundheitsversorgung und Bildung, mit dem Kuba eine gebührenfreie medizinische Hochschule unterhält. Haiti sei einer der wenigen Staaten, die für Kubas medizinische Dienstleistungen nicht bezahlen müssen. Insofern die kubanischen Ärzte in Haiti durchweg in von ausländischen Hilfswerken finanzierten Projekten arbeiten, sind es dort jene Hilfswerke, die für die Kosten aufkommen.

### Bildung

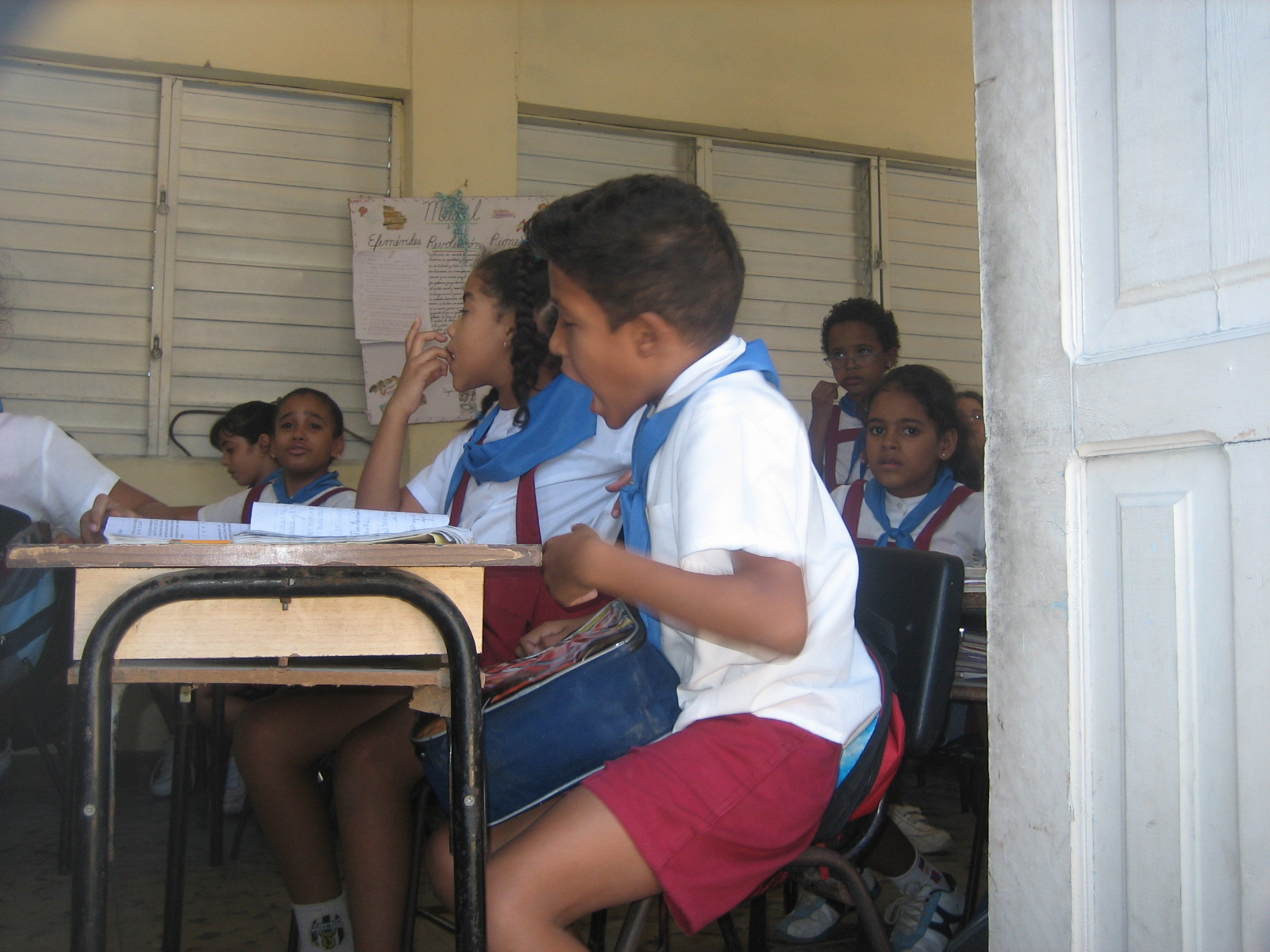
Kubanische Grundschulklasse

Bildung ist in Kuba kostenlos und es besteht eine 9-jährige Schulpflicht. Kuba hat ein dreigeteiltes Bildungssystem, das aus Grund-, Mittel- und Oberschule besteht.

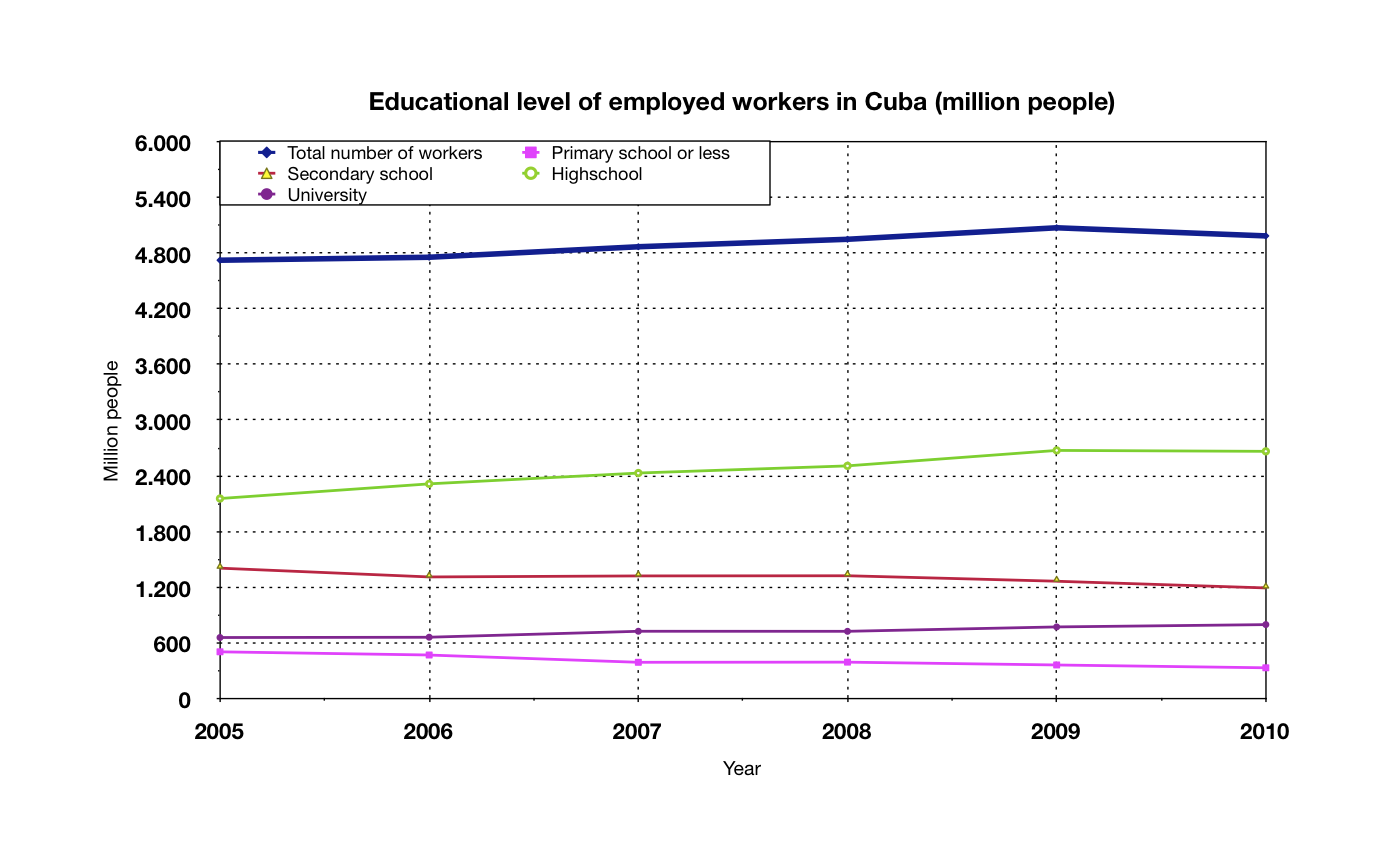
Bildungsniveau der Werktätigen in Kuba (2005–2010)

Kubas Bildungssystem gehört zu den besten in Lateinamerika und dies sowohl vor als auch nach der Revolution. 2001 lagen die kubanischen Schüler der vierten und fünften Klasse bei einem Test der UNESCO weit vor den anderen lateinamerikanischen Ländern. Die Einschulungsquote liegt bei 100 Prozent, Analphabetismus geht gegen null. Nach dem UNESCO-Education for All Development Index gehört Kuba zu den hochentwickelten Ländern der Welt im Bildungsbereich mit einer gut ausgebildeten Bevölkerung.
In den letzten Jahren herrscht jedoch ein immer akuter werdender Lehrermangel. Viele Lehrer arbeiten, trotz ihrer guten Ausbildung, genauso wie zahlreiche Ärzte und andere Hochqualifizierte, lieber im Tourismussektor, weil allein das Trinkgeld ein Vielfaches eines kubanischen Gehalts beträgt. Auch verleiht Kuba viele Lehrer, als Ausgleich für verbilligtes Öl aus Venezuela, an verschiedene befreundete Staaten Lateinamerikas, um dort beim Aufbau eines funktionierenden Bildungssystems zu helfen. Diesen Lehrermangel versucht die kubanische Regierung mit sogenannten „Nothilfelehrern“, 16- bis 18-jährigen Schulabgängern, die in Schnellkursen auf ihre Aufgaben vorbereitet werden, und durch Teleklassen, also Unterricht per Videokassette, zu kompensieren. Außerdem sollen schon pensionierte Lehrer wieder in den aktiven Schuldienst gelockt werden. Der Anteil der jungen Notstandslehrer sei inzwischen auf knapp 50 Prozent gestiegen, was einen qualifizierten Unterricht nahezu unmöglich mache. Dennoch gibt es auch in jüngster Zeit immer wieder Ansätze, das Bildungssystem zu erhalten und effizienter zu gestalten.

Studierte Werktätige in Kuba nach Geschlecht

Durch eine Initiative zur Förderung der Kultur werden im Zeitraum 2011–2012 mehr als zwei Millionen Schüler Theater-, Musik-, Zeichen- und anderen künstlerischen Unterricht erhalten. Zudem gab es in den letzten Jahren Lohnerhöhungen für die Lehrkräfte des Landes.
Das Schulwesen steht für Jungen auch im Dienst vormilitärischer Ausbildung, ältere Schüler lernen den Umgang mit Waffen. Die Lehrer müssen jährlich jeden Schüler und auch dessen Eltern nach der politischen Ausrichtung und den politischen Aktivitäten schriftlich beurteilen.
Das Studium auf Kuba ist kostenlos, allerdings müssen alle Studenten nach ihrem Abschluss drei Jahre lang für den Staat einen Sozialdienst ableisten. In Kuba ist der Frauenanteil unter den Studenten höher als in jedem anderen lateinamerikanischen Land. Ebenso schneiden kubanische Studenten in den Bereichen Mathematik, Naturwissenschaften und Sprachen besser ab als ihre Kommilitonen in Lateinamerika.
Teil des kubanischen Bildungswesens ist auch, dass Schüler und Studenten regelmäßig in Landinternate geschickt werden, wo sie neben ihrer Ausbildung unbezahlt in der Landwirtschaft arbeiten.

### Gesundheitswesen

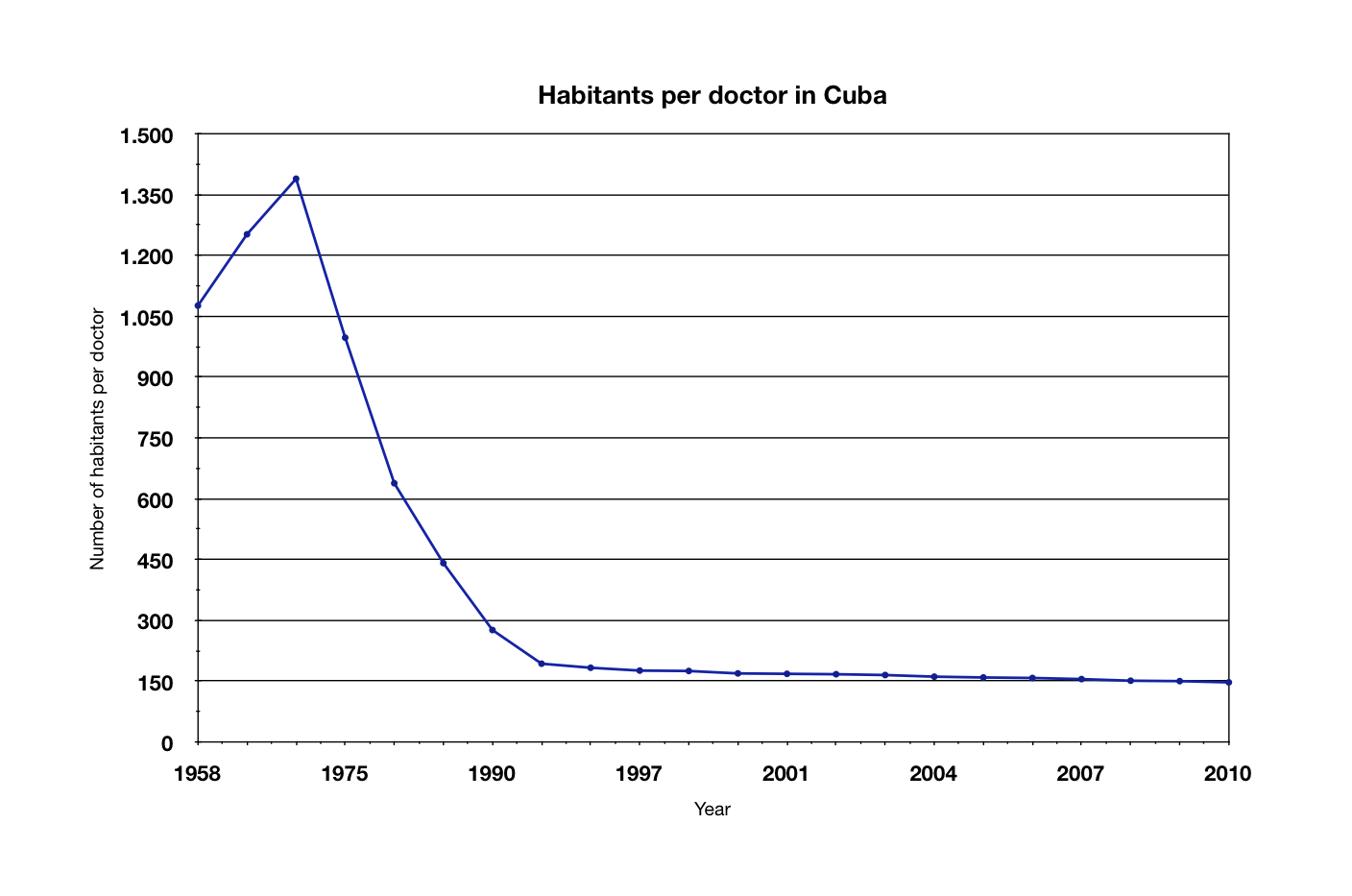
Einwohner pro Arzt in Kuba

Entwicklung der Kindersterblichkeit (Tode pro 1000 Geburten)

Der kubanische Staat garantiert jedem kubanischen Bürger eine medizinische Versorgung. Die medizinische Behandlung ist für Kubaner grundsätzlich kostenlos, für Medikamente aus der Apotheke müssen die Patienten eine Zuzahlung leisten. Viele Arzneimittel sind nur gegen Dollar erhältlich.
Das kubanische Gesundheitssystem zeichnet sich durch eine gute Vorsorge, eine hohe Ärztedichte (theoretisch 160 Einwohner je Arzt, ein Drittel davon ist jedoch im Ausland tätig) und eine hohe Integration (Polikliniken) aus. Jede Siedlung verfügt über einen sogenannten „Familienarzt“. Familienärzte residieren in Gebäuden, die im gesamten Land einem identischen Bauplan folgen. In diesen befinden sich sowohl die Praxis als auch die Wohnung des Arztes, was eine Verfügbarkeit von 24 Stunden gewährleisten soll.
| Entwicklung der Lebenserwartung über die Zeit | Entwicklung der Lebenserwartung über die Zeit | Entwicklung der Lebenserwartung über die Zeit | Entwicklung der Lebenserwartung über die Zeit | Entwicklung der Lebenserwartung über die Zeit | Entwicklung der Lebenserwartung über die Zeit | Entwicklung der Lebenserwartung über die Zeit | Entwicklung der Lebenserwartung über die Zeit | Entwicklung der Lebenserwartung über die Zeit | Entwicklung der Lebenserwartung über die Zeit |
| Zeitraum                                      | Lebenserwartung                               | Zeitraum                                      | Lebenserwartung                               |                                               |                                               |                                               |                                               |                                               |                                               |
| --------------------------------------------- | --------------------------------------------- | --------------------------------------------- | --------------------------------------------- | --------------------------------------------- | --------------------------------------------- | --------------------------------------------- | --------------------------------------------- | --------------------------------------------- | --------------------------------------------- |
| 1950–1955                                     | 59,4                                          | 1980–1990                                     | 74,7                                          |                                               |                                               |                                               |                                               |                                               |                                               |
| 1955–1960                                     | 62,4                                          | 1990–1995                                     | 74,8                                          |                                               |                                               |                                               |                                               |                                               |                                               |
| 1960–1965                                     | 65,4                                          | 1995–2000                                     | 76,2                                          |                                               |                                               |                                               |                                               |                                               |                                               |
| 1965–1970                                     | 68,5                                          | 2000–2005                                     | 77,2                                          |                                               |                                               |                                               |                                               |                                               |                                               |
| 1970–1975                                     | 71,0                                          | 2005–2010                                     | 78,7                                          |                                               |                                               |                                               |                                               |                                               |                                               |
| 1975–1980                                     | 73,1                                          | 2010–2015                                     | 79,2                                          |                                               |                                               |                                               |                                               |                                               |                                               |
| 1980–1985                                     | 74,3                                          |                                               |                                               |                                               |                                               |                                               |                                               |                                               |                                               |
| Quelle: UN                                    |                                               |                                               |                                               |                                               |                                               |                                               |                                               |                                               |                                               |

Die Säuglingssterblichkeit ist eine der niedrigsten (2010, 4,5 Säuglinge pro 1000 Geburten) und die Lebenserwartung eine der höchsten auf dem gesamten amerikanischen Kontinent. Laut dem kubanischen Arzt und Dissidenten Darsi Ferrer wird diese Zahl allerdings durch eine außerordentlich hohe Zahl von Abtreibungen von Risikoschwangerschaften erreicht. 99,9 % der kubanischen Kinder werden in Einrichtungen des öffentlichen Gesundheitssystems geboren. Nach Angaben von UNICEF entspricht die Abdeckung und Qualität von kinder- und mütterfreundlichen Krankenhäusern in Kuba den weltweit höchsten Standards. Die UN-Kinderrechtskonvention ist laut dem UNICEF-Vertreter für Kuba, José Juan Ortiz Brú, in diesem Land am besten umgesetzt.
Nach einem Bericht der WHO aus dem Jahr 2012 gehört Kuba zu den Ländern mit der weltweit niedrigsten Tuberkuloserate, es kommen 7 Fälle auf 100.000 Einwohner. Auch wurde weiter in den Arbeitsschutz investiert. So sank die Anzahl der Arbeitsunfälle pro 1000 Arbeiter in Kuba von 5,2 im Jahr 1999 auf 1,6 im Jahr 2011. Laut einem Ranking der NGO Save the Children ist Kuba das lateinamerikanische Land, das Müttern die besten Bedingungen bietet. Die Studie berücksichtigte Faktoren wie die allgemeinen Bedingungen des Gesundheitswesens, das Bildungsniveau sowie den wirtschaftlichen und politischen Status der Mütter. Des Weiteren wurde der Wohlstand der Kinder beachtet, die Sterblichkeitsrate unter fünf Jahren und der prozentuale Anteil der unterernährten Kinder.
Jedoch gibt es Probleme: Zwar hat Kuba theoretisch eine der höchsten Ärztedichten der Welt, aber viele medizinische Einrichtungen sind baufällig und die medizinischen Geräte oft veraltet und in schlechtem Zustand. Auch fehlen häufig wichtige Medikamente, und die hygienischen Verhältnisse lassen zu wünschen übrig. Es kommt in den Polikliniken zu langen Wartezeiten, weil etwa 40.000 Ärzte im Ausland arbeiten und dem Staat damit pro Jahr 6 Milliarden Euro bringen. Die Zahl der Familienärzte sank zwischen 2009 und 2014 um 62 %, von über 32.000 auf unter 13.000. Die Ärzte sind nicht höher bezahlt als andere Arbeiter und Angestellte und erhalten nur einen Bruchteil dessen, was sie das Ausland kosten, als Lohn ausbezahlt. Ein verlässlicher Rettungsdienst existiert nicht. Außerdem mangelt es an Medikamenten wie Antibiotika und an medizintechnischer Ausrüstung in Chirurgie und Zahnmedizin. Vorhandene medizinische Infrastruktur ist nur bedingt nutzbar. In der Ausbildung der Ärzte an moderner High-Tech-Medizin gibt es große Defizite.
Die Ausbreitung des SARS-CoV-2-Virus in Kuba stellt das Gesundheitssystem der sozialistischen Karibikinsel auf die Probe, dem es letztendlich offenbar nicht standhielt. Ursprünglich von Touristen und aus dem Ausland zurückreisenden Kubanern auf die Insel gebracht, hat sich das Virus rasch über die ganze Insel verbreitet; Mitte April wurden rund 1.000 Fälle von Infizierungen gezählt. Das Land verfügt über ein breites Gesundheitssystem mit einer sehr hohen Ärztedichte (COVID-19-Pandemie in Kuba). Die oben genannten Probleme werden durch die aktuelle Lage verschärft. Hinzu kommen teils dramatische Versorgungsengpässe, auch bei sanitären Produkten oder der Wasserversorgung. Aufgrund der hohen Altersstruktur gilt rund ein Viertel der Bevölkerung als Risiko-Gruppe. Trotz der kritischen Lage auf der Insel selbst hat Kuba Ärzte-Brigaden zur Bekämpfung der COVID-19-Epidemie in eine Reihe von Ländern entsandt, unter anderem nach Norditalien und in zahlreiche Karibikstaaten. Mitte des Jahres 2021, zum Höhepunkt der Delta-Welle und als noch nur wenige in Kuba geimpft waren, war das Gesundheitssystem in Kuba praktisch zusammengebrochen. Die Krankenhäuser konnten die Massen an Patienten nicht mehr bewältigen und die Friedhöfe kamen mit den Bestattungen nicht nach. Während die offizielle Presse versuchte, die Dramatik herunterzuspielen, waren die sozialen Medien voll von Hilferufen. Obwohl laut offizieller Statistik bis Juli 2022 insgesamt nur rund 8500 Menschen in Folge einer Covid-Infektion starben, wies Kubas Statistikamt ONEI für das Jahr 2021 eine Übersterblichkeit von 52 Tausend Personen aus, was ungefähr 50 % entspricht. Auch die Kindersterblichkeit erhöhte sich um etwa den gleichen Faktor.
| Lebenserwartung bei Geburt m/w: (Jahre)               | 77/81  |
| Kindersterblichkeit: (pro 1000)                       | 5,5    |
| Erwachsenensterblichkeit m/w: (pro 1000)              | 120/78 |
| Ärzte pro 1000 Einwohner:                             | 6,8    |
| Zahnärzte pro 1000 Einwohner:                         | 0,87   |
| Krankenhausbetten pro 10.000 Einwohner:               | 49     |
| Gesundheitsausgaben pro Kopf: (US-Dollar)             | 405    |
| Gesundheitsausgaben in Prozent des BIP:               | 8,6    |
| HIV/AIDS-Rate in Prozent der erwachsenen Bevölkerung: | 0,052  |
| Quelle: WHO Länderinformationen zu Kuba               |        |

### Militär und Zivilverteidigung
Die Revolutionären Streitkräfte Kubas (Fuerzas Armadas Revolucionarias – FAR) umfassten 2022 ca. 49.000 Mann. Es besteht Wehrpflicht für Männer. Die Zahl der Angehörigen der regulären Streitkräfte ist seit dem Ende des Kalten Krieges stark gesunken. Damals betrug deren Stärke rund 300.000 Mann. Allein im Angola-Konflikt wurden 430.000 kubanische Soldaten eingesetzt. Kein anderes lateinamerikanisches Land engagierte sich militärisch derart stark außerhalb des eigenen Kontinents.
Weiterhin gibt es die rund eine Million Mann starken paramilitärischen Milizen zur Territorialverteidigung (MTT – Milicias de Tropas Territoriales). Deren Angehörige sind Zivilisten und haben in ihren Wohn- und Arbeitsgebieten Zugang zu Waffen. Sie sind für einen Guerillakrieg gegen mögliche Invasoren ausgebildet und bilden in Kriegszeiten einen Teil der militärischen Streitkräfte, mit der Aufgabe die gegnerischen Kräfte zu binden und damit den Einheiten der regulären Armee Zeit zur Mobilmachung zu geben.
Der Armee untersteht ebenfalls die Zivilverteidigung. Eigentlich zur Organisation der Bevölkerung im Verteidigungsfall eingerichtet, bestehen die heutigen Hauptaufgaben darin, die Bevölkerung vor den Folgen von Naturereignissen, insbesondere den jährlich auftretenden Hurrikanen zu schützen. Dies geschieht sehr effizient, so dass trotz teilweise immenser Sachschäden normalerweise kaum Menschen zu Schaden kommen.

## Wirtschaft

Entwicklung des realen Bruttoinlandsprodukts pro Kopf

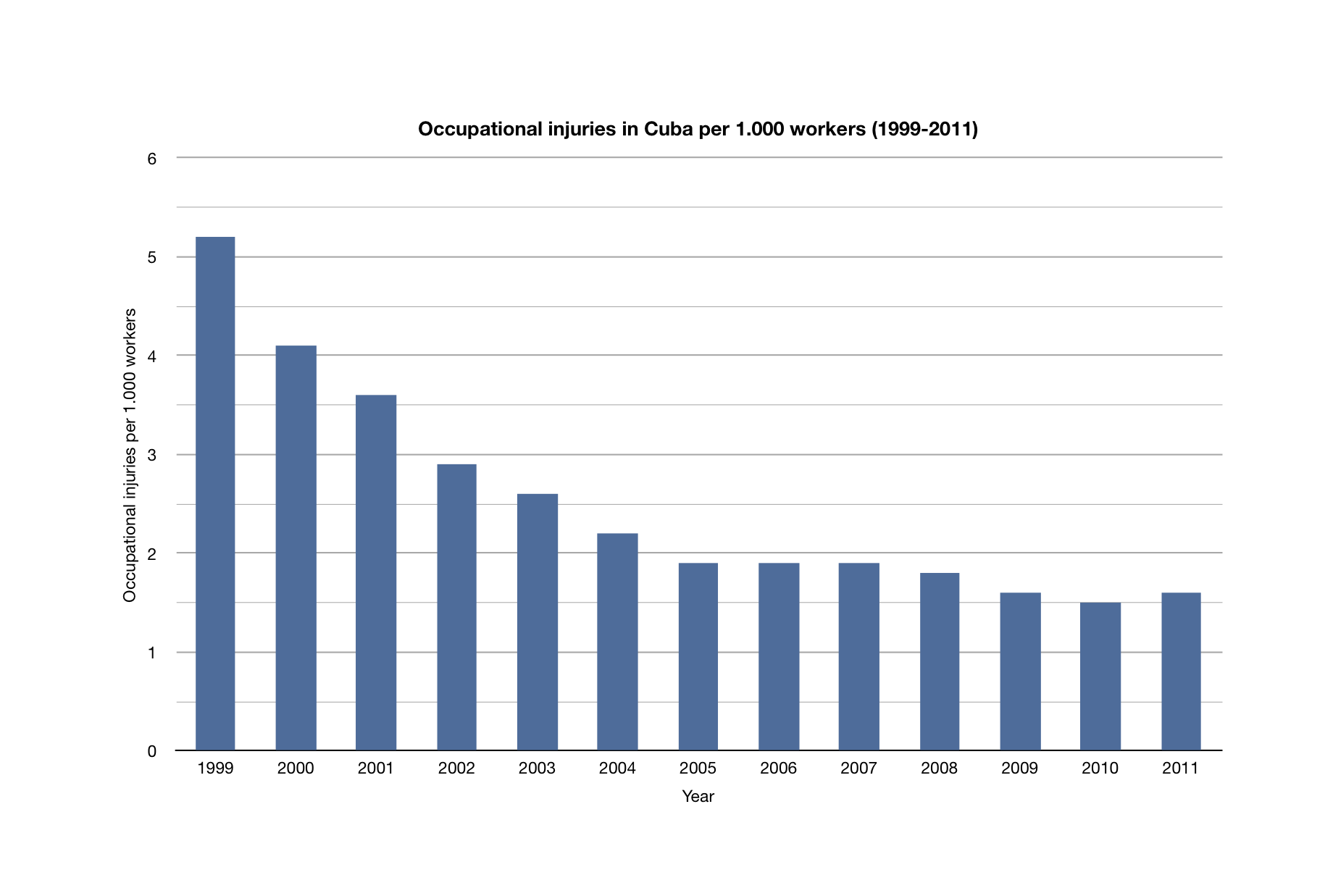
Arbeitsunfälle in Kuba pro 1.000 Arbeiter (1999–2011)

Kuba zählte vor der Revolution, gemäß Pro-Kopf-BIP, zu den reichsten Ländern Lateinamerikas.
Seit den 1870er Jahren waren die Einkommen unter den höchsten in Südamerika. Seine Infrastruktur, wie zum Beispiel das Verkehrs- und Telekommunikationsnetz, war auf dem modernsten Stand. Auch das Gesundheits- und Schulwesen konnte sich mit den Staaten der Ersten Welt messen. Kuba war der weltweit größte Exporteur von Zucker, und die Vereinigten Staaten kauften jährlich eine große und garantierte Menge Zucker zu festgesetzten Preisen auf. Jedoch herrschten riesige Ungleichgewichte hinsichtlich der Verteilung des Volksvermögens sowohl zwischen den sozialen Schichten als auch zwischen Stadt und Land, insbesondere zwischen der Hauptstadt Havanna und den östlichsten Teilen des Landes. Der Einfluss von US-Direktinvestoren auf die kubanische Volkswirtschaft war zwar nach wie vor recht groß, jedoch stetig rückläufig.
Heute ist Kuba eine der letzten bestehenden sozialistischen Volkswirtschaften. Nach dem Ende der Sowjetunion kam es mit dem Wegfall des wichtigsten Handelspartners Kubas 1991 zu einer ökonomischen Krise (genannt período especial en tiempo de paz = besondere Periode in Friedenszeiten; kurz: período especial/Sonderperiode), die bis heute andauert. Die RGW-Staaten hatten Kubas landwirtschaftliche Produkte über dem Marktpreis gekauft und Finanzhilfen geleistet, allein die Sowjetunion zahlte zuletzt 5 Milliarden Dollar jährlich.
Wegen der großen wirtschaftlichen Schwierigkeiten wurde der US-Dollar ab 1993 offizielles Zahlungsmittel neben dem Peso. Seit dem 8. November 2004 war der US-Dollar durch den Peso convertible ersetzt, bis dieser 2021 abgeschafft wurde.
Die desolate Wirtschaftslage zwang die Regierung zu marktwirtschaftlichen Reformen, um die Grundversorgung der Bevölkerung sicherzustellen. Es entstand neben der Planwirtschaft ein zweiter Wirtschaftsbereich mit marktwirtschaftlichen Elementen. Erstmals wurden Familien- und Einpersonenbetriebe (trabajo de cuenta propia – Arbeit auf eigene Rechnung) zugelassen, einige Staatsbetriebe wurden nach betriebswirtschaftlichen Erkenntnissen geführt und Bauern durften einen Teil ihrer produzierten Waren selbst verkaufen. Später wurden diese vorsichtigen Reformen Richtung Marktwirtschaft zwar nicht vollständig rückgängig gemacht, jedoch wurde die Vergabe von Lizenzen deutlich restriktiver gehandhabt. Auch viele bestehende Familienbetriebe konnten die zunehmend restriktiveren Auflagen nicht mehr erfüllen und mussten schließen. Es wurde eine den Streitkräften unterstehende Unternehmensholding GAESA gegründet, die unter Raúl Castros Präsidentschaft zunehmend an Einfluss gewann und heute einen Großteil von Kubas Devisenwirtschaft kontrolliert, vom Tourismus über den Außenhandel bis hin zu Einzelhandel und Bauwesen. Sie entzieht sich jeglicher staatlicher Kontrolle und gilt als Staat im Staate.
Zur Nutzung ausländischen Investitionskapitals wurden Joint Ventures mit kubanischen Staatsunternehmen gegründet, wobei letztere ihrerseits aufgrund der strategischen Wichtigkeit vom Militär kontrolliert werden. Die Joint-Ventures mit ausländischen Firmen unterliegen Beschränkungen. Sie dürfen ihre kubanischen Mitarbeiter nicht selbst aussuchen und müssen deren Lohn in Dollar an die Regierung zahlen. Die Mitarbeiter erhalten den normalen kubanischen Lohn in Pesos. Ein Großteil des Lohnes wird so abgeführt.
Im September 2010 kündigte die kubanische Regierung umfassende Reformen an, um mit einer graduellen Ausweitung von Marktmechanismen und selbständiger Arbeit den strukturellen Wirtschaftsproblemen zu begegnen. Dieser von Raúl Castro als alternativlos dargestellte Kurs, der an die Reformpolitik Chinas und Vietnams erinnert, wurde von der Nationalversammlung im Dezember 2010 bekräftigt. Die geplanten Maßnahmen umfassen unter anderem die Entlassung von 500.000 Staatsbediensteten, mehr als zehn Prozent des im Staatssektor beschäftigten Personals, bis März 2011. Arbeitslosengeld in Höhe von bis zu 60 % des Basismonatslohns gibt es nur für langjährig Beschäftigte, jedoch je nach Beschäftigungsdauer maximal fünf Monate. Insgesamt gebe es laut Raúl Castro beim Staat einen Überhang von gut einer Million Beschäftigten. Dennoch fehlen insbesondere in der Landwirtschaft, im Bauwesen und in der Industrie zahlreiche Arbeiter. Auch bei den Akademikern gebe es Fehlentwicklungen. Es wurde zu viel gegen den volkswirtschaftlichen Bedarf ausgebildet, was nun korrigiert werden müsse. Der Zugang zu Universitäten soll erschwert, das Niveau des Hochschulstudiums angehoben werden. Jedoch wird der Mangel an qualifizierten Lehrern beklagt, um Fachkräfte bedarfsgerecht auszubilden. Weiterhin hofft die Regierung, dass zahlreiche der Entlassenen nun in der Privatwirtschaft Anstellung finden. Dazu wurden die Bedingungen für das Arbeiten auf eigene Rechnung gelockert – es dürfen jetzt auch familienfremde Angestellte beschäftigt werden – und die möglichen Branchen auf zum Beispiel Schönheitssalons und Friseure erweitert. Mit Genehmigung der Regierung haben sich bis Mitte 2011 rund 310.000 Beschäftigte selbständig gemacht, die meisten davon in Lebensmittelproduktion und -verkauf. Für den aufstrebenden privatwirtschaftlichen Sektor dienen vor allem Rücküberweisungen von Familienangehörigen aus dem Ausland als Startkapital. Dadurch ergibt sich eine strukturelle Benachteiligung der Afro-Kubaner, welche deutlich weniger Familienangehörige im Ausland haben. So werden die lukrativsten Geschäftszweige wie Restaurants und Unterkünfte insbesondere von „Weißen“ geführt. Während die offizielle Arbeitslosenquote bei rund 2,5 Prozent liegt, schätzen selbst regierungsnahe Gewerkschafter, dass die tatsächliche Erwerbslosenquote beim Zehnfachen, nämlich bei rund 25 Prozent liegen dürfte. Während der halbjährlich stattfindenden Parlamentssitzung im Juli 2014 zeigte sich die Regierung jedoch enttäuscht von den bisherigen Ergebnissen. Das Wirtschaftswachstum hatte nicht ihren Erwartungen entsprochen.
An den geplanten Wirtschaftsreformen gab es von Seiten der Experten zahlreiche Bedenken. Zum einen wurde bezweifelt, dass diese nur halbherzige Öffnung in Richtung Marktwirtschaft bei möglichst gleichbleibender zentralstaatlicher Kontrolle auf Dauer funktioniert. Außerdem stand der geplanten Freisetzung von bis zu 50 Prozent der staatlichen Arbeitsplätze kein adäquates Angebot im Privatsektor gegenüber, in dem sich die entlassenen Arbeiter und Angestellten eine neue Beschäftigung suchen sollen. Dort blieben nämlich nur rund 180 relativ einfache Betätigungsfelder erlaubt, so dass dort Männer wie Frauen zum großen Teil weit unter ihrer Qualifikation arbeiten würden.
Kuba ist auf Betreiben der USA aus dem von IWF und Weltbank beherrschten internationalen Finanzsystem praktisch ausgeschlossen. Auch ein Kooperationsabkommen mit der EU ist bisher nicht zustande gekommen. Kuba hatte 1999 entsprechende Verhandlungen einseitig abgebrochen. Dennoch blieb die EU zunächst einer der wichtigsten Handelspartner Kubas. Im Jahre 2000 stammten mehr als die Hälfte sowohl der Direktinvestitionen als auch der Importe von EU-Ländern. Inzwischen sind Venezuela und China die wichtigsten Handelspartner und Kreditgeber Kubas.
Kuba befindet sich seit etwa 2009 in einer extremen Wirtschaftskrise, bedingt durch die Hurrikansaison 2008 und Kubas ineffiziente Wirtschaft. Im Unterschied zu früher werden seit dem Amtsantritt von Raúl Castro auch in offiziellen Diskursen der kubanischen Regierung, insbesondere vom Regierungschef selber, nicht mehr externe Umstände wie US-Blockade oder ungünstiger Weltmarkt als Hauptursache der wirtschaftlichen Probleme genannt, sondern es wird mehr auf strukturelle Probleme der zentral gelenkten Staatswirtschaft verwiesen. Vor allem gelte es, Misswirtschaft und Korruption in den staatlichen Betrieben zu bekämpfen. Durch die 2018 auch von Raúl Castro angestrebte und 2019 vom Volk gebilligte Verfassungsänderung sollte es in Kuba im begrenzten Rahmen wieder Formen des Privateigentums geben, zudem sollte damit die Ehe für alle geöffnet werden.

### Währung
| Aktuelle Wechselkurse |
| --- |
| Offiziell: 1 USD = 24 CUP; 100 CUP = 4,167 USD 1 EUR = 28,04 CUP; 100 CUP = 3,5667 EUR 1 CHF = 29,8 CUP; 100 CUP = 4,4284 CHF 1 USD = 1 MLC Offizielle Kurse für die Bevölkerung (nur Ankauf): (Stand: 19. August 2025) 1 USD = 110,40 CUP; – 1 EUR = 137,17 CUP; – 1 CHF = 145,72 CUP; – Informell: (Stand: 19. August 2025) 1 EUR = 450,00 CUP = 2,25 MLC; 100 CUP = 0,22 EUR 1 USD = 402,00 CUP = 2,01 MLC; 100 CUP = 0,25 USD 1 MLC = 200,00 CUP; 100 CUP = 0,50 MLC |

In Kuba gab es bis Ende 2020 zwei offizielle Währungen: den Peso Cubano (CUP oder MN für Moneda Nacional) als die ursprüngliche Währung, in der die staatlichen Löhne ausgezahlt und die wesentlichen einheimischen Grundnahrungsmittel und einfachen Dienstleistungen bezahlt werden, sowie den Peso convertible (CUC), der als Ersatz-Devisenwährung direkt an den Wert des US-Dollars gekoppelt ist und insbesondere für importierte Waren und höherwertige Dienstleistungen erforderlich ist. Seit dessen Einführung nimmt die Zahl der Artikel des täglichen Gebrauchs zu, die nur noch in CUC und damit zu Preisen verkauft werden, die für Verbraucher ohne direkten Zugang zu Devisen schwer erschwinglich sind. Die Nachfrage nach Waren des täglichen Bedarfs für nationale Währung übersteigt auch nach offiziellen Angaben deutlich das Angebot.
Das seit März 2005 staatlich festgelegte Tauschverhältnis war 1:24 beim Kauf von kubanischen Pesos für CUC und umgekehrt 25:1, wenn man kubanische Pesos in Pesos convertibles eintauschen wollte. In der volkswirtschaftlichen Gesamtrechnung wird jedoch eine Relation von 1:1 zwischen beiden nationalen Währungen angesetzt. Ende Juli 2013 kündigte Raúl Castro an, die beiden Währungen zusammenzufügen, da deren Dualität die Wirtschaftsreformen behindere. Das Kabinett hat am 22. Oktober 2013 dazu einen Zeitplan für einen Übergangsprozess gebilligt.
Im Laufe des Jahres 2020 wurden Läden eingeführt, in denen man lediglich bargeldlos in frei konvertierbarer Währung einkaufen kann. Im Kuba-Jargon heißen sie „MLC-Läden“, wobei „MLC“ für Moneda Libremente Convertible, also „frei konvertierbare Währung“ steht. Dazu muss sich ein Kubaner eine Art Girokarte bei einer kubanischen Bank oder vom American International Services (AIS) besorgen, wo lediglich in Devisen-Währungen, wie US-Dollar oder Euro, eingezahlt werden kann. Das Angebot in den ehemaligen CUC-Läden, welche noch nicht in MLC-Läden umgewandelt wurden, wurde entsprechend zurückgefahren. Die Preise in den MLC-Läden entsprechen, wenn auch offiziell nicht ausgewiesen, dem US-Dollar. Ausländische Kreditkarten werden entsprechend in dieser Währung belastet. Somit ist der US-Dollar die quasi-offizielle Parallelwährung in Kuba, wenn auch bargeldlos. Da es für Kubaner ohne Auslandskontakte keinerlei Möglichkeit gibt, legal an Devisen zu kommen, um in den MLC-Geschäften einkaufen zu können, existiert ein Schwarzmarkt für den Tausch von Bargeld von kubanischer Währung in Devisen, dessen Kurs deutlich höher ist als der offizielle Tauschkurs von 1:24.
Mit Wirkung vom 1. Januar 2021 wurde der CUC offiziell abgeschafft. Die Reform wurde mit einer Lohn- und Preisreform verbunden. Da man in Banken offiziell keine Devisen mehr kaufen konnte, entwickelte sich ein blühender Schwarzmarkt für Devisen, wo diese zeitweise mit bis zum fünffachen des offiziellen Kurses gehandelt wurden. Um diesen, laut Sprachregelung der Regierung, illegalen Devisenhandel auszutrocknen, wurden mit Wirkung zum 4. August 2022 neue Ankaufskurse für Devisen festgelegt. Ausländische Devisen werden demnach von natürlichen Personen im Äquivalent zum Kurs von 1:120 zum US-Dollar von Banken aufgekauft.

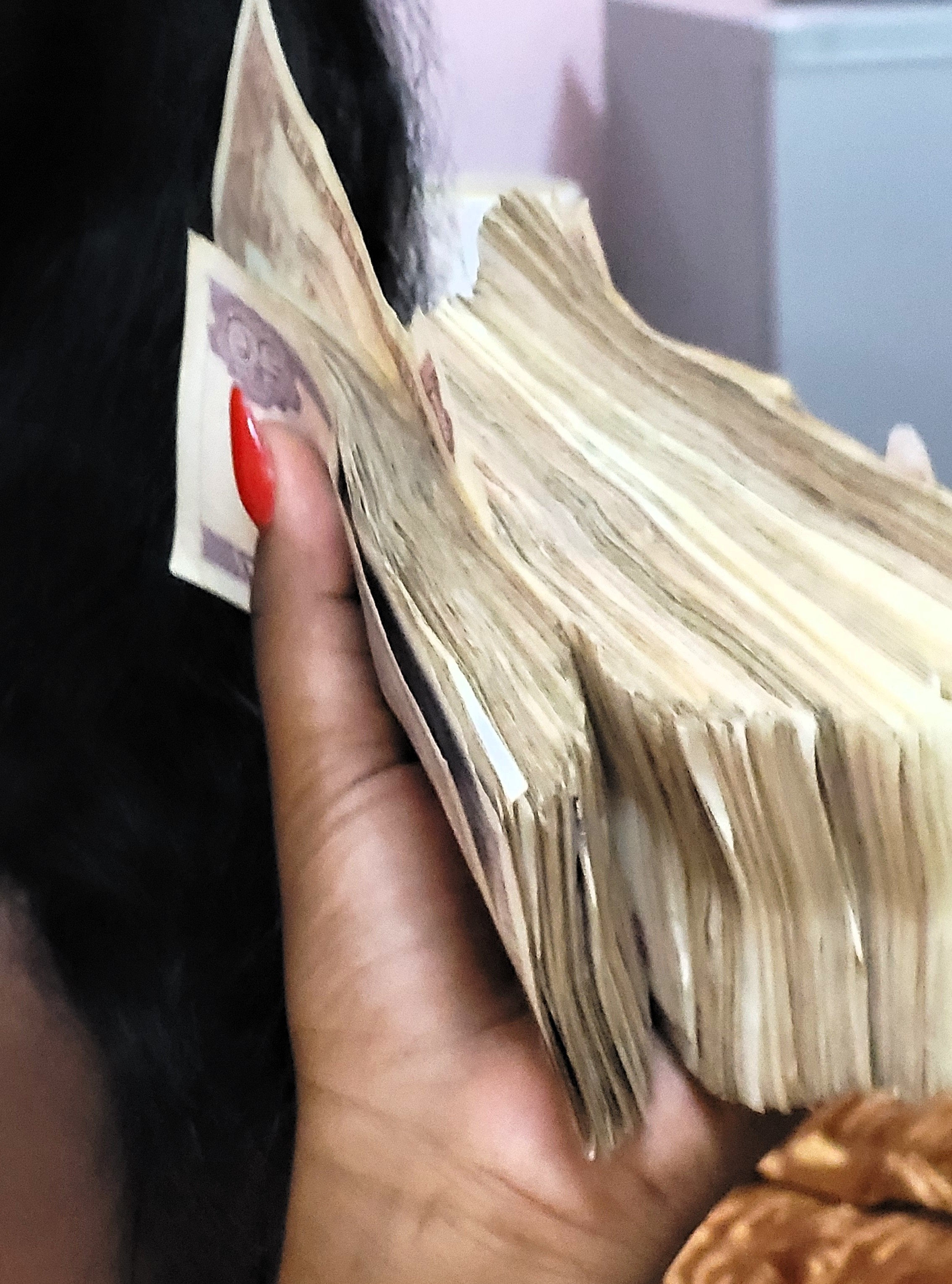
In den 2020er Jahren verliert der kubanische Peso zunehmend an Wert. Beim Tausch von Devisen erhält man den Peso Bündelweise.

Seit der Währungsumstellung ist der kubanische Peso einem starken Preisdruck ausgeliefert. Die offizielle Inflationsrate betrug 2021 77 %, 2023 wurde sie mit 39 % angegeben. Die informelle Inflation wird jedoch weit höher geschätzt und orientiert sich am Straßen-Tauschkurs für Devisen. Demnach wird der US-Dollar und Euro gegenüber dem Peso im Mai 2024 zum Kurs von ungefähr 1:400 gehandelt. Von offizieller Seite wird dem unabhängigen Portal El Toque, das regelmäßig die kulminierten Schwarzmarktkurse veröffentlicht, vorgeworfen, die Inflation erst zu befeuern.
Im August 2023 wurde verkündet, dass man den bargeldlosen Zahlungsverkehr bis 2024 massiv ausbauen wolle. Handy-Bezahl-Apps wie Transfermóvil sollen dabei eine zentrale Rolle spielen. Offizielles Ziel ist die Begrenzung der Inflation sowie Verhinderung von Korruption und Steuerhinterziehung. Tatsächlich gibt es inflationsbedingt massive Probleme bei der Bargeldversorgung. Bei juristischen Personen, wie zum Beispiel Unternehmen, ist die Abhebung am Geldautomaten auf 5000 CUP pro Tag beschränkt.

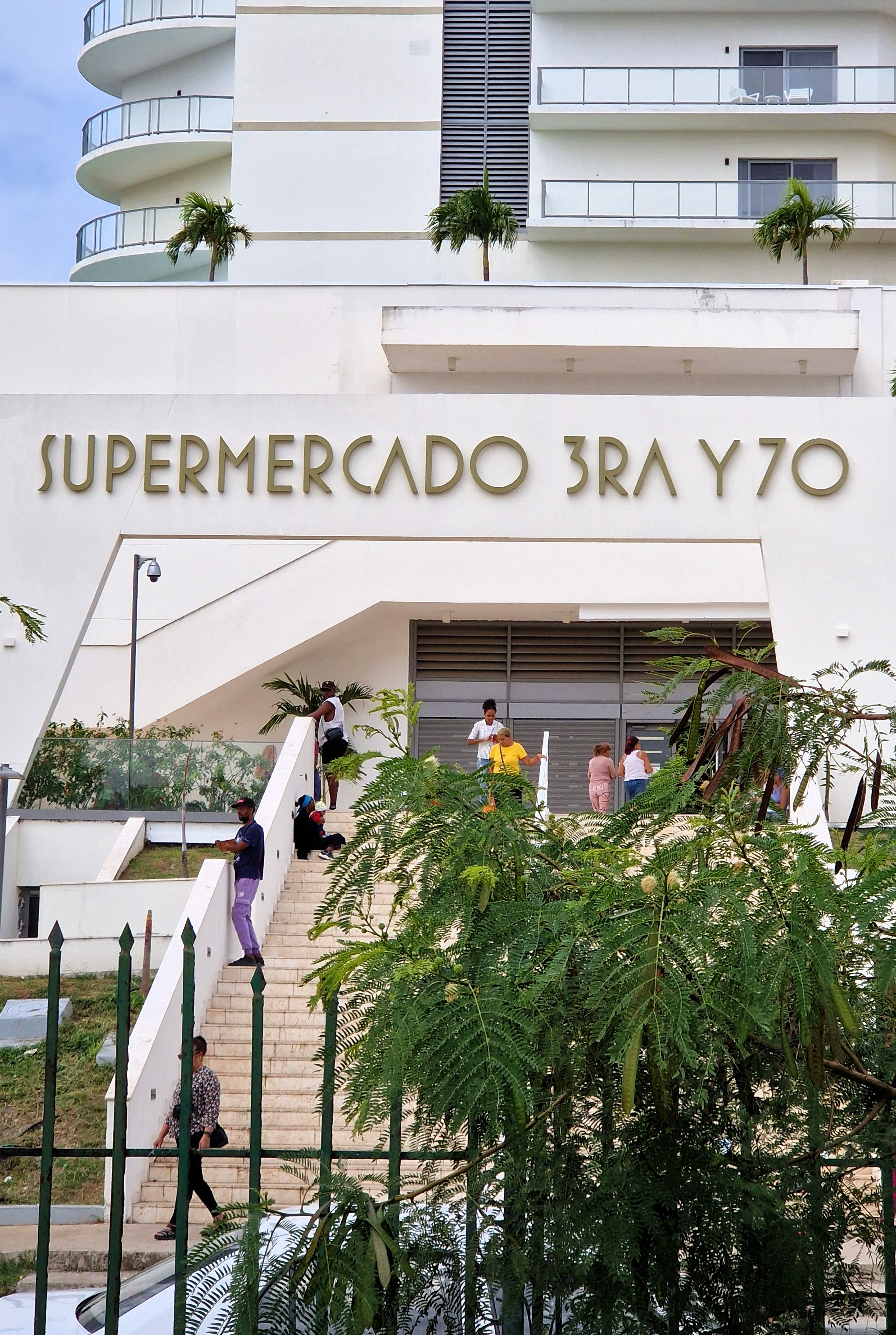
Supermarkt 3ra y 70 in Miramar, Havanna. Erster ausschließlich Devisen akzeptierender Supermarkt in Kuba in den 2000er Jahren.

Ende 2024 wurde aufgrund es chronischen Devisenmangels eine zunehmende Dollarisierung des Einzelhandels angekündigt. Seit Anfang 2025 werden die sogenannten MLC-Läden zunehmend durch Dollar-Läden ersetzt. Den Anfang machte im Januar des Jahres der Supermercado 3ra y 70 in Havannas Stadtteil Miramar. Als Bargeld wird der US-Dollar akzeptiert. Auch eine neue, mit Devisen aufladbare Prepaidkarte, Tarjeta Clásica (klassische Karte) genannt, kann zur Bezahlung benutzt werden. Die weitverbreiteten MLC-Karten funktionieren jedoch dort nicht.

### Wirtschaftswachstum
Das Wachstum des Bruttoinlandsproduktes (BIP) erholte sich seit der Wirtschaftskrise von 1993 (0,7 Prozent) auf drei Prozent im Jahre 2004. Nach staatlichen Angaben wuchs die Wirtschaft im Jahre 2005 um 11,8 Prozent (Schätzung der CEPAL: 3 %), im Jahr 2006 um 12,5 %. Für das Jahr 2007 gab das kubanische Wirtschaftsministerium ein Wachstum von 7,5 % an, für 2008 werden 8 % prognostiziert. Die offiziellen Zahlen sind für Vergleiche mit anderen Ländern ungeeignet, da Kuba zur Berechnung des BIP eine eigene, international nicht anerkannte, Berechnungsmethode, das „PIP Social Sostenible“ (Nachhaltiges Soziales BIP), anwendet, das freie oder stark subventionierte Leistungen des Staates besonders mit einrechnet. Andere Quellen schätzen das Wirtschaftswachstum im Jahr 2006 geringer ein (7,6 %, 8 % und 9,5 %).
Die Produktion ist bis 2009 auf 48 % des Wertes von 1989 gesunken. Kubas Außenhandelsbilanz ist stark negativ, das Land muss mehr Güter importieren, als es exportieren kann. Im ersten Quartal 2009 entfielen insgesamt 80 Prozent des Außenhandels auf Importe. Die Auslandsverschuldung und das Handelsdefizit sind 2009 die höchsten Lateinamerikas. Verbindlichkeiten bei ausländischen Staaten und Investoren können nur teilweise bedient werden.
Letztendlich dürften die hohen offiziellen Wachstumsraten seit der Jahrtausendwende hauptsächlich den hohen Subventionen aus Venezuela und dem bis 2008 hohen Nickelpreis geschuldet sein. Julio Borges benannte den Umfang der Subventionen aus Venezuela mit 35 Milliarden Dollar innerhalb von 15 Jahren, zu deren Höchststand sie laut Carmelo Mesa-Lago 12 Prozent des Bruttoinlandproduktes erreichten. Im privaten Konsum der Kubaner kam das Wirtschaftswachstum jedoch kaum an.
2011 arbeitete Kuba an der Überarbeitung der Statistik, um in Zukunft vergleichbare Daten liefern zu können.
Im Jahr 2020 betrug das Bruttoinlandsprodukt von Kuba rund 107,35 Milliarden US-Dollar. Durch die Corona-Krise ist jedoch das BIP pro Kopf deutlich gesunken.

### Bodenschätze

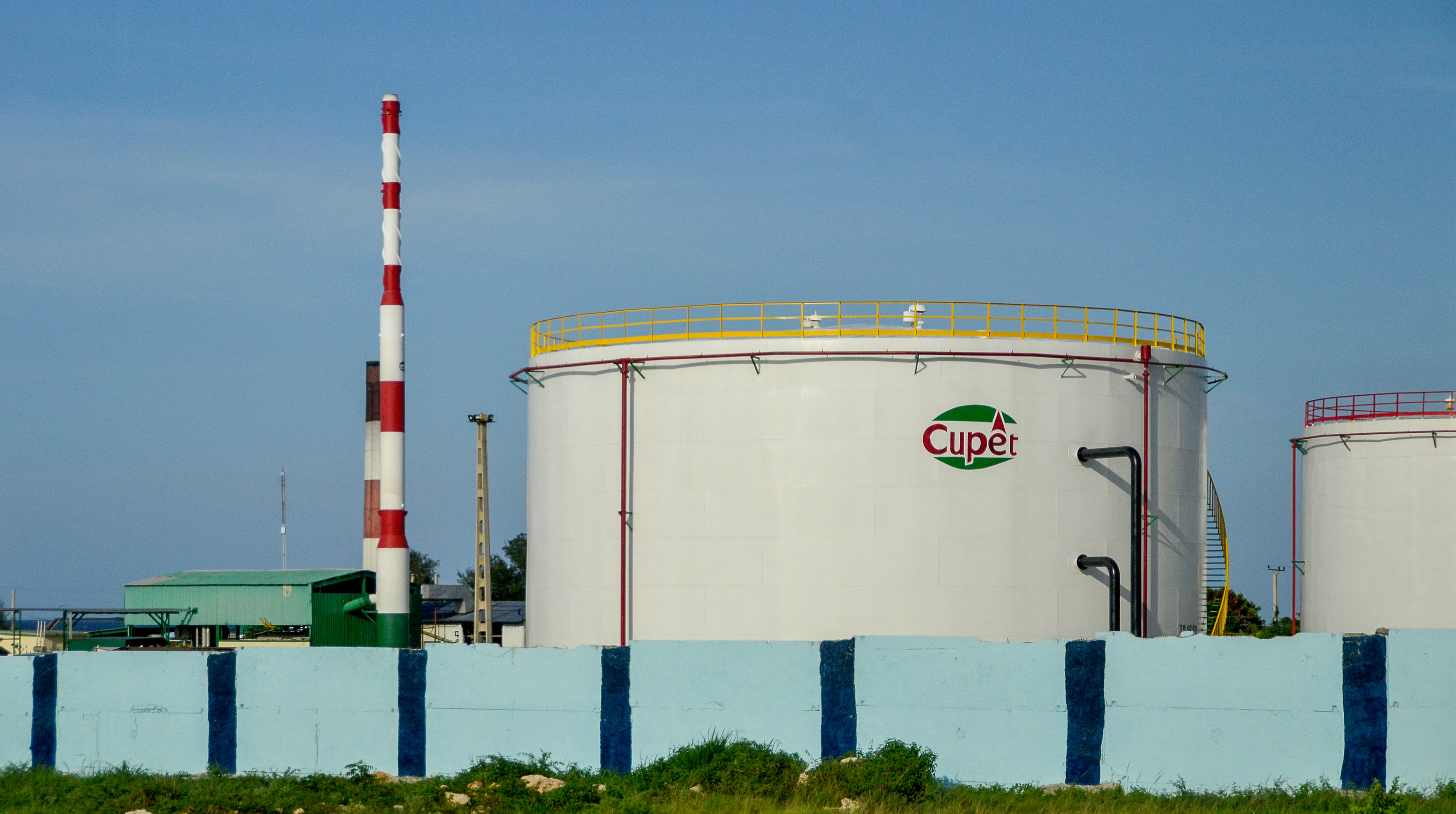
Rohöltanks der staatlichen Ölgesellschaft CUPET

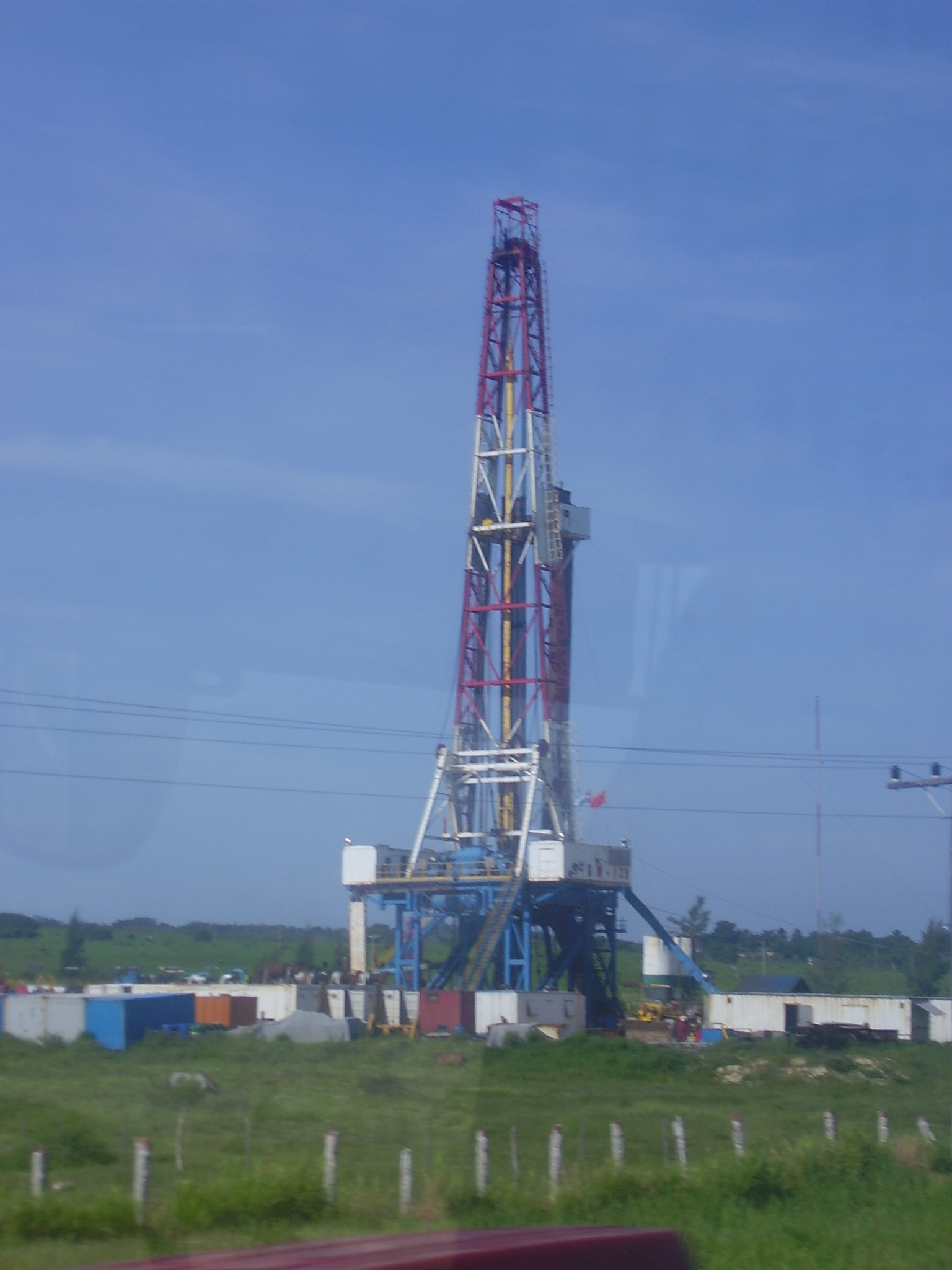
Bohrturm nahe Havanna

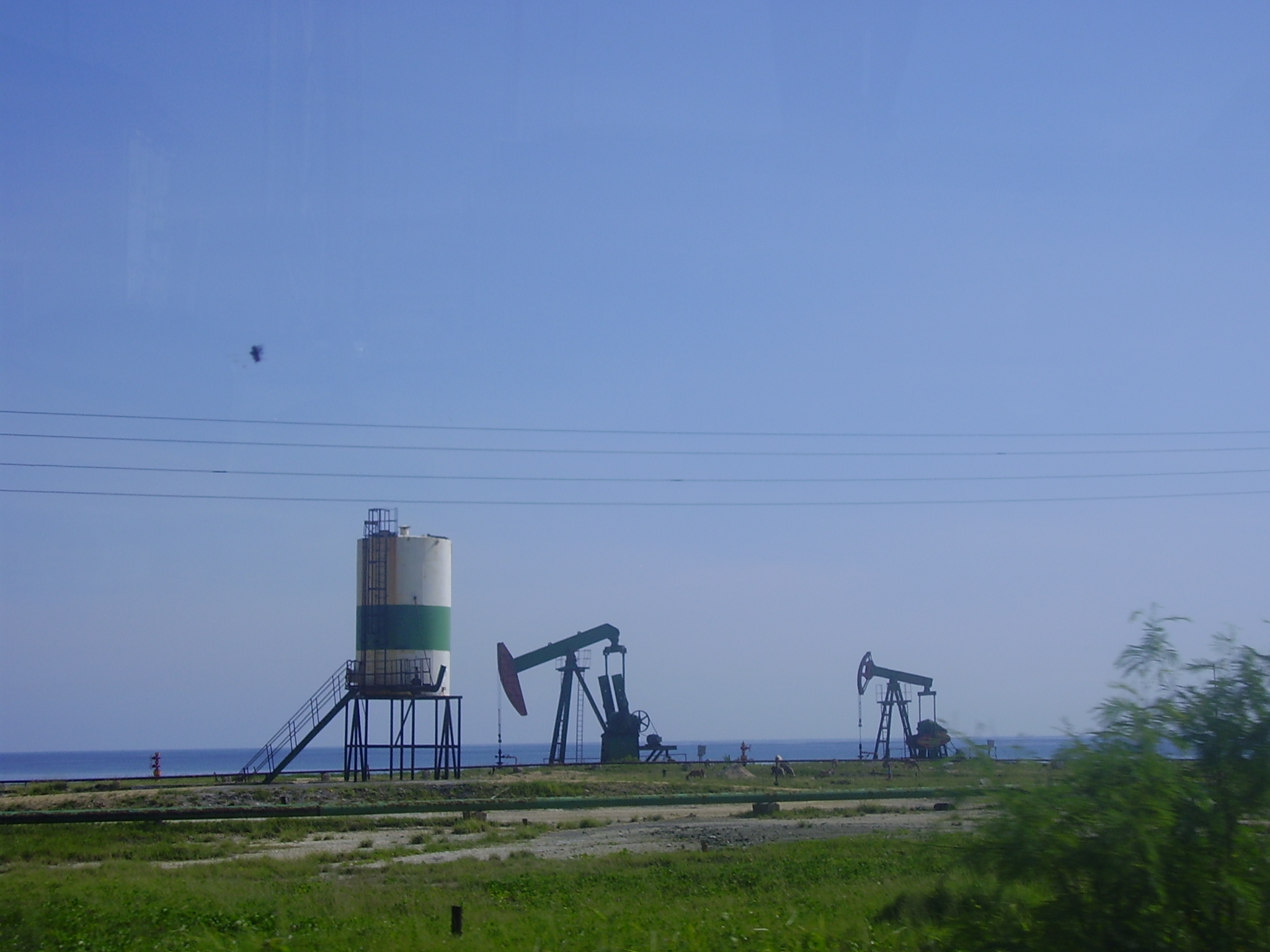
Ölfeld nahe Havanna

Inzwischen gewinnt die Nickelproduktion an Bedeutung, hier wirken sich die aktuell hohen Stahlpreise günstig aus. Außerdem werden folgende Rohstoffe in größeren oder kleineren Mengen abgebaut: Chrom, Kobalt, Kupfer, Eisen, Mangan, Gold und Silber sowie geringe Mengen an Erdöl und Erdgas.
Nach Schätzungen der staatlichen Ölgesellschaft CUPET verfügt Kuba vor seinen Küsten über Ölvorkommen von bis zu 20 Milliarden Barrel, was ungefähr den noch vorhandenen Reserven der USA entspricht und fast das Doppelte der Reserven Mexikos ausmacht. Der Geologische Dienst der USA schätzt Kubas Ölreserven auf rund 9 Milliarden Barrel sowie rund 60 Milliarden Kubikmeter Erdgas. Trotz beträchtlicher Investitionen – darunter 2012 in den Einsatz einer Bohrinsel mit über 3,6 Kilometern Bohrtiefe – haben bisherige Probebohrungen verschiedener ausländischer Ölfördergesellschaften noch keine Möglichkeit einer rentablen Förderung des Öls ergeben, weswegen nun wieder verstärkt in die Förderung auf dem Festland investiert wird. Die geschätzte Erdölproduktion lag 2014 unter 30 Prozent des Verbrauchs.

### Landwirtschaft

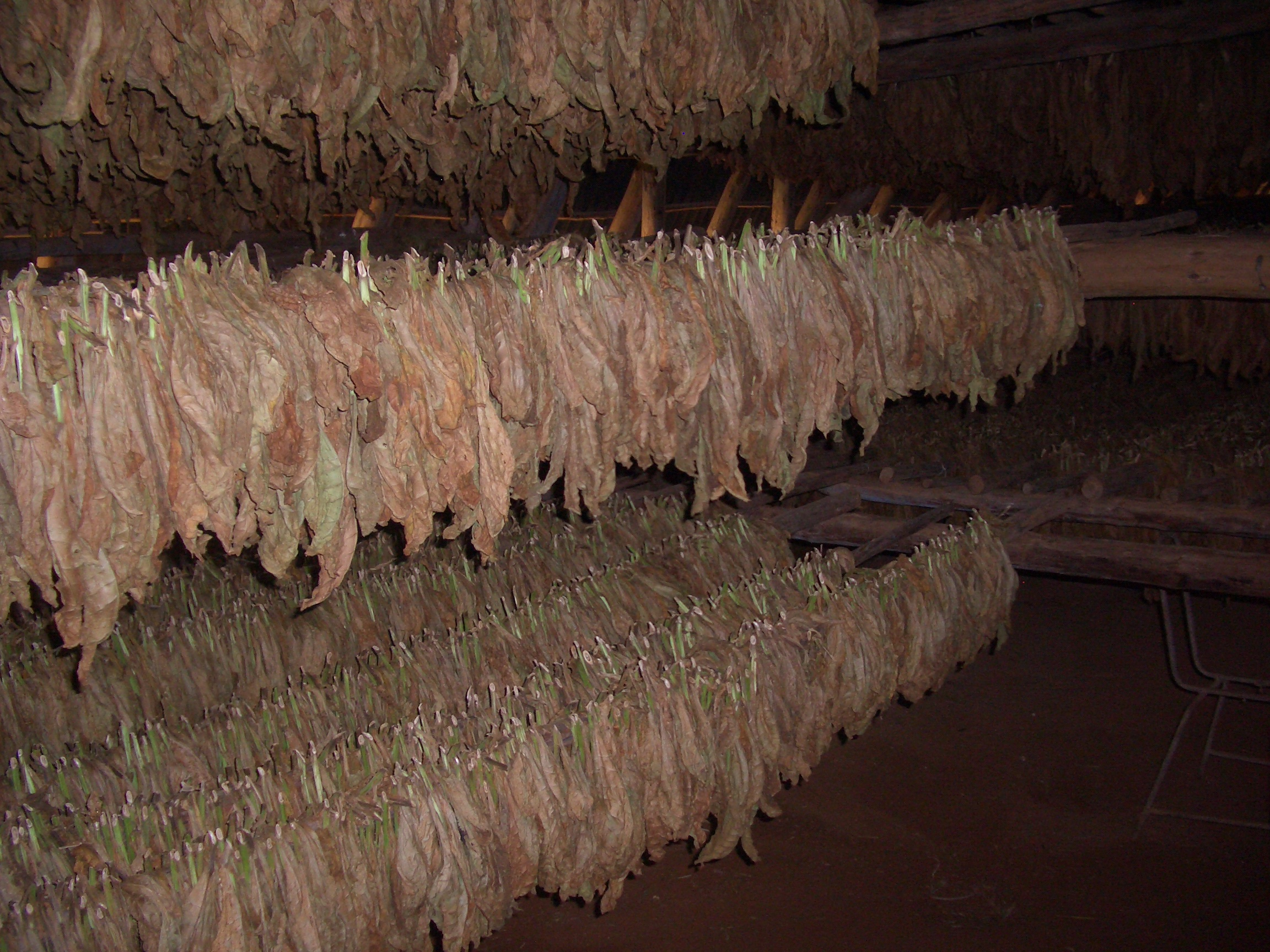
Tabakblätter in einem Trockenschuppen in Pinar del Río

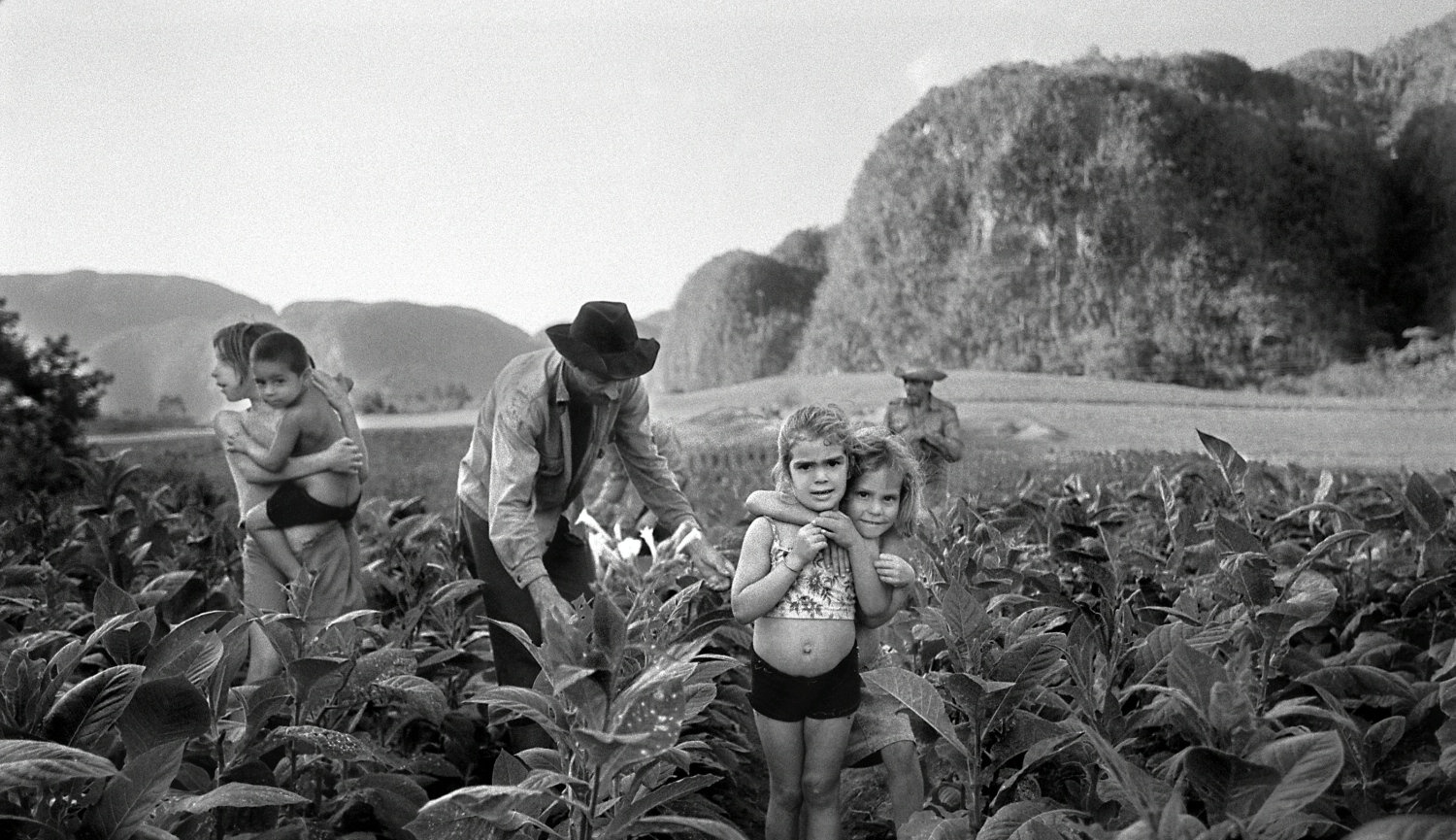
Manuel Rivera-Ortiz: Tabak-Ernte, Valle de Viñales, Kuba 2002

In der Landwirtschaft war Zucker das historisch wichtigste Exportgut, gefolgt vom Tabak. Im Jahr 2000 exportierte Kuba 2,9 Mio. Tonnen Zucker, von denen die Hauptabnehmer Russland mit 42 %, die westlichen Industriestaaten mit 31 % und China mit 9 % waren. Die Zuckerproduktion sank jedoch von 9 Millionen Tonnen 1987 auf 2,5 Millionen Tonnen 2006. 2010 hatte Kuba die schlechteste Zuckerrohrernte seit mehr als 100 Jahren, es wurde etwa eine Million Tonnen Zucker produziert, welche seitdem ständig gesunken sind. 2022 erzielte die kubanische Wirtschaft nur noch Einnahmen von US$ 67,2 Mio. durch Zuckerexport, dem auch noch $15,8 Mio. Importe gegenüberstehen.
Theoretisch ist Kuba ein fruchtbares Land, wo dreimal jährlich geerntet werden könnte. Die Geographie des Landes mit vorwiegend flachem oder hügeligem Land und günstiger Bodenbeschaffenheit bietet fast ideale Bedingungen. Viel Land liegt jedoch brach und Kuba importiert mehr als die Hälfte seiner Lebensmittel, in manchen Jahren sogar Zucker aus Brasilien.
Kuba gab jährlich bis 2,5 Milliarden US-Dollar für den Lebensmittelimport aus. Im Jahr 2008 mussten 84 % der Lebensmittel importiert werden, auch rund 80 % der Grundnahrungsmittel im Wert von ca. einer Milliarde Dollar, welche über das Libreta-System für rationierte und subventionierte Waren verteilt werden, darunter Reis, Kartoffeln, Bohnen und Fleisch.
Die vor dem Zusammenbruch der Sowjetunion und dem damit einhergehenden Ausfall von Treibstoffen und finanziellen Mitteln hochmechanisierte und mit chemischer Unterstützung arbeitende zentralistisch gesteuerte industrielle Landwirtschaft musste sich Anfang der 1990er Jahre komplett umorientieren. Es fehlte plötzlich sowohl an Treibstoff für die Landmaschinen als auch an Düngemitteln und Pestiziden. Die staatliche Produktion landwirtschaftlicher Güter brach ein. Der Not gehorchend, bildete sich zunächst eine zunehmend besser funktionierende, auf privater Basis arbeitende urbane Landwirtschaft heraus. Sie versorgte 80 % der Bevölkerung mit weitgehend lokal erzeugten Bioprodukten und machte Kuba damit unbeabsichtigt zum weltweiten Führer der Ökologischen Landwirtschaft. Die 1992 gegründete Asociación Cubana de Agricultura Orgánica (ACAO – deutsch: Kubanische Vereinigung für Organische Landwirtschaft) wurde 1999 für ihre dementsprechende Pionierarbeit mit dem als Alternativen Nobelpreis bekannten Right Livelihood Award ausgezeichnet. Wenige Monate später ließ die kubanische Regierung die inzwischen 30.000 Personen umfassende ACAO verbieten. Die weitgehend ökologische Landwirtschaft blieb jedoch bis heute bestehen und könnte als Vorbild für die Anpassung der Landwirtschaft in anderen Ländern mit Erdölknappheit dienen.
Das randtropische Klima sorgt für gute Voraussetzungen, bereitet allerdings auch erhebliche Probleme: Durch die vermehrt auftretenden Hurrikane mit hoher Intensität und durch die immer wieder vorkommenden Dürreperioden werden oft große Teile der Ernte vernichtet. Die Nahrungsmittelproduktion Kubas war insgesamt von 2001 bis 2007 rückläufig. Die Geflügelproduktion beispielsweise hatte sich nach der Überwindung der Hauptschwierigkeiten der Sonderperiode fast halbiert. Nach einem Minus von 6 % im Jahr 2006 konnte sich der Landwirtschaftssektor aber im Jahr 2007 wieder erholen, er war im Jahr 2007 mit einem Wachstum von 22,4 % der am stärksten gewachsene Wirtschaftssektor Kubas bei einem Gesamtwirtschaftswachstum von 7 %. Dies war offensichtlich auf die ergriffenen Maßnahmen zur Reduzierung des Zahlungsrückstandes des Staates gegenüber den Erzeugern, die Anhebung der Abnahmepreise für deren Produkte und günstigen klimatischen Bedingungen zurückzuführen.
Von den 3,5 Millionen Hektar Land wird rund die Hälfte nicht oder mangelhaft genutzt. Nur 32 Prozent der Flächen werden von Kooperativen bearbeitet, der Rest von privaten Bauern. Rund 900.000 Menschen arbeiten als Bauern oder in Kooperativen und es gab um 2015 nur einen Traktor auf fast 15 Beschäftigte. Neben meist 30-jährigen Traktoren kommen auch noch 2016 Ochsen und Pferde zum Einsatz.
Um die landwirtschaftliche Produktion anzukurbeln und die Abhängigkeit von den teuren Einfuhren zu mindern, wurden seit September 2008 ungenutzte landwirtschaftliche Flächen an landlose Arbeiter und Bauern vergeben. Für Privatleute gelten die Pachtverträge über zehn Jahre und für Kooperativen 25 Jahre. Die Nutzungsrechte können weder vererbt, noch verkauft werden. Kubanische Experten halten die bisher durchgeführten punktuellen Reformen für unzureichend und fordern stattdessen strukturelle Reformen in Richtung mehr Marktwirtschaft. Die landwirtschaftliche Produktion konnte bis 2012 nicht wesentlich gesteigert und die Importabhängigkeit nicht verringert werden.
Im Jahr 2011 wuchs die landwirtschaftliche Produktion (ohne die Zuckerindustrie) um 8,7 %, nach einem Rückgang um 2,5 % im Vorjahr, lag aber weiterhin unter dem Niveau von 2005. Der Plan für die urbane Landwirtschaft wurde mit 105 % übererfüllt. Es wurden 1.052.000 Tonnen Gemüse geerntet. Für 2012 war eine Produktion von 1.055.000 Tonnen geplant.
Wohl mehr als die Hälfte der landwirtschaftlichen Anbaufläche lagen um jene Zeit brach. Das bedeutete auch, dass bis 85 Prozent der Nahrungsmittel eingeführt werden mussten, oft aus den USA.
Bis zum Jahr 2016 hatte, trotz der seit acht Jahren gewährten Erlaubnis für Kleinbauern, Ackerland für 20 Jahre zu pachten, die Lebensmittelproduktion kaum zugenommen. Den Bauern fehlte es an Saatgut, Maschinen und Dünger um die brach liegenden Flächen zu bearbeiten, dazu mussten sie weiterhin den größten Teil der Erträge unter Marktpreisen dem Staat verkaufen, dies laut Carmelo Mesa-Lago im Gegensatz zu Vietnam, welches durch eine konsequentere Privatisierung mit 50-jährigen Pachtzeiten und freien Preisen seine Importabhängigkeit beenden konnte. Gut 70 Prozent alleine der Grundnahrungsmittel wurden im Jahr 2016 immer noch importiert. Auch später nahm die Importabhängigkeit nicht ab, sondern weiter zu. So stieg der monatliche Lebensmittelimport allein aus den USA, von Juni 2021 in Höhe von 28 Millionen Dollar, über 23 Millionen Dollar (2022) auf 37 Millionen Dollar. Darunter befanden sich neuerdings auch Zucker und Kaffee, Produkte, für die Kuba vormals Exportnation war. Die landwirtschaftliche Produktion fiel zwischen den Jahren 2019 und 2023 um 35 Prozent.

### Tourismus

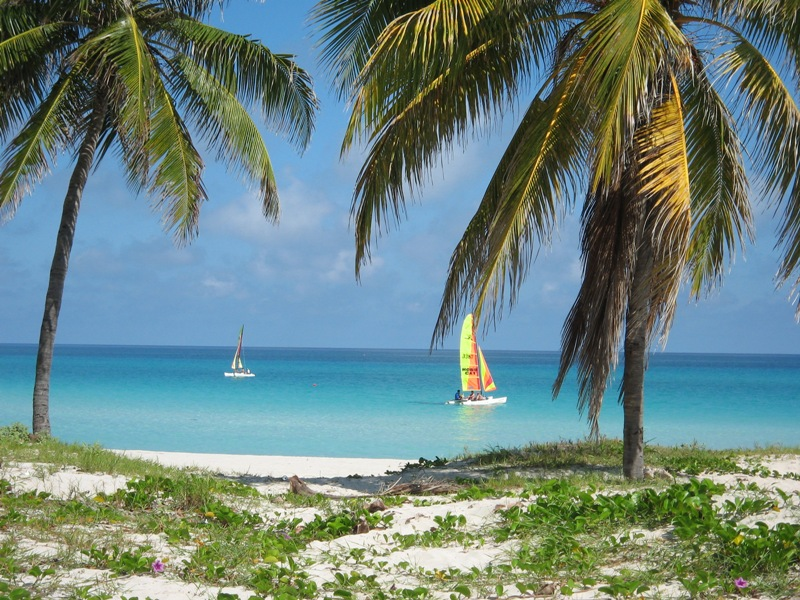
Strand in Varadero

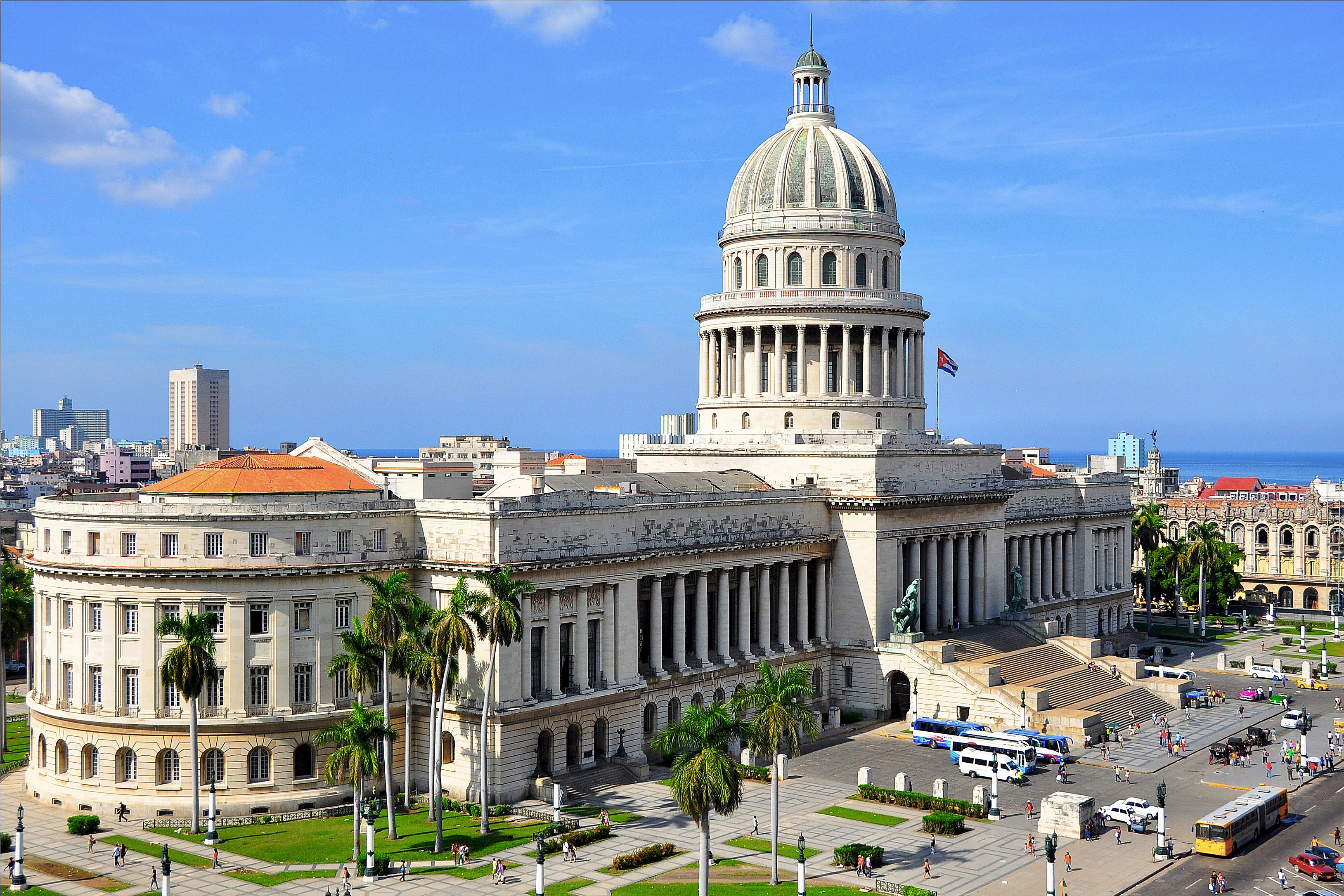
Havanna – Blick auf das Kapitol

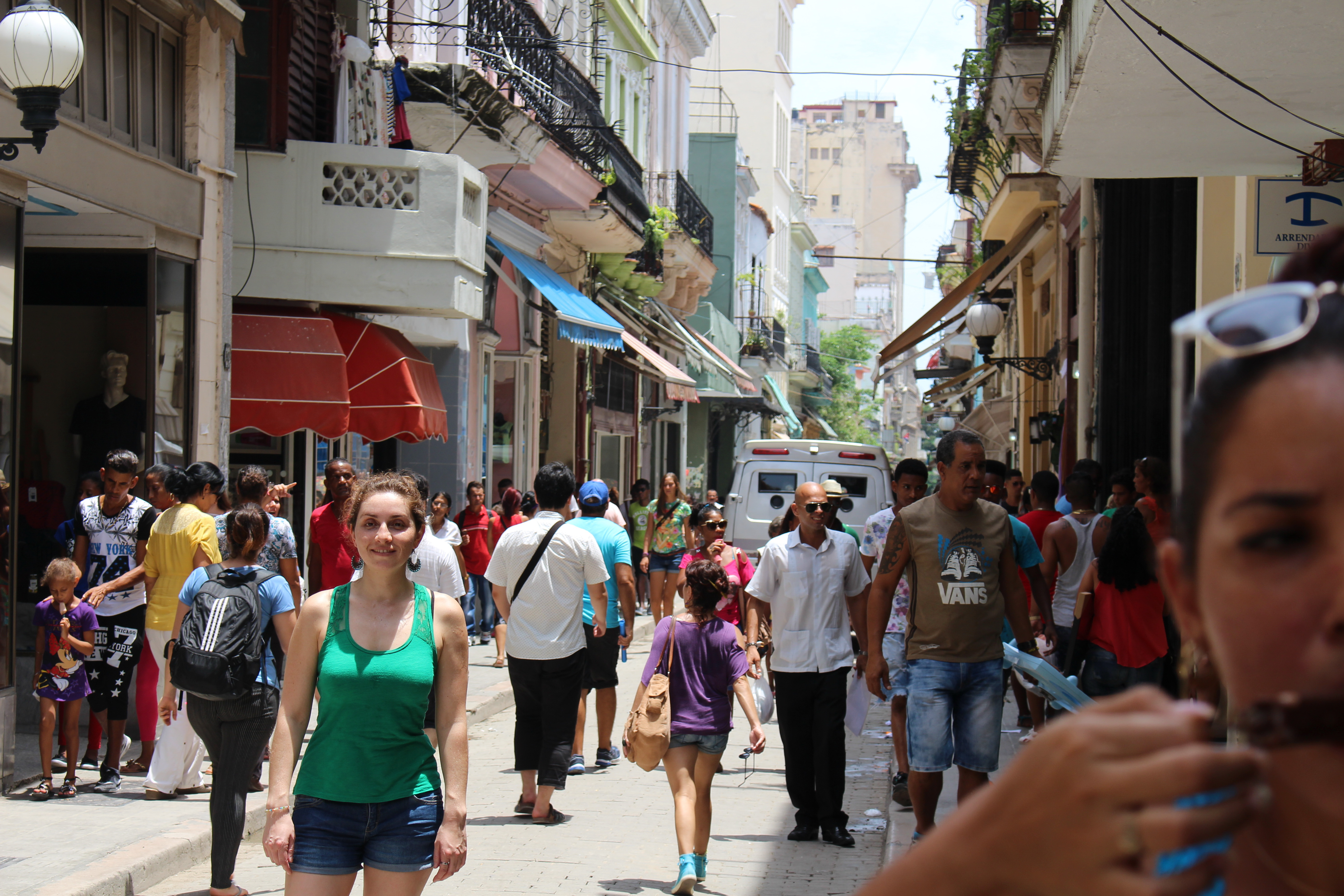
La Habana Vieja

Der Beginn des Massentourismus auf Kuba wurde Anfang der 1920er-Jahre durch die Prohibition in den Vereinigten Staaten ausgelöst. Kuba wurde ein beliebtes Reiseziel der US-Amerikaner, da es nah an Florida lag und keinen Beschränkungen des Glücksspiels und der Prohibition wie in den USA unterlag. Der Nobelpreisträger Ernest Hemingway, der von 1939 bis 1960 auf Kuba lebte, hat stark zum „Mythos Kuba“ beigetragen, noch heute dient er als Tourismusmagnet.
Nach dem Sieg der Revolution 1959 reisten in den folgenden dreißig Jahren nur eine geringere Zahl von Gästen, besonders aus der Sowjetunion und den Ostblockstaaten, nach Kuba. Aufgrund des Embargos ist US-Bürgern, die vor der Revolution den Großteil der Besucher ausmachten, Tourismus in Kuba verboten. Viele US-Amerikaner umgehen dieses Verbot, indem sie über Drittländer nach Kuba reisen. Es gibt nur sehr wenige direkte Verkehrsverbindungen zwischen den USA und Kuba, die hauptsächlich von Exilkubanern für Verwandtenbesuche benutzt werden, die jedoch ebenfalls reglementiert sind.
Nach der Auflösung des Ostblocks und der wirtschaftlichen Krise in Kuba suchte die Regierung neue Devisenquellen für Kuba. Mit Hilfe international tätiger Tourismusunternehmen wurden seit Anfang der 1990er-Jahre Joint Ventures gegründet, die Hotels und touristische Einrichtungen hauptsächlich in den Haupttourismusgebieten errichteten und betreiben. Die hohen Trinkgelder in Devisen lockten viele hochqualifizierte Kubaner in Jobs des Tourismusgewerbes. Touristikmitarbeiter werden auch speziell an Universitäten des Landes mit eigens eingerichteten Studiengängen ausgebildet.
Der heutige Pauschaltourismus konzentriert sich auf wenige Gebiete, insbesondere Varadero, die Region Havanna, das Valle de Viñales, Cayo Coco und die Nordküste bei Holguín (Playa Guardalavaca).
Durch die hohe Anzahl an Ärzten und ein entwickeltes Gesundheitssystem bietet Kuba gute Voraussetzungen für Gesundheitstourismus. Touristen verbinden ihren Ferienaufenthalt mit einer medizinischen Behandlung oder Reisen für Spezialbehandlungen wie Augenoperationen und Zahnarztbehandlungen nach Kuba.
Heute hat der Tourismus eine Spitzenstellung in der Wirtschaft des Landes bekommen und ist die wichtigste Einnahmequelle für Devisen geworden. Um die zuletzt sinkenden Touristenzahlen wieder zu steigern, wurden verschiedene Maßnahmen, wie Senkung der Landegebühren auf den Flughäfen, Senkung der Kerosinpreise auf Weltmarktniveau sowie eine schnellere Abfertigung der Touristen bei der Einreise beschlossen. Obwohl die Mehrzahl der Hotels staatlich verwaltet werden, gehen Schätzungen davon aus, dass etwa zwei Drittel der Einnahmen aus dem Tourismus direkt ins Ausland abfließen. Dies liegt u. a. daran, dass ein Großteil der touristischen Konsumgüter importiert werden muss.
Im Jahr 2010 stieg die Zahl der ausländischen Besucher gegenüber dem Vorjahr um 4 % auf 2,5 Millionen (2009 2,4 Mio.) Touristen. Den mit Abstand größten Anteil unter den Touristen stellen die Kanadier mit 945.000 Besuchern im Jahre 2010. Danach kommen offensichtlich – von der offiziellen Statistik nicht separat ausgewiesen – Reisende aus den USA, zumeist Kubanoamerikaner auf Familienbesuch, mit rund 400.000 Besuchern, die höchste Zahl seit dem Sieg der Revolution 1959.
Bis 2019 stieg die Zahl der Touristen auf 4,3 Millionen jährlich, um mit der Corona-Pandemie, wo sich Kuba komplett nach außen abschottete komplett einzubrechen. Doch auch danach erholte sich der Tourismus nur sehr langsam und blieb mit 1,6 Millionen Besuchern 2022 deutlich hinter den Erwartungen zurück. Als Hauptgrund gilt die fortschreitende Versorgungskrise, unter der das Land seit Jahren leidet.

### Industrie
Kubas Industrie ist international überwiegend nicht wettbewerbsfähig. Der Bedarf an Industriegütern kann nicht durch eigene Produktion gedeckt werden. Die Industrieproduktion war 2006 nur halb so groß wie 1989.
Kuba verfügt über eine hochentwickelte Biotechnologie, die z. B. in der Landwirtschaft aus Mangel an Energie sowie synthetischen Düngern und Pflanzenbehandlungsmitteln biologische Anbaumethoden fördert. Die kubanische Pharmaindustrie vermarktet weltweit zahlreiche kubanische Patente auf Medikamente. Kuba zählt zu den ersten Ländern, in denen Impfstoffe gegen Meningitis B und C, Hepatitis B, ein therapeutischer Impfstoff gegen Lungenkrebs und ein Medikament für die Behandlung von Geschwüren des Diabetikerfußes entwickelt wurden. Medizinische Produkte sind mit einem Volumen von 350 Millionen US-Dollar (2007) zum zweitwichtigsten Exportgut Kubas geworden.
Weiterhin existiert eine moderne Produktionsstätte für Solarmodule.

### Außenhandel
Die wichtigsten Handelspartner sind Venezuela und China.

### Lebensstandard

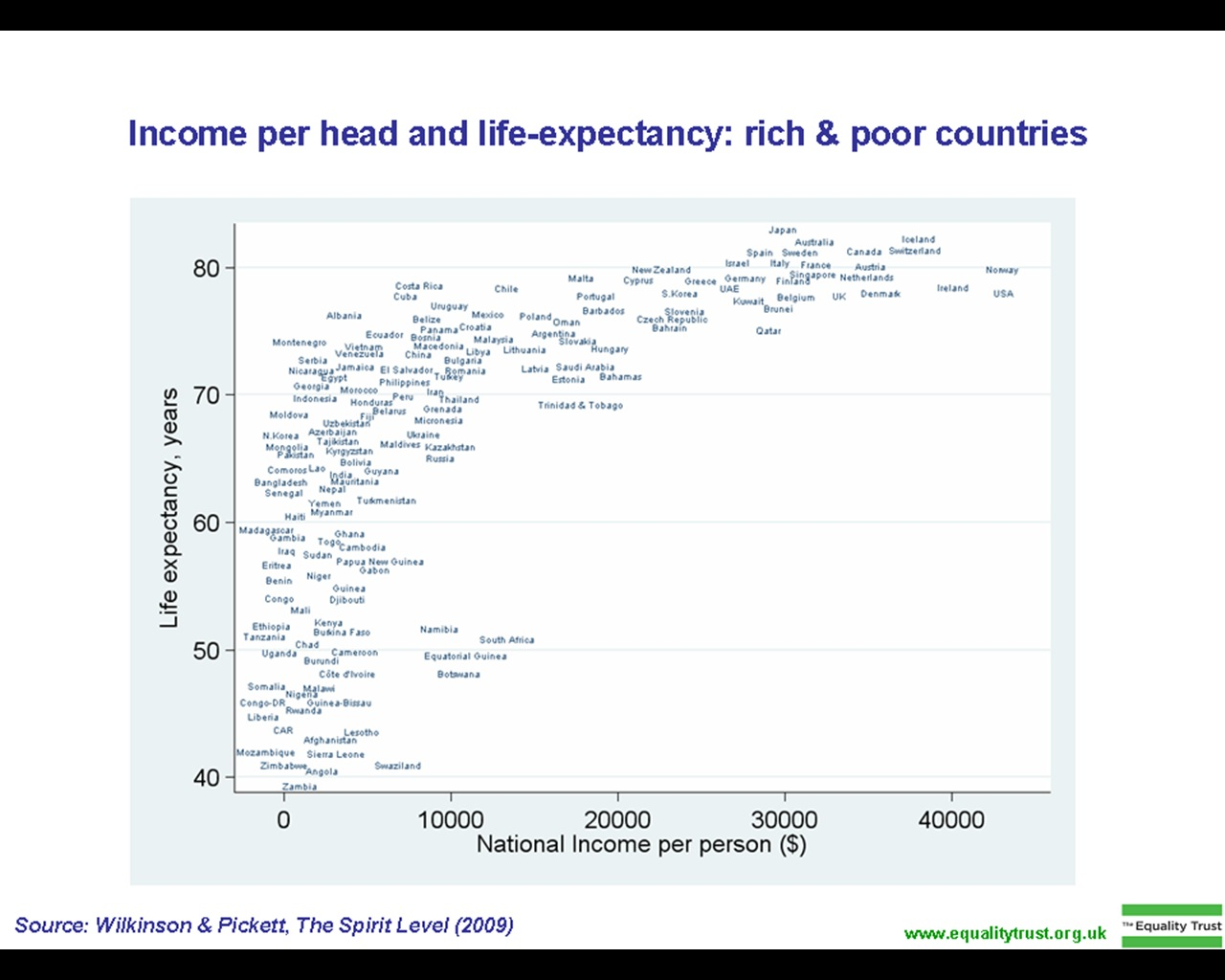
Kuba erreicht eine hohe Lebenserwartung bei einem mittleren BIP pro Kopf

Die Löhne und vor allem die Renten gelten für die Masse der Kubaner als sehr gering, so dass die meisten sich bemühen müssen, im informellen Sektor etwas dazu zu verdienen oder aus der Produktion ihrer Betriebe zu stehlen. Innerkubanischen Berechnungen zufolge benötigte eine kubanische Durchschnittsfamilie im Jahr 2002 rund das Doppelte ihres regulären Einkommens zum Überleben. Auch Kubas Präsident Raúl Castro bemerkte 2007 in einer Rede, dass das Gehalt eines Kubaners klar unzureichend sei, um sämtliche Notwendigkeiten des täglichen Lebens zu erfüllen. Das durchschnittliche Monatseinkommen für Berufstätige stieg von 2011 bis 2016 gemäß offiziellen Angaben von 455 Pesos auf 640 Pesos pro Monat, d. h. von rund 19 US-Dollar auf 26 US-Dollar. Dabei profitierte vor allem medizinisches Personal von kräftigen Lohnerhöhungen. Die Mindestrente für Berufstätige betrug 2005 etwa 150 Pesos (ca. 7 US-Dollar) je Monat. Kubaner, die nicht von regelmäßigen Dollar-Überweisungen ihrer Verwandten aus dem Ausland profitieren, was auf mehr als die Hälfte der Bevölkerung zutrifft, sind von Armut bedroht.
Es existiert eine Art Bezugsscheinsystem, Libreta genannt, das den rationierten Bezug von subventionierten Waren, hauptsächlich Lebensmittel, erlaubt. Diese reichten in der Vergangenheit jedoch nur für ca. 10 bis 14 Tage eines Monats. Mit der Zeit wurden die über die Libreta bereitgestellten Waren stetig reduziert, und selbst diese reduzierte Belieferung konnte der Staat in den 2020er Jahren nicht mehr garantieren. Der Rest des täglichen Bedarfs muss auf dem freien Markt oder sogar in Devisenläden gekauft werden, was aber bei einem Durchschnittseinkommen von umgerechnet ca. 15 Euro je Monat äußerst schwierig ist.
Das Entwicklungsprogramm der Vereinten Nationen bezeichnete Kuba in den letzten 10 Jahren basierend auf dem Index der menschlichen Entwicklung als Land mit „hoher menschlicher Entwicklung“. Insbesondere im Bereich der Bildung und Gesundheit konnte Kuba Erfolge vorweisen. Außerdem hat Kuba demzufolge im Vergleich zum Rest Lateinamerikas und Teilen der restlichen Welt eine niedrigere Kindersterblichkeitsrate (nur 5,5 von 1000 Kindern sterben), höhere Lebenserwartung (79,3 Jahre – 4,6 Jahre mehr als durchschnittlich in Lateinamerika) und praktisch keinen Analphabetismus.
Kubas hohe Einstufung im HDI, von der Regierung gerne zitiert, stößt in der Wissenschaft auf Kritik. Kubas Berechnungsmethoden zum Bruttoinlandsprodukt sind international nicht anerkannt, vor allem weil die Umsätze in den zwei Landeswährungen nicht korrekt verrechnet werden. Dies macht die Berechnung des kaufkraftbereinigten Bruttonationaleinkommens pro Kopf der Bevölkerung schwierig. Das UNDP, welches den HDI und den deutlich detaillierteren Human Development Report (HDR) herausgibt, hat deshalb ein eigenes Verfahren entwickelt, die Kaufkraftparität zu schätzen. Der kanadische Ökonom Archibald Ritter hält Kubas Statistiken im HDR für „undurchsichtig“. Der Wirtschaftswissenschaftler und Soziologe Hans-Jürgen Burchardt warnt davor, allein aus diesen Studien Rückschlüsse auf den wahren Lebensstandard der kubanischen Bevölkerung zu schließen, da die Regierung, trotz unbestreitbarer Erfolge im Sozialbereich, die darin enthaltenen Statistikwerte gezielt optimieren würde. Auch das International Journal of Epidemiology stellte sich die Frage, warum zum Beispiel die Kindersterblichkeit auf dem Niveau der Industriestaaten sei, die Zahl der Totgeburten jedoch deutlich über deren Niveau liege, und vermutet, dass Fälle von dem einen, im HDR vertretenen Index zum anderen verschoben werden.
Ende Januar 2006 erhielt Kuba vom UN-Welternährungsprogramm ein Zertifikat, in dem ihm bestätigt wird, das einzige Land Lateinamerikas und der Karibik ohne unterernährte Kinder zu sein. Nur zwei Prozent würden Eisenmangelerscheinungen zeigen. 2011 wurde das auch von UNICEF bestätigt. Dennoch ist Kuba nicht frei von Hunger. Zudem kann durch die im Land herrschende Zensur im Einzelfall nicht unabhängig geprüft werden, ob die von der Regierung gemachten Angaben auch stimmen. Insbesondere während der Versorgungskrise in den 1960er-Jahren sowie während der Sonderperiode in den 1990ern waren größere Teile der Bevölkerung von einer schlechten Ernährungslage betroffen. Die Finanzkrise 2008 hat dieses Phänomen wieder gehäufter auftreten lassen. Vor allem ältere Menschen in den Städten mit niedrigen Renten und ohne Zugang zu Landwirtschaft oder zum Dollar gehören zum gefährdeten Personenkreis. Insgesamt dürfte sich die Anzahl der Kubaner, die sich maximal eine Mahlzeit pro Tag leisten können, nach Schätzungen des Historikers und Kubakenners Michael Zeuske um 2012 zwischen 30 und 35 Prozent bewegen. Im Jahr 2024 mussten die Kubaner im Durchschnitt mehr als 70 Prozent ihres Einkommens allein für den Einkauf von Lebensmitteln aufwenden. Mangelernährung ist eine sich häufende Todesursache. Die gemeldete Rate stieg vom Jahr 2022 auf 2023 um fast 75 %.
Auch in anderen Bereichen stagnierte das Wohlstandswachstum oder fiel relativ hinter andere lateinamerikanische Länder zurück (Telekommunikation, Automobilversorgung, Elektrizitäts- und Nahrungsmittelversorgung).
Viele Häuser sind alt, renovierbedürftig und überfüllt. Es herrscht akute Wohnungsnot. Manche Wohngegenden gleichen entsprechenden Problemvierteln von Städten in anderen lateinamerikanischen Staaten, wie den brasilianischen Favelas oder den argentinischen Villas Miserias, in denen teilweise sogar die ärztliche Versorgung fehlt. Marode Trinkwasserversorgungssysteme, begünstigt durch starke Regenfälle und hohe Temperaturen, führten im Sommer 2012 zum ersten Ausbruch der Cholera seit 130 Jahren. Die Krankheit galt in Kuba eigentlich als ausgerottet. Während die offizielle Berichterstattung über das wahre Ausmaß der Epidemie sehr zurückhaltend ist, werden unabhängige Journalisten, die sich dieses Themas annehmen, strafrechtlich verfolgt.
Noch immer sind viele Konsumgüter rationiert und selbst mit den Lebensmittelkarten oft nicht verfügbar. Selten ist vor allem Fleisch. Weitaus stärker wirkt jedoch der Zugang zu Devisen vor allem über Tourismus und Verwandte im Ausland, meist in den USA. Viele Waren des täglichen Bedarfs und erst recht nahezu alle höherwertigen Produkte, wie elektronische Geräte, sind nur in staatlichen Devisenläden erhältlich. Kubaner, die keine Verwandten im Ausland haben, die sie regelmäßig durch Geldsendungen unterstützen oder auch sonst keinen Zugang zu Devisen haben, können sich dies kaum leisten. In Kuba wird dies inoffiziell als ökonomische Apartheid bezeichnet. Die tiefe Wirtschaftskrise in Folge der Corona-Pandemie hat diese Entwicklungen verschärft und die Frage nach der Anpassung der staatlichen Sozialpolitik an die neuen Realitäten nur noch dringlicher gemacht.
Für Funktionäre der Kommunistischen Partei und Offiziere der Streitkräfte existieren ein unabhängiges, privilegiertes Versorgungssystem, eigene Clubs und spezielle Urlaubsorte, wo sie und ihre Familien preiswert Urlaub machen können.  Einige Kinder und Enkel von Fidel und Raúl Castro, darunter Fidels Sohn Antonio, Enkel Sandro und Raúls Tochter Mariela fallen mehr oder weniger regelmäßig durch ein offenes Luxusleben auf, obwohl Fidel 2006, nachdem das Forbes-Magazin sein Vermögen auf 900 Millionen Dollar schätzte, mal verlauten ließ, dass auch er nur wenig mehr als der einfache Kubaner verdienen würde, nämlich 900 Pesos oder 34 Dollar.
Nachdem im Juli 2025 die damalige Ministerin für Arbeit und Soziales, Marta Feitó Cabrera, während einer Parlamentssitzung behauptete, Bettler in Kuba seien in Wirklichkeit nur als solche verkleidet, datsächlich aber illegale Selbständige, sah sie sich kurze Zeit später zum Rücktritt gezwungen, nachdem sie vom Präsidenten Díaz-Canel persönlich Widerspruch erntete.
Neben dem Staat betreibt auch die katholische Kirche Kubas ein soziales Netz im Rahmen ihrer Möglichkeiten. Soziale Hilfe außerhalb des Staates wird jedoch nicht gern gesehen und möglichst unterbunden. Ausnahmen gelten nur für die politische Entwicklungshilfe der zahlreichen Solidaritätsvereine außerhalb Kubas, die bereit sind, mit dem Staat zusammenzuarbeiten. Ende Februar 2024 musste die kubanische Regierung das UN-Welternährungsprogramm um Hilfe bei der Lieferung für Milchpulver bitten. Wegen der anhaltenden Wirtschaftskrise kommt es seit 2021 öfters zu Protesten gegen die Regierung.

### Staatshaushalt
Zum Staatshaushalt machen die kubanischen Behörden keine international vergleichbaren Angaben. Nach veröffentlichten Schätzungen der US-amerikanischen CIA umfasste der Haushalt 2016 Ausgaben von umgerechnet 58,59 Mrd. US-Dollar, dem standen Einnahmen von umgerechnet 52,37 Mrd. US-Dollar gegenüber. Daraus ergibt sich ein Haushaltsdefizit in Höhe von 7,7 % des BIP. Kuba hat eine der höchsten Staatsquoten weltweit.
Die Staatsverschuldung betrug – ebenfalls nach CIA-Schätzung – zum Jahresende 2016 32,7 % des BIP (im Vergleich zu 34,6 % im Vorjahr). Kubas Bonität wurde von Moody’s Ende 2015 unverändert mit Caa2 bewertet. Die letzten offiziellen Angaben zur Staatsverschuldung stammen von 2008 und sind aufgrund der Angabe in nicht-konvertierbaren kubanischen Pesos (die im Ausland keinen Wert haben) nicht verwertbar: 11,6 Mrd. Pesos oder 19,1 % des kubanischen BIP. Nach Recherchen der Europäischen Union betrug der Schuldenstand Kubas 2008 (ohne die Schulden gegenüber der ehemaligen Sowjetunion in Höhe von geschätzten 28 Mrd. US-Dollar) 31,7 Mrd. US-Dollar, von denen 20 Milliarden von Kuba nicht mehr bedient werden. Bezüglich der Auslandsverschuldung konnte Kuba im Jahr 2013 mit Mexiko, Russland, China und Japan eine Art Umschuldungsabkommen abschließen, wobei allein im Falle Russland rund 29 Milliarden US-Dollar Schulden erlassen wurden.
2020 betrug der Anteil der Staatsausgaben (in % des BIP) folgender Bereiche:
- Gesundheit: 12,5 %
- Bildung: unbekannt
- Militär: 4,2 % (geschätzt)

## Infrastruktur

### Verkehr und Transport

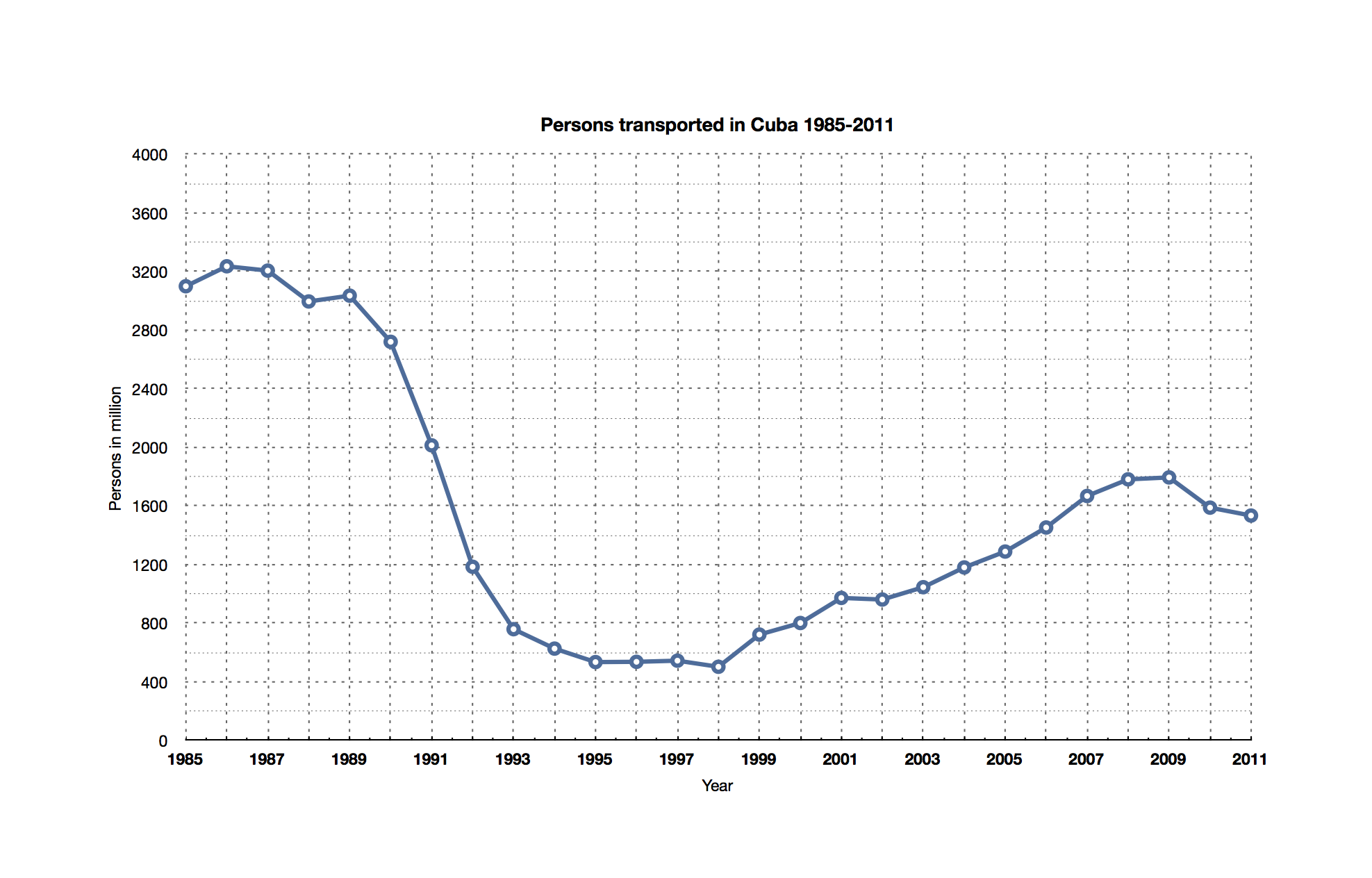
Anzahl der in Kuba beförderten Personen, 1985–2011

Die kubanische Infrastruktur wurde durch die Sonderperiode zu Beginn der 1990er Jahre schwer getroffen. Durch die Auflösung der Sowjetunion und des Ostblockes waren kurzfristig keine Ersatzteile mehr verfügbar und Treibstoff konnte nur noch auf dem Weltmarkt gegen Devisen beschafft werden. Der öffentliche Verkehr mit Zügen und Bussen musste deshalb stark eingeschränkt werden. Durch die wirtschaftliche Erholung Kubas hat sich die Situation inzwischen wieder weitgehend normalisiert.

#### Schienenverkehr
Die staatliche Eisenbahngesellschaft Ferrocarriles de Cuba betreibt das einzige noch für den Personenverkehr in Betrieb stehende staatliche Eisenbahnnetz auf einer karibischen Insel. Es gehört zu den ältesten weltweit (seit 1836) und umfasst über 4500 Kilometer (ohne Strecken für Zuckertransport).

#### Straßenverkehr

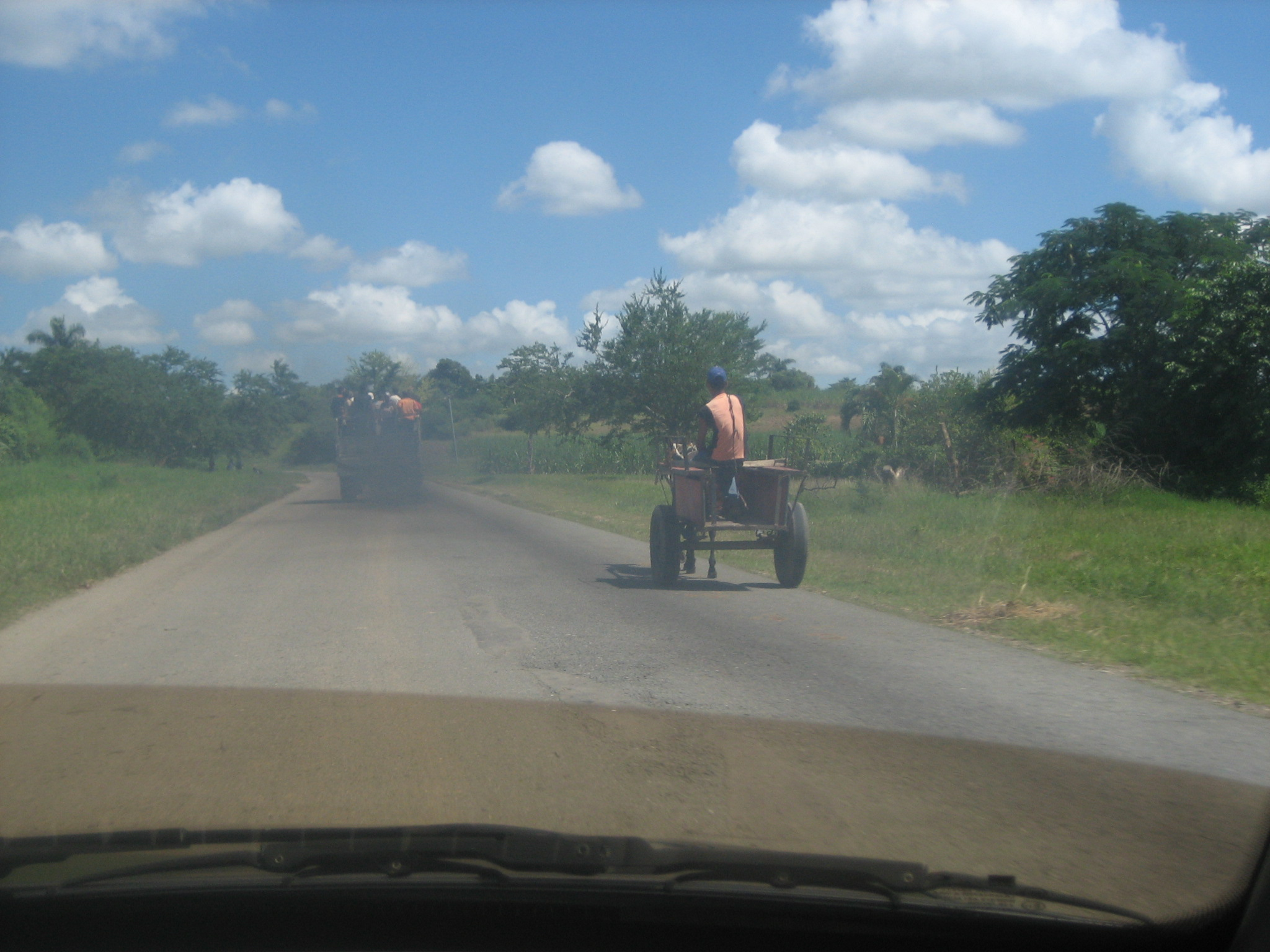
Typische Verkehrsszene auf einer Landstraße zwischen Santiago de Cuba und Holguín (2008)

Kuba verfügt über ein gut ausgebautes Straßennetz, darunter eine Autobahn, die durch den geringen Motorisierungsgrad aber nur schwach befahren ist. Die Straßen sind jedoch in einem teilweise sehr schlechten Zustand. In Kuba herrscht Rechtsverkehr.
Überlandbusse werden durch das Unternehmen Astro betrieben, zu dem auch die Viazul-Busse für Touristen gehören.

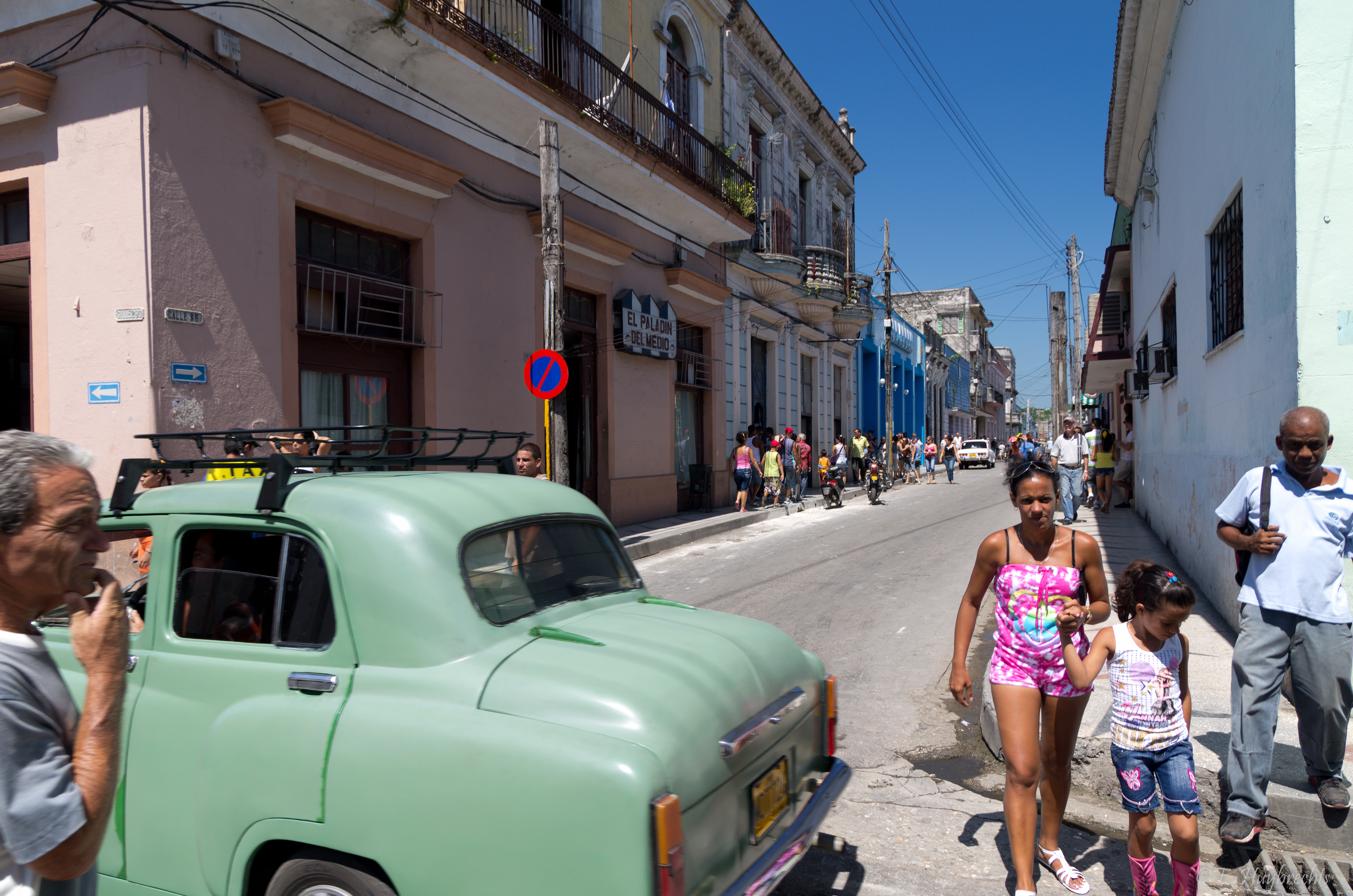
Matanzas

Seit der Revolution durften Kubaner privat keine Automobile besitzen; ausgenommen waren Fahrzeuge, die vor der Revolution 1959 bereits im Land waren. Bedingt durch diese besondere Lage befinden sich sehr viele Oldtimer, meist amerikanische, im Land. Im April 2011 wurde der Gebrauchtwagenhandel liberalisiert, und seit 2014 dürfen Kubaner auch Neuwagen kaufen. Der Staat behält jedoch das Importmonopol und bietet die Fahrzeuge zu einem Vielfachen des Preises an, wie er beispielsweise in Europa üblich ist.

#### Flugverkehr
Die kubanischen Fluggesellschaften Cubana, Aerogaviota und Aerocaribbean betreiben vom Flughafen Havanna José Martí als Drehkreuz aus ein dichtes Netz aus Inlandsflügen, sowie Auslandsflügen z. B. nach Kanada, Mexiko und Spanien.
Nach einer 55-jährigen Unterbrechung gibt es seit dem 31. August 2016 wieder Linienflüge zwischen Kuba und den USA.
Siehe auch: Liste der Flughäfen in Kuba

#### Schifffahrt
Die Bedeutung der Schifffahrt beschränkt sich auf Fährverbindungen zur Isla de la Juventud und weiteren vorgelagerten Inseln, sowie Fähren über die Hafenbuchten von Santiago de Cuba, Cienfuegos und Havanna.
Bis 2013 soll der Hafen von Mariel zum größten Containerhafen der Karibik ausgebaut werden. Der Bau erfolgt durch ein Joint-Venture mit dem brasilianischen Unternehmen Odebrecht und dem kubanischen Unternehmen Almacenes Universal S.A.
Die Gesamtinvestitionen betragen 600 Millionen US$.
Die Hafeneinfahrt soll eine Breite von 700 Metern erhalten, die es erlaubt, zwei große Containerschiffe gleichzeitig aufzunehmen. Außerdem wird der Hafen für Schiffe mit bis zu 15 Metern Tiefgang zugänglich sein (Im Vergleich dazu: Der Hafen von Havanna ermöglicht nur 11 Meter Tiefgang). Am Ende der Ausbauarbeiten soll das Terminal eine Kapazität von 850.000 bis 1 Million Container verwalten können (Hafen Havanna: 350.000 Container). Dieser Ausbau soll es Mariel ermöglichen, große Containerschiffe zu empfangen, die über den Panamakanal von Asien her nach Kuba fahren. Auch soll Mariel optimale Bedingungen für US-amerikanische Container bieten. Mariel soll damit den Hafen von Havanna für Frachtaufgaben ablösen, in Zukunft wird dieser nur noch touristisch genutzt werden.

### Energie

Eine Photovoltaik-Anlage im Valle de Viñales („Viñales-Tal“).

Nationaler Energieversorger ist der Staatsbetrieb Sistema Eléctrico Nacional, an dessen Netz 96 % der kubanischen Haushalte angeschlossen sind. Die Steckdosen weisen 110 Volt auf. In vielen Bereichen (z. B. Krankenhäuser, Touristen-Hotels) wird auch 220 Volt verwendet.

Kraftwerk am Stadtrand von Cienfuegos.

Die Energieversorgung beruht fast ausschließlich auf fossilen Brennstoffen.
Nahezu die Hälfte wird nur mit Schweröl erzeugt. Nimmt man die Erzeugung durch lokale Diesel- und andere Verbrennungsmotoren hinzu, steigt der fossile Anteil auf 86 %. Dazu kommen noch einmal knapp 10 % aus Gaskraftwerken. Der Anteil erneuerbarer Energie ist demnach sehr gering.
Die eigene Erdölförderung war während der sowjetischen Überversorgung vernachlässigt worden, so dass diese nicht mehr wettbewerbsfähig war und Kuba auf teure Importe angewiesen war. Die Energieeffizienz leidet stark unter den veralteten Kraftwerken und Stromnetzen. Die Stromerzeugungskosten für den kubanischen Staat liegen bei 15,75 Eurocent (Stand 2014). Zum Vergleich liegen die Stromgestehungskosten z. B. der Windenergie in Deutschland je nach Standortgüte zwischen 4,5 ct/kWh auf sehr guten und 10,7 ct/kWh auf sehr schlechten Standorten.
Die maximale Gesamtleistung aller Kraftwerke Kubas beträgt 5852,5 MW, der Strombedarf zu Spitzenlastzeiten liegt bei ca. 2500 MW. Im Jahr 2010 wurden 17.395,5 GWh Strom erzeugt. Die Energieversorgung des Landes gilt als marode und veraltet, weswegen es zu regelmäßigen Stromabschaltungen kommt.
Erste Projekte zur Nutzung der Windenergie, Wasserkraft und Photovoltaik laufen. Seit Februar 2007 speist eine vom französischen Windkraftanlagenhersteller Vergnet gelieferte, 3,4 Mio. Dollar teure Pilotanlage östlich von Nueva Gerona auf der Isla de la Juventud insgesamt 1,65 MW ins Netz ein. Aufgrund der hohen Gefahr durch Tropenstürme können die je 275 kW starken Generatoren automatisch zu Boden gesenkt werden.

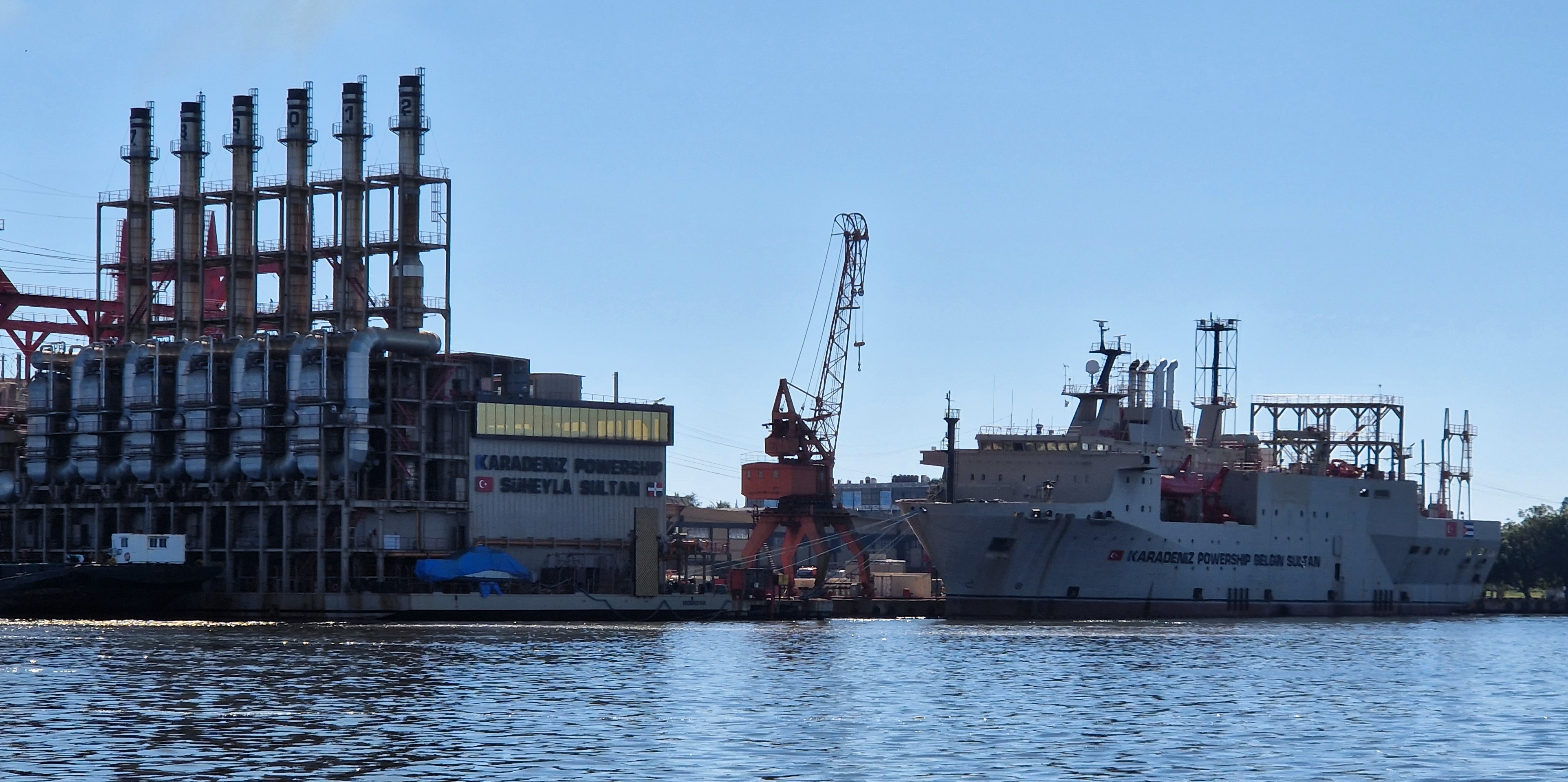
Symbol der Energiekrise: Eines von zwei in der Bucht von Havanna stationierten türkischen Karpowership-Kraftwerksschiffen (Januar 2025)

Die im Jahre 2006 ausgerufene „Energierevolution“ (Revolución energética) hatte auch eine Senkung des Stromverbrauchs zum Ziel. Dafür wurden Glühlampen durch Energiesparlampen ersetzt. Außerdem wurden über 2,5 Mio. veraltete Kühlschränke gegen modernere Modelle ausgetauscht. Der Kaufpreis von mehr als einem durchschnittlichen Jahresgehalt kann über einen 10 Jahre laufenden, einkommensabhängig verzinsten Kredit abgezahlt werden. Die Zahl der Stromausfälle war seit dieser Zeit zurückgegangen. Seit Mitte 2016 treten jedoch wieder vermehrt großflächige Stromabschaltungen auf, nachdem Venezuela wegen der dort herrschenden extremen Wirtschaftskrise die Lieferung subventionierten Öls um 40 Prozent reduzierte. Im Zuge einer Wirtschafts- und Finanzkrise häuften ab 2021, insbesondere im Sommer, wieder die Stromabschaltungen. Diese Krise wurde durch einen Brand in einem Großtanklager für Rohöl und Brennstoffe in Matanzas nochmals verschärft.
Am 18. Oktober 2024 fiel im gesamten Land der Strom aus, nachdem mit dem Antonio Guiteras das größte Kraftwerk des Landes wiederholt vom Netz ging. Tags zuvor hatte die Regierung Einschränkungen des öffentlichen Lebens und nicht notwendiger Arbeit angekündigt, um Energie zu sparen. Auch die Schulen wurden geschlossen. Tags darauf brach Kubas Stromnetz erneut zusammen.

### Telekommunikation

Mobilfunkmast in Kuba (2024).

Das kubanische Telefonnetz befindet sich ähnlich wie nahezu sämtliche andere Infrastruktur in einem schlechten Zustand. Der Telekommunikationsverkehr unterliegt starken Kontrollen. Die Handynetzabdeckung betrug 2013 über 75 Prozent.
Für das Telekommunikationsnetz ist das staatliche Telekommunikationsunternehmen ETECSA verantwortlich. Das Mobilfunknetz wird von der Tochtergesellschaft Cubacel (Kennung C_Com) betrieben und deckt fast die gesamte Insel ab. Es werden die GSM-Frequenzen von 850 und 900 MHz sowie das vor allem in Nordamerika verbreitete TDMA verwendet. Im März 2017 wurde auch das UMTS-Netz in Betrieb genommen. Die Netzabdeckung umfasste zunächst hauptsächlich Havanna, die Provinzhauptstädte und einige touristisch relevante Regionen.

Öffentliche Telefone auf dem Cementerio Santa Ifigenia.

Die Durchdringung der kubanischen Bevölkerung mit Telefonen oder Handys ist schwach ausgeprägt. 2007 gab es bei einer Einwohnerzahl von 11,2 Millionen nur rund 910.000 Telefonanschlüsse in Privathand, Handys gab es nach offiziellen statistischen Angaben 330.000. Für Ende 2008 wurden ca. 480.000 aktive Handyverträge gemeldet. Mitte 2013 gab es in Kuba je 1,7 Millionen aktive Handys sowie 1,2 Millionen private Telefonanschlüsse Mitentscheidend hierfür waren der Wegfall staatlicher Beschränkungen (Kubaner können seit Ende 2008 ohne bürokratische Hürden einen Mobilvertrag eröffnen), Tarifsenkungen (günstigere SMS und kostenfreie Anrufe aus dem In- und Ausland), sowie die vereinfachte Möglichkeit, kubanische Handykarten via Internet aus dem Ausland aufzuladen.
Der Zugang zum Internet hat sich seit der Normalisierung der Beziehungen zwischen Kuba und den Vereinigten Staaten im Jahr 2014 stark verbessert. Im Juli 2015 wurde der Preis für eine Stunde Internetzugang von 4,50 CUC auf 2 CUC reduziert. Zusätzlich dürfen Kubaner seitdem auch die ETECSA WiFi HotSpots nutzen und sind nicht mehr nur auf die veralteten ETECSA Internet-Terminals angewiesen. 2016 hatten offiziellen Zahlen zufolge 32,4 % der Bevölkerung Zugang zu Internetdiensten. 5 % der Haushalte haben einen Internetanschluss.
Seekabel von Venezuela
Eine seit 2008 geplante unterseeische Glasfaserkabelverbindung zwischen Venezuela und Kuba nahm Mitte 2012 ein Jahr verspätet ihren Betrieb auf. Obwohl es laut Mitarbeitern der staatlichen Telekommunikationsfirma ETECSA funktionsfähig war, wurde das venezolanischen Angaben zufolge 70 Millionen Euro teure Kabel zunächst fast zwei Jahre lang nicht genutzt. Als Grund wurde Korruption genannt. Auch Zusammenhänge mit dem Arabischen Frühling werden vermutet, wonach das kubanische Regime plötzlich wieder unregulierte Internetzugänge fürchte.
Im Januar 2013 wurde die Inbetriebnahme des Unterseekabels auch für den Internetverkehr bestätigt, nachdem es zunächst für die Durchleitung des internationalen Telefonverkehrs benutzt wurde. Seit dem 4. Juni 2013 können Kubaner in 118 Internetcafés der Marke Nauta Internetzugang mit einer Geschwindigkeit von mindestens 2 MBit für 2 CUC pro Stunde in Anspruch nehmen. Der Import von WiFi-Routern wurde erleichtert.
Das Kabel hat rund 3000-fache Bandbreite der Satellitenkanäle, mit denen Kuba bisher an das weltweite Datennetz angeschlossen war, verläuft zwischen der venezolanischen Stadt Camuri auf dem Meeresboden und erreicht Kuba in Siboney bei Santiago de Cuba. Es ist 1602 Kilometer lang – das Elffache der kürzestmöglichen Entfernung zum kontinentalen Festland (Florida: 144 km). Die kubanische Regierung lehnte es „aus Sicherheitsgründen“ ab, ihren Internetverkehr über die USA zu leiten, obwohl Internet und Telekommunikation von den Embargobestimmungen ausgenommen sind.

## Umwelt

### Rang des Umweltschutzes
Kuba gehört zu den ersten Staaten auf der Welt, welche die Forderung nach einer umweltverträglichen wirtschaftlichen Entwicklung in die Verfassung aufnahmen. Eine umfassende Umweltschutzgesetzgebung in Verbindung mit Umwelterziehungsprogrammen und zahlreichen Umweltschutzprojekten trugen dazu bei, dass Kuba das einzige Land war, das vom WWF im Jahr 2003 eine „nachhaltige Entwicklung“ bescheinigt bekam, das heißt, Kuba verfügte über einen entwickelten Lebensstandard bei gleichzeitiger ökologisch nachhaltiger Entwicklung. Dennoch hat die ökonomische Entwicklung im Zweifel eindeutig Priorität gegenüber der Umweltpolitik.
Im Jahr 2011 flossen 10,4 % der Gesamtinvestitionen in den Umweltschutz, die Investitionssumme hierfür erhöhte sich von 233 Mio. Pesos im Jahr 2006 auf 452 Mio. im Jahr 2011. Hauptziele der Investitionen sind der Schutz der Gewässer (68,4 %) und die Wiederaufforstung (16,5 %).

### Erfolge im Umweltschutz
Bedingt durch die Ölknappheit nach der Auflösung der Sowjetunion war Kuba gezwungen, viele Rationalisierungen und Einsparungen vorzunehmen. Die starke Verringerung des Individualverkehrs, die Ersetzung von Maschinen in der Landwirtschaft durch Ochsenkarren, Austausch von veralteten Motoren in Fahrzeugen oder neue Wege bei der Energieerzeugung, zum Beispiel durch Solarenergie, haben die ökologische Bilanz stark verbessert. Die im Jahre 2005 begonnenen Einsparmaßnahmen und Verbrauchsreduzierungen von Strom, vor allem durch staatliche Kampagnen, bspw. zum Austausch von Glühlampen durch Energiesparlampen, sind erfolgreich. Hinzu kommt eine allgemeine Rohstoffknappheit, die zu einer äußerst geringen Verwendung von Verpackungsmaterialien führt. Der umfangreiche Einsatz von Chemie in der Landwirtschaft wurde durch den Mangel an importierten Düngemitteln eingeschränkt.
Die Fläche natürlichen Waldes hat entgegen dem weltweiten Trend seit 1990 zugenommen. Im Jahr 2007 pflanzten die Kubaner 136 Millionen Bäume. Im Jahr 2012 sind 27,3 Prozent ihrer Insel wieder bewaldet. Bis 2015 soll die Waldfläche 29,3 Prozent der Insel einnehmen. Im Jahr 1959 waren im Vergleich dazu 13,6 Prozent bewaldet.
Die Erfüllung der im Protokoll von Montreal eingegangenen Verpflichtung, bis Ende 2007 50 Prozent der Substanzen zu eliminieren, die der Ozonschicht schweren Schaden zufügen, konnte im September 2007 mit 74 Prozent Abbau nachgewiesen werden.
Die Ende 1980 von den Vereinten Nationen als eine der weltweit am stärksten verschmutzten und nicht mehr zu rettenden klassifizierte Hafenbucht von Havanna wurde nach Angaben der kubanischen Regierung erfolgreich gesäubert, wobei 17.000 Fass verwertbares Erdöl aus dem Wasser der Hafenbucht geborgen werden konnte.

### Nickelbergbau
Besondere Umweltprobleme verursacht der Nickelbergbau im Gebiet Moa an der Nordostküste durch ungenügend behandelte kontaminierte Rückstände. Das Alter vieler Betriebe bedingt einen geringen Umweltschutzstandard und eine mangelhafte Entsorgung von Industrieabfällen.

### Naturschutzgebiete
Auf Kuba stehen insgesamt 211 Gebiete unter besonderem Naturschutz. Damit sind 20 Prozent der Oberfläche Kubas ökologisch geschützt. Das System der Schutzgebiete in Kuba ist gut entwickelt und in unterschiedliche Kategorien eingeteilt:
1. Naturreservate
2. Nationalparks
3. ökologische Reservate
4. besondere Naturobjekte (Elemento Natural Destacado)
5. Reservate für Pflanzen (Reserva Floristica Manejada)
6. Tierschutzgebiete (Refugio de Fauna)
7. Landschaftsschutzgebiete (Paisaje Natural Protegido)
8. Schutzgebiete für das Management von Ressourcen (Area Protegida de Recursos Manejados).

Insgesamt existieren in Kuba 73 Naturreservate mit unterschiedlichem Schutzstatus, wie z. B. 14 Nationalparks und sechs Biosphärenreservate
Im Osten Kubas, in den Provinzen Holguín und Guantánamo, befindet sich das berühmteste Naturschutzgebiet der Insel, der Nationalpark Parque Nacional Alejandro de Humboldt, benannt nach dem deutschen Naturforscher Alexander von Humboldt, der im Winter 1800–1801 fast drei Monate auf Kuba verbrachte.
Das 5000 km² große Feuchtgebiet auf der Zapata-Halbinsel mit Dutzenden endemischen Tier- und Pflanzenarten wird von Experten der UNO-Umweltbehörde für Lateinamerika und die Karibik als das bestgehütete in der Region geschätzt.

## Kultur

### Musik
In Kuba sind zahlreiche Musikstile und Tänze entstanden, die zum Teil international Verbreitung fanden. Zu ihnen gehören der Son, der Mambo, die Salsa, der Danzón, die Rumba, der Cha-Cha-Cha und die alte und neue Trova (Nueva Trova).
Durch die Übersiedlung vieler Süd- und Mittelamerikaner in die USA während des Zweiten Weltkrieges kam es sehr schnell zu einer leichten Vermischung aus kubanischen Rhythmen und dem Jazz. Nach 1945 wurde kubanische Musik auch in Westafrika sehr beliebt und beeinflusste das Highlife.
Gegen Ende der 1990er-Jahre wurde durch den Film Buena Vista Social Club von Wim Wenders eine Kuba-Welle ausgelöst. Neben der bis dahin schon international verbreiteten modernen kubanischen Musik wurde wieder die Musik der 1940er-Jahre zum Exportschlager. Der Film berichtet über die Arbeit von Ry Cooder mit einer Gruppe von kubanischen Musikern, die fast alle bereits das Rentenalter erreicht hatten. In der Folge veröffentlichten die beteiligten Musiker teils eigene Solo-Alben, die internationale Verkaufserfolge wurden.
Um das Jahr 2005 herum hatte weltweit der Reggaeton, moderne kubanische Musik meist jugendlicher Gruppen, einen kurzen, heftigen Boom. Seinen Ursprung hat der Reggaeton in Puerto Rico und Panama. Einige dieser Hits mit meist schlüpfrigen Texten tauchten seinerzeit sogar in europäischen Charts auf. Nur wenige Monate später war zumindest der globale Hype wieder vorbei. Stilelemente des Reggaeton wurden allerdings in der Folge immer wieder verwendet und beeinflussten vor allem in der Mitte der 2010er zahlreiche internationale Hits.
In der klassischen Musik ist das Sauto Teater in Matanzas zu erwähnen, wo der italienische Opernstar Enrico Caruso, der spanische Guitarist Andrés Segovia und der kubanische Geiger und Komponist José White auftraten.

### Film
Vor der Revolution gab es auf Kuba keine eigenständige Filmproduktion. Die wenigen Filme, die auf Kuba produziert wurden, ahmten den Stil US-amerikanischer Produktionen nach.
1959 wurde das Kubanische Filminstitut Instituto Cubano del Arte e Industria Cinematográficos (ICAIC) gegründet, das zunächst überwiegend Dokumentar-, Zeichentrick- und Lehrfilme produzierte. Sein Gründungsdirektor war Alfredo Guevara, ein enger Vertrauter Castros seit gemeinsamer Studienzeiten, der bis zu seinem Tod 2013 die zentrale Figur der kubanischen Filmkultur blieb. Der poetische Kurzfilm PM, der das Nachtleben Havannas dokumentierte, wurde 1961 von der revolutionären Zensur verboten und löste eine den gesamten Kulturbetrieb betreffende Debatte aus, die Fidel Castro mit seinen „Worten an die Intellektuellen“ beendete, in denen er ihre künstlerische Freiheit den Interessen seiner Regierung unterordnete. Der 1964 in Kuba gedrehte Film Ich bin Kuba war eine sowjetisch-kubanische Koproduktion mit Micheil Kalatosow als Regisseur, die kubanischen Filmschauspieler und Mitarbeiter des Films begründeten später einen eigenständigen kubanischen Filmstil. Regisseure wie Tomás Gutiérrez Alea (Der Tod eines Bürokraten – Muerte de un Burócrata, 1964) und Humberto Solás (Lucia, 1968) führten nicht nur unter Cineasten zu einer internationalen Anerkennung des kubanischen Films. 1977 produzierte das ICAIC innerhalb eines Jahres 10 abendfüllende Filme und 61 Kurzfilme. Aufgrund der Wirtschaftskrise zu Beginn der 1990er Jahre wurde die kubanische Film- und Fernsehproduktion zurückgefahren, so dass in den 1990er-Jahren fast nur noch vom Ausland, besonders von Spanien finanzierte Filme hergestellt wurden.
Bemerkenswert ist der für einen Oscar nominierte Film Erdbeer und Schokolade (1993) nach einer Kurzgeschichte von Senel Paz, der gekonnt das Thema Homosexualität in der kubanischen Gesellschaft thematisiert. Erst neuerdings gibt es wieder eine eigenständige kubanische Filmproduktion, die mit Streifen wie Suite Habana (Regie: Fernando Pérez, 2003) die Traditionen des kubanischen Films fortsetzt.
Seit 1986 gibt es die von Gabriel García Márquez mit begründete Internationale Hochschule für Film und Fernsehen in San Antonio de los Baños, an der Studenten aus aller Welt, besonders aber Lateinamerikaner und auch Kubaner ausgebildet werden.
2017 wurden ca. 3000 kubanische Filmplakate in das Weltdokumentenerbe der UNESCO aufgenommen.

### Kunst
- Museo Nacional de Bellas Artes in Havanna.
- Fundacion Ludwig de Cuba in Havanna
- Revolutionsmuseum in Havanna
- Museum Palacio Brunet, in Trinidad
- Museum Galerie Pedro Esquerre, in Matanzas
- Museo de Arte de Matanzas, in Matanzas

### Küche
Die kubanische Küche ist eine Fusion aus spanischer, afrikanischer und karibischer Küche. Die Rezepte haben viele Gewürze und Techniken mit der spanischen und afrikanischen Kochkunst gemeinsam, mit einigem Einfluss aus dem Karibikraum in Würze und Aroma. Es gibt aber große Unterschiede z. B. zur mexikanischen Küche. Dagegen existiert ein kleiner, aber erwähnenswerter Einfluss der chinesischen Küche.
Auf Grund historischer Gegebenheiten wurde die kubanische Bevölkerung nicht gleichmäßig auf der Insel verteilt. Die afrikanischen Sklaven stellten die Mehrheit in den Zuckerrohrplantagen, jedoch waren sie in den meisten Städten in der Minderheit. Die Tabakplantagen waren hauptsächlich von armen spanischen Bauern, meist von den Kanarischen Inseln, besiedelt. Im östlichen Teil der Insel siedelten außerdem eine große Zahl französischer, haitianischer und karibischer Immigranten, hauptsächlich während der haitianischen Revolution, sowie Saisonarbeiter für die Zuckerernte, während dies im westlichen Teil nicht so der Fall war. Stattdessen waren bis in die 1950er-Jahre dort hauptsächlich europäische Einwanderer ansässig. So entwickelte sich die kubanische Küche unter lokalen Gegebenheiten und den spezifischen demografischen Einflüssen.
Historisch bedingt sind in vielen Rezepten Gewürzmischungen beschrieben. Die Grundlage der meisten Gerichte ist Reis mit schwarzen oder roten Bohnen, congrí oder moros y cristianos („Mauren und Christen“) genannt, deren Zutaten in der Regel problemlos in den staatlichen Geschäften erhältlich sind. Die Versorgungslage mit anderen Nahrungsmitteln gestaltet sich mitunter schwierig, da die staatlichen Geschäfte nur ein sehr eingeschränktes Angebot haben und oft von Engpässen betroffen sind, und auf den freien Bauernmärkten hohe Preise verlangt werden. Viele Kubaner in den Städten versorgen sich mit knappen bzw. teuren Lebensmitteln, wie zum Beispiel Fleisch, über Beziehungen zur Landbevölkerung oder halten sich Kleintiere auf Balkonen oder Dächern. Insofern variiert die kubanische Küche heute auch stark zwischen Land und Stadt.
Touristen, die in den Häusern einheimischer kubanischer Familien (casas particulares) untergebracht sind, bietet sich nach Absprache die Möglichkeit, die kubanische Küche zu versuchen. Kubanische Restaurants bieten in von Touristen frequentierten Gegenden oftmals eine Menükarte an, deren Preise in den zwei Währungen CUC und Moneda Nacional ausgeschrieben sind. Dort angebotene Speisen sind öfters nicht erhältlich und das Angebot deutlich eingeschränkter als in der Speisekarte angegeben. Die „Standards“ moros y cristiano und diverse Varianten aus Hühnchenfleisch sind aber in der Regel erhältlich. Alternativen dazu sind Paladares (dt. „Gaumen“), privat, oftmals in Privatwohnungen, betriebene Restaurants, die reichhaltige und abwechslungsreiche Küche anbieten, allerdings zu Preisen, die nur für Ausländer bezahlbar sind und an westeuropäisches Niveau heranreichen.
In kubanischen Städten sind kleine Verkaufsstände auf Straßen verbreitet, die eine Vielzahl an belegten Brötchen, Pizza oder lateinamerikanische Snacks anbieten. Auch aus Erdgeschossfenstern von Wohnungen wird so verkauft. So bekommt man eine kleine, einfache aber äußerst sättigende Pizza für einen Preis von etwa 5 Pesos (ca. 20 Euro-Cent).

### Sport
Der Sport hat in Kuba einen hohen Stellenwert. Sportarten wie Baseball oder Boxen waren und sind sehr populär. In heutigen Tagen wird der Sport staatlicherseits stark gefördert.
Kuba nimmt an zahlreichen internationalen Wettbewerben, wie den Olympischen Sommerspielen und den Panamerikanischen Spielen teil. Die medaillenversprechendsten Sportarten sind der Baseball, Judo der Frauen, Ringen (griechisch-römisch), Boxen und Leichtathletik. Beachtenswert sind außerdem die Erfolge im Volleyball, Handball, Freistilringen, Kunst- und Turmspringen, Schach, Bahn- sowie Straßenradsport, Taekwondo und Kanusport. Auf dem ewigen Medaillenspiegel der Panamerikanischen Spiele befindet sich Kuba auf dem 2. Platz.
Die Kubanische Fußballnationalmannschaft nahm bisher erst ein Mal an einer WM-Endrunde teil.
Special Olympics Kuba wurde 1983 gegründet und nahm mehrmals an Special Olympics Weltspielen teil.
Im April 2017 durchquerte der Österreicher Jacob Zurl als Erster die Hauptinsel Kuba in Längsrichtung im autobetreuten Non-Stop-Langstrecken-Radrennstil.

## Medien

Radio Cuba in Trinidad (2024).

Die kubanischen Massenmedien sind Staatseigentum nach Kapitel VI Art. 52. der Verfassung von 1976. Das gesamte Medienwesen dient entsprechend auch der Propaganda des Staates. Die Lenkung und Kontrolle der über die Medien verbreiteten Inhalte obliegt der Abteilung für Ideologie des Zentralkomitees der Kommunistischen Partei Kubas, die von Rolando Alfonso Borges geleitet wird. Durch die Wirtschaftskrise von 1993 bedingt, ist das Angebot, das es an Printmedien (Zeitungen und Bücher) und Kinos auf Kuba gab, sehr stark eingeschränkt worden, während andere Medien wie Fernsehen und Internet, wenn auch nicht in gleichem Maße, zugenommen haben.

### Presse
Die kubanische Presse steht unter alleiniger Kontrolle der Regierung, der Kommunistischen Partei Kubas und der kommunistischen Massenorganisationen (Gewerkschaften, Frauenföderation etc.). Den größten Verbreitungsgrad haben folgende kubanische Zeitungen, die alle auch über eine teilweise mehrsprachige Internet-Version verfügen. Die Zeitungen und Zeitschriften haben trotz ihrer nur allmählich wieder steigenden Auflagen sehr viele Leser, da sie in der Regel in der Nachbarschaft systematisch untereinander ausgetauscht werden und eine faktische Monopolstellung innehaben. Folgende Zeitungen und Zeitschriften seien genannt:
- Granma (Zentralorgan der Kommunistischen Partei Kubas PCC)
- Juventud Rebelde (Organ der Kommunistischen Jugend UJC)
- Trabajadores (Zeitung des Gewerkschaftsverbandes CTC)[438]
- Bohemia (Wochenzeitschrift)[439]

Unabhängiger Journalismus wird konsequent verfolgt. Insbesondere Berichte über die Lage auf Kuba oder deren Weitergabe an ausländische Medien ist strengstens untersagt. Kritische unabhängige Journalisten publizieren ihre Texte auf ausländischen Websites wie CubaNet. Auf der anderen Seite bemüht sich die Regierung auch zu verhindern, dass sich Bürger aus kubakritischen Quellen informieren können, Radio Martí, ein Radiosender der US-Regierung in spanischer Sprache, wird ständig gestört und Websites werden gefiltert.

### Fernsehen
Es gibt auf Kuba fünf staatliche Fernsehkanäle (Cubavisión, die beiden Bildungskanäle Canal Educativo 1 und 2, Tele Rebelde und Multivisión), die per analoger Antenne von der gesamten Bevölkerung empfangen werden können. Nahezu alle kubanischen Haushalte verfügen über, allerdings mitunter sehr alte, Fernsehgeräte. Für den Empfang im Ausland sendet der über Satellit ausgestrahlte Kanal Cubavisión Internacional ein 24-Stunden-Programm.
Im Juni 2013 startete der Testbetrieb von digitalem Fernsehen nach chinesischer DTMB-Norm mit 45.000 Haushalten in Havanna. 2016 ging es in den landesweiten Regelbetrieb über. Zum Empfang ist ein Receiver oder ein entsprechend ausgestattetes TV-Gerät notwendig. Im Mai 2023 begann man in Havanna mit der Abschaltung der ersten zwei analogen Sender. Zu diesem Zeitpunkt lag die landesweite Abdeckung von digitalem SD-Empfang bei 77 Prozent, die HD-Abdeckung bei 48 Prozent. Das frei werdende 700-MHz-Frequenzband solle für den Ausbau des 4G-Mobilfunks genutzt werden. Außerdem erhofft man sich erhebliche Stromeinsparungen.
Seit Juli 2005 strahlt der Satellitensender telesur sein Programm für Lateinamerika aus, an dem Kuba mit 19 % Einlage beteiligt ist. In Kuba selbst wurde zunächst nur Tageszusammenfassung des Programms auf dem Sender Canal Educativo 2 gezeigt. Seit Januar 2013 wird das Programm in zwei Zeitfenstern von 8 Uhr morgens bis 16:30 Uhr nachmittags sowie von 20 Uhr bis 1 Uhr nachts live gesendet.
Satellitenempfang und der Besitz von Empfangsschüsseln sind in Kuba für Privatleute verboten. Für touristische Einrichtungen wie Hotels werden eine Auswahl internationaler Satellitenprogramme, darunter beispielsweise die DW-TV oder CNN, in ein nationales Fernsehkabelnetz eingespeist, das von der staatlichen Firma Telecable betrieben wird. Das spanischsprachige CNN en Español wurde im Januar 2011 aus der Senderliste gestrichen.

### Radio
Neben zahlreichen Radiosendern mit gemischten Programmen und reinen Musiksendern gibt es unter anderen den nach eigenen Angaben ältesten 24-Stunden-Nachrichtensender Radio Reloj (Radio Uhr) mit ständiger Zeitansage. Ausländische Sender können, soweit technisch möglich, frei empfangen werden (mit Ausnahme des ständig gestörten US-Senders Radio Martí).

### Internet

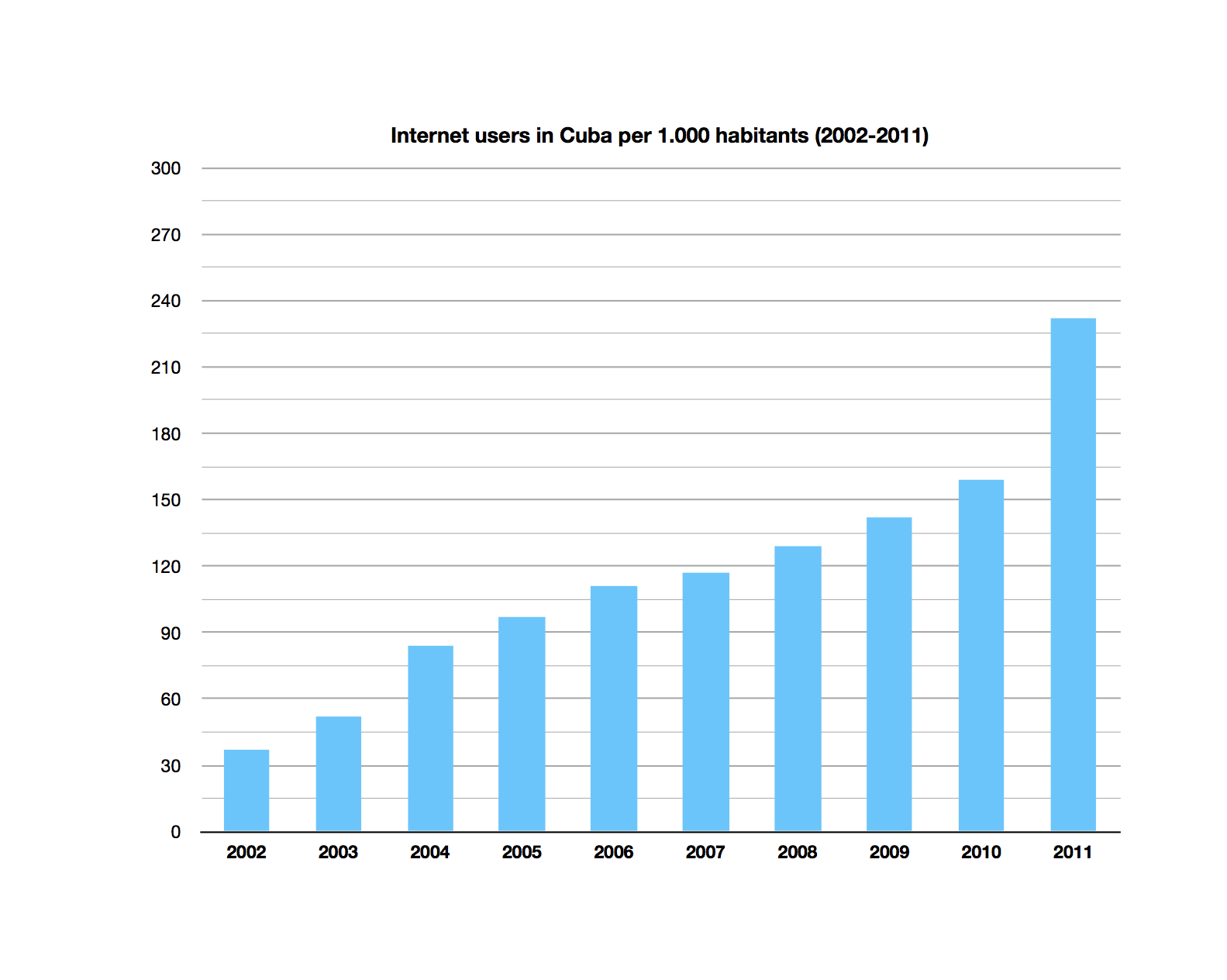
Internetbenutzer pro 1.000 Einwohner in Kuba, 2002–2011

Bis zum Abkommen zwischen den USA und Kuba zur Wiederaufnahme der diplomatischen Beziehungen im Jahr 2014 war das Internet in Kuba, auch aus Angst vor Verlust des Medienmonopols seitens des Staates, nur unter starken Restriktionen zugänglich. Als Teil dieses Abkommens sagten die USA zu, das Embargo für den Export von Ausrüstung und Dienstleistungen im Bereich der Telekommunikation zu beenden. Der Mitte 2015 im US-Kongress eingebrachte Cuba DATA Act soll die gesetzliche Basis für das Engagement von amerikanischen Telekommunikationsfirmen in Kuba schaffen. Mit Sprint und Verizon haben seitdem bereits zwei US-Unternehmen Sprach- und Datendienste für Kuba angekündigt.
Die Anfänge des kubanischen Internets reichen zurück ins Jahr 1994, als mit Hilfe der UNESCO ein Backbone für die ganze Insel installiert wurde, der nur für die Anbindung der Ärzte an nationale und internationale medizinische Datenbanken gedacht war und staatlicher Kontrolle unterliegt. Private Internetzugänge sind auch heute in Kuba praktisch nicht vorhanden. Ausnahmen bilden lediglich die schon genannten Ärzte, Wissenschaftler und regierungstreue Journalisten. Ansonsten sind die Kubaner bislang gezwungen, öffentliche Zugangsmöglichkeiten zu nutzen. Diese werden seit 2015 stark ausgeweitet. Neben den bis zu 10 Dollar pro Stunde teuren Hotelanschlüssen gibt es seitdem zunehmend die Möglichkeit, sich in einen der WLAN-Hotspots einzuwählen. Deren Zahl begann bei 35 und belief sich gegen Ende 2015 auf rund 60. Bei Kosten von zwei Dollar pro Stunde liegt der Tarif jedoch weiterhin jenseits dessen, was sich ein kubanischer Durchschnittsverdiener mit 25 Dollar Monatseinkommen leisten kann.

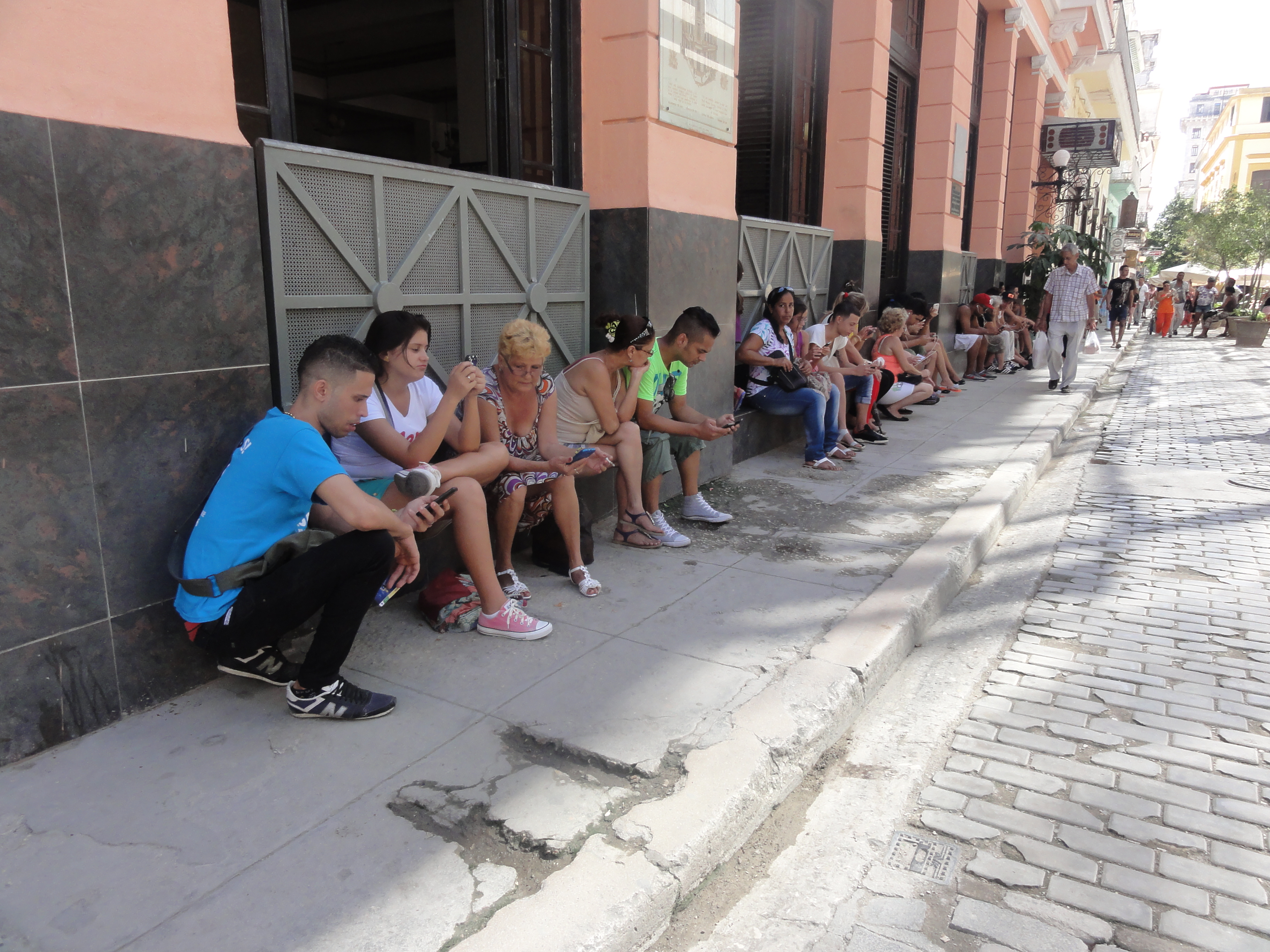
Internetnutzung an einem WLAN-HotSpot in Havanna

2011 wurde Kuba über ALBA-1 von Venezuela aus an das internationale Glasfasernetz angeschlossen. Zuvor lief die Kommunikation über langsame Satellitenverbindungen. Offiziell in Betrieb ging das Kabel jedoch erst zwei Jahre später. Seitdem verbessern sich die Zugangsmöglichkeiten der Kubaner zum Internet langsam, aber stetig. War es zuvor nur in Touristenhotels möglich, für sechs bis zehn konvertible Pesos (CUC) ins Internet zu gehen, oder für 1,50 CUC pro Stunde an Computern der Post internationale E-Mails zu schreiben, wurden nun zahlreiche Internetcafés der staatlichen Telekommunikationsfirma ETECSA eingerichtet, in denen man für 4,50 CUC pro Stunde ins Internet gehen konnte. 2014 wurde der mobile E-Mail-Dienst Nauta eingerichtet, der es erlaubte, via den mobilen Datendienst GPRS internationale E-Mails zu versenden und empfangen. Mitte 2015 wurde Nauta um WLAN-HotSpots in mehreren großen Städten erweitert, an denen je nach Ausbaustufe 50 bis 100 Menschen gleichzeitig online gehen können. Im Juli 2015 wurden die Zugangspreise von 4,50 CUC auf 2 CUC pro Stunde reduziert. Angesichts des kubanischen Durchschnittsverdiensts von 20 bis 25 CUC monatlich bleiben dies prohibitive Preise für den Großteil der kubanischen Bevölkerung, die damit weiterhin vom World-Wide-Net abgeschnitten ist. Ein Angebot von Google, Kuba kostenlos mit W-LAN-Antennen zu versorgen, wurde von der Regierung abgelehnt. Ziel sei es demnach nicht, die Kubaner mit Internet zu versorgen, sondern die Revolution zu unterminieren. Trotzdem ist vor allem seit der Öffnung der WLAN-HotSpots die Zahl der Internetnutzer in Kuba stark gestiegen. Vor allem Kubaner mit Verwandtschaft in den USA sowie eine wachsende Anzahl von Beschäftigten in der Tourismusbranche haben Zugang zu Devisen und können sich den Internetzugang mit eigenen Tablets, Smartphones oder Laptops leisten.
Im Jahr 2014 hatten in Kuba basierend auf Daten der ITU 27 Prozent der Bevölkerung Zugang zum Internet. Der Großteil davon hat allerdings nur Zugriff auf E-Mail-Dienste und staatliches Intranet. Zugang zum internationalen World-Wide-Web hatten Schätzungen zufolge 2015 lediglich 5 % der Bevölkerung, was die mit niedrigste Rate in ganz Lateinamerika ist. Es kamen 2011 rund 7 Computer auf 100 Einwohner, die allermeisten davon stehen jedoch in staatlichen Einrichtungen und lediglich 60 % sind an das Netz angeschlossen.
Am Welttag gegen Internetzensur (12. März) listete die Menschenrechtsorganisation Reporter ohne Grenzen Kuba (unter anderem in den Jahren 2009, 2010, 2011, 2015) als eines der zwölf Länder, die als Feinde des Internets gelten.
Kuba brachte im Februar 2007 die Betaversion der eigenen Suchmaschine 2x3 heraus. Abrufbar sind 150.000 offizielle Seiten, von der staatlichen Presse bis hin zu Fidel Castros Reden. Im Dezember 2010 startete das kubanische wikibasierende Online-Lexikon EcuRed mit rund 20.000 Artikeln, die die offizielle kubanische Sicht auf die Welt zeigen.
Die Regierung unter Raúl Castro hat angekündigt, dass trotz der zwischenzeitlichen Aufhebung des Verbots zum Kauf von Computern für Privatpersonen die Beschränkungen des Internetzugangs nicht so schnell beseitigt werden. Gründe seien vor allem die beschränkten technischen und ökonomischen Kapazitäten. Die meisten Haushalte hätten ja noch nicht einmal einen Telefonanschluss. 2008 wurden die Beschränkungen für den Kauf und die Nutzung von Mobiltelefonen gelockert.
Die kubanischen Gesetze drohen mit einer Haftstrafe von bis zu 20 Jahren für das Posten von illegalen Inhalten auf ausländischen Websites. Der illegale Zugang zum Internet wird mit fünf Jahren Haft bestraft. Für die praktische Durchführung der Internetzensur zeichnet die renommierte Informatik-Universität (UCI) verantwortlich.
Trotz aller Restriktionen entwickelte sich das Internet in den letzten Jahren zunehmend auch innerhalb Kubas zu einem Medium für den Austausch regierungsunabhängiger Informationen, vorwiegend per E-Mail. Gleichzeitig entwickelte sich ab ungefähr 2007 eine regimekritische Bloggerszene. Zu den international bekanntesten Bloggern gehören Yoani Sánchez, ihr Ehemann Reinaldo Escobar und Claudia Cadelo. Zwar wurde seitens der kubanischen Behörden toleriert, dass diese Blogs im Ausland zu lesen sind, jedoch war der Zugriff auf diese Blogs bis Februar 2011 innerhalb Kubas gesperrt. Weitere Blogs sind Havana Times, herausgegeben vom US-Amerikaner Circles Robinson, mit zahlreichen jungen und älteren Autoren aus Kuba, Voces Cubanas, herausgegeben von Reinaldo Escobar, und La Joven Cuba.
Mit der Ausdehnung des Engagements auf die kubanische Öffentlichkeit bekamen die Blogger jedoch auch zunehmend Probleme mit dem Sicherheitsapparat. Die Spanne der Repressionen reichte von Bedrohungen, über kurzzeitige Festnahmen, bis hin zu sogenannten Actos de Repudio (wörtlich „Akte der Ablehnung“, tatsächlich geht es jedoch um Einschüchterung).
Später änderte sich die Strategie der kubanischen Regierung: So wurden rund tausend regierungstreue „revolutionäre“ Blogger installiert, um den dissidenten Bloggern zu begegnen. Unter anderem werfen sie Yoani Sánchez und ihren Kollegen vor, von der US-Regierung bezahlt zu werden. Auch werden häufig Gerüchte über das Privatleben der Blogger veröffentlicht, mit dem Ziel, diese zu schädigen. Den USA wird vorgeworfen, einen sogenannten „Cyberkrieg“ gegen Kuba zu führen. Dieser würde nicht „Bomben und Gewehrkugeln, sondern mit Informationen, Kommunikation, Algorithmen und Bytes“ geführt. Dies sei „eine neue Form der Invasion, die von der entwickelten Welt ausgeht“. Die „Cyberdissidenten“ um Yoani Sánchez würden als Teil dieses Krieges aufgebaut.
Ende 2011 wurde in Kuba ein Klon von Facebook namens Red Social (soziales Netzwerk) freigeschaltet. Dieses ist ausschließlich im kubanischen Intranet erreichbar und soll vor allem Studenten eine Alternative zu ausländischen sozialen Netzwerken im Internet wie Facebook oder Twitter bieten, die, obwohl auch von offiziellen Stellen in Kuba selbst reichlich genutzt, als Teil des sogenannten „Cyberkrieges“ gegen das revolutionäre Kuba bezeichnet werden. Zweck dürfte es sein, den Informationsfluss besser zu kontrollieren und den Zugang zu den in diesen Netzwerken vorhandenen freien Informationen zu erschweren bzw. zu verhindern.
Auch der als Fidel Castro nahestehend geltende Ignacio Ramonet, autorisierter Biograph Castros, kritisierte den beschränkten Zugang der kubanischen Bevölkerung zum Internet: „Ohne eine hinreichend breite Auffahrt ins www droht die Insel den Anschluss an die internationale Entwicklung zu verlieren“, so der Herausgeber der Le Monde diplomatique.
Seit dem 9. Februar 2015 ist die US-amerikanische Online-Videothek Netflix auch in Kuba verfügbar.
2024 wurde Kubas Internet als das langsamste und teuerste in Lateinamerika geführt. Ende Mai 2025 wurden die Preise für mobiles Internet massiv erhöht, was insbesondere bei Studenten zu Protesten führte.

### Unabhängige Medien
Mit der Verfügbarkeit des Internets in Kuba hielten auch vom Staat unabhängige Medien in Kuba Einzug. Den Anfang machte Yoani Sánchez mit ihrem Blog Gerneration Y, wobei die Namensgebung eine Anspielung auf die in den 1970er und -80er Jahren beliebte Vergabe von mit „Y“ beginnenden Vornamen war und nichts mit der üblichen Definition der Generation Y zu tun hat. Der Blog wurde 2014 in das Nachrichtenportal „14ymedio“ umgewandelt. Es folgten weitere gut gemachte journalistische Portale wie „La Joven Cuba“, „El Estornudo“, „Periodismo de Barrio“ oder „El Toque“.

## Filme über Kuba
- Der alte Mann und das Meer, 1958, Verfilmung der gleichnamigen Novelle von Ernest Hemingway
- Bevor es Nacht wird, 2000, Filmbiografie die auf dem autobiografischen Roman (1990) des kubanischen Schriftstellers Reinaldo Arenas mit dem Titel Antes que anochezca (dt. Bevor es Nacht wird) basiert und Arenas' Leben thematisiert.
- Buena Vista Social Club Deutschland/USA/UK/Frankreich/Kuba 1999: Dokumentarfilm von Wim Wenders über kubanische „Soneros“-Musiker der 1930er-, 1940er- und 1950er-Jahre. Im Mittelpunkt das Konzert der gleichnamigen Truppe alter, aber eher jung spielenden Männer, die Ry Cooder wieder ins Rampenlicht gebracht hat.
- Erdbeer und Schokolade, Mexiko/Kuba/Spanien 1994: international preisgekrönter Spielfilm. 'Prisma-online' schreibt: „Nach der gleichnamigen Kurzgeschichte des bekannten kubanischen Schriftstellers Senel Paz – der auch das Drehbuch schrieb – entstand unter der Regie von Tomás Gutiérrez Alea ein beeindruckendes Bild der kubanischen Gesellschaft, das eine Freundschaft zeigt, die auch sozialpolitische Tabus (dazu zählt die Homosexualität in Kuba immer noch) überwinden kann.“[477]
- Havanna, Spielfilm 1990: Mit Robert Redford als Jack Weil, verliebter Pokerspieler in den Wirren vor der Revolution.
- Soy Cuba – Ich bin Kuba Sowjetunion/Kuba 1964: Ästhetisch anspruchsvoller Propagandafilm von Michail Kalatosow: Fünf Episoden aus dem Leiden und Kampf des kubanischen Volkes zur Zeit der Revolution.